# 湘南顔

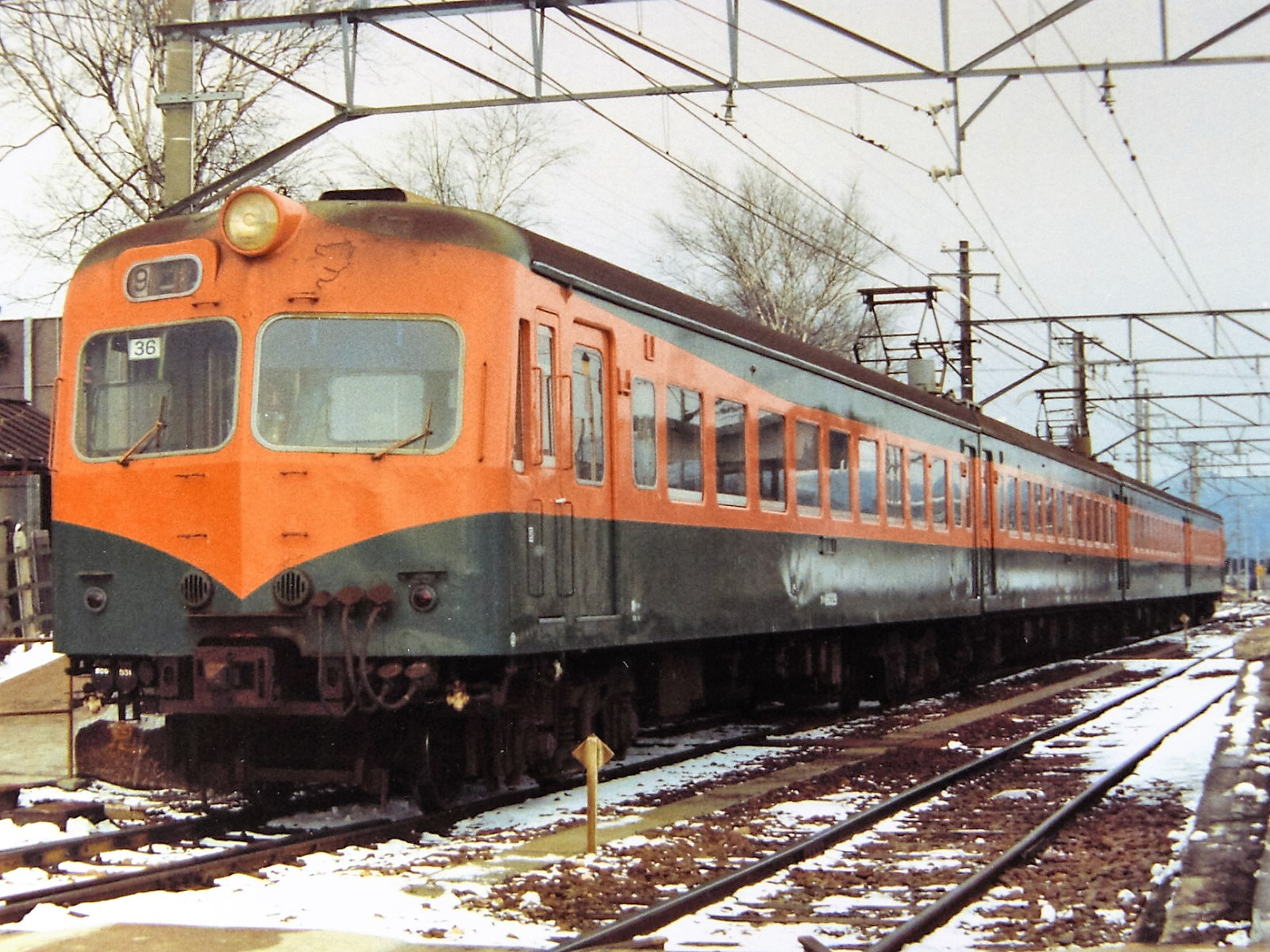
湘南顔と呼ばれるスタイルを確立した国鉄80系電車

湘南顔（しょうなんがお）とは、1950年に登場した日本国有鉄道（国鉄）の80系電車の増備車で採用された前面非貫通2枚窓で前面傾斜のあるスタイルの通称である。1950年代から1960年代にかけての日本の新造鉄道車両で流行し、国鉄・私鉄を問わず広く採用された。「湘南スタイル」「湘南フェイス」「湘南窓」「湘南形」「湘南型」「湘南タイプ」とも呼ばれる。

## 概要
1950年（昭和25年）に日本国有鉄道（国鉄）が導入した80系電車は長距離輸送をコンセプトとした動力分散方式の電車であり、東海道本線東京口の湘南地域にちなんで「湘南電車」と呼ばれ、車両自体も「湘南形」と称された。車体塗装も緑とオレンジのツートンカラーとなり「湘南色」と呼ばれるようになった。
80系の初期車は前面非貫通の3枚窓であったが、増備車ではよりスマートな印象を与えるために前面2枚窓で傾斜の付いたスタイルが採用されることになり、クハ86021・86022の2両で試作の上、クハ86023以降で本格採用された。これがいわゆる「湘南顔」の端緒である。試作車の2両は丸みがあり鼻筋が通っていなかったが、量産車では中央に鼻筋を通したスタイルが確立された。
このスタイルは後に登場した中距離用電車の70系のほか、電気機関車のEF58形、気動車やディーゼル機関車、試験用電車までに波及している。また、国鉄のみならず大手私鉄から地方私鉄まで数多くの鉄道会社に影響を与え、日本全国で類似したスタイルの車両が多数登場した。このデザインが「湘南顔」と総称されるようになった。
湘南顔には明確な定義はないが、慣例的には前面が非貫通2枚窓であること、同時に窓の部分に傾斜があることが該当する。鉄道会社によっては前面の2枚窓をピラー付き連続窓としたものなどのアレンジもある。

## 国鉄での採用

### 国鉄電車

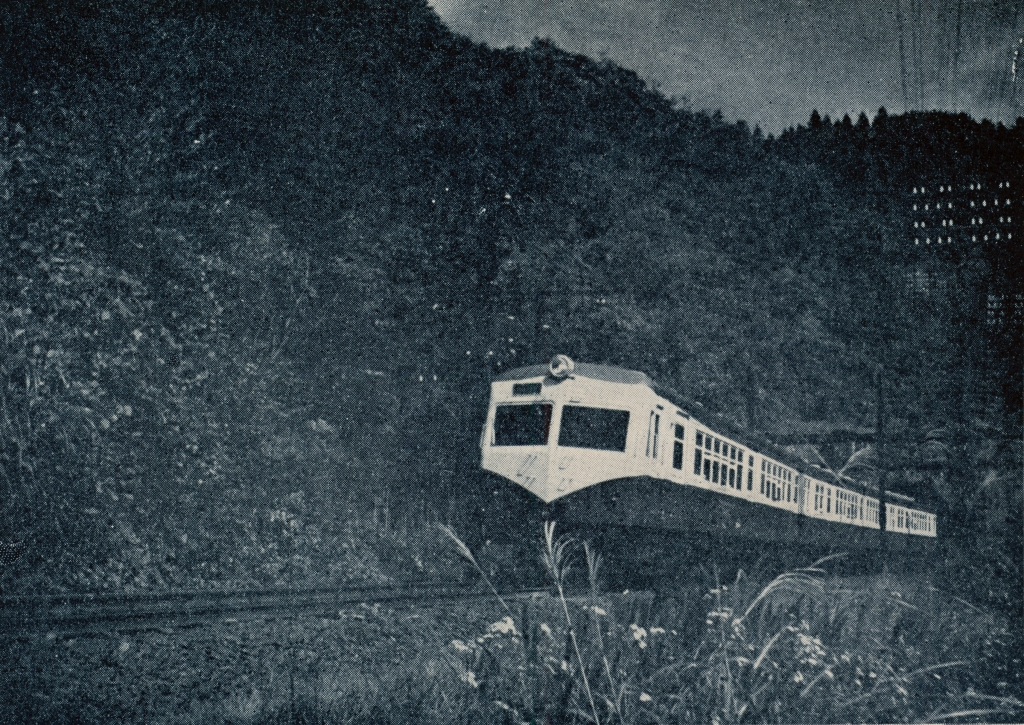
70系電車

1950年に登場した80系電車のうちクハ86023以降は2枚窓で傾斜の付いた構造となり、このスタイルが湘南顔と呼ばれることになった。初期は前面窓ガラスが木枠支持であったが、後にHゴム支持に移行した。全金属車の300番台にも湘南顔が波及し、80系はグループ全体で1958年までに652両が製造された。塗装は緑とオレンジの湘南色が大多数であったが、京阪神地区ではクリームと茶色の関西急電色も存在した。
80系に引き続き、3扉セミクロスシートの中距離用である70系電車が1951年より製造され横須賀線に投入されたが、同車も湘南顔が採用された。塗装は青とクリームの通称「横須賀色（スカ色）」が採用された。80系と同様に前面窓の木枠支持からHゴム支持への移行、全金属車の増備も行われたが、中央本線の狭小トンネル対策としてパンタグラフ部の屋根を下げた低屋根車が存在した。塗装は大多数が横須賀色であったが、京阪神地区では茶色（ぶどう色2号）単色、阪和線ではグリーンとベージュのツートンもあったほか、新潟地区転用の際は視認性向上のため赤と黄色のツートンである新潟色も採用された。
80系、70系とも新性能電車の投入で地方線区への転用が進み、先頭車化改造により103系のような切妻非貫通の先頭車も登場した。80系は飯田線を最後に1983年、70系は福塩線を最後に1981年に運用を終了した。
試験車ではクモヤ93形で採用されている。1958年に51系の改造により登場した両運転台の架線試験車であるが、流用されたのは台枠など一部のみで車体など大部分は新製された。80系や70系に類似した湘南顔であるが、前照灯は窓上部のほか窓下部にも2灯設置された。高速試験車に使用されたこともあり、1960年には当時の狭軌最高速度記録となる175 km/hを記録し、1959年に151系「こだま形」が記録した163 km/hを上回った。クモヤ93形は1980年に引退した。

### 国鉄気動車

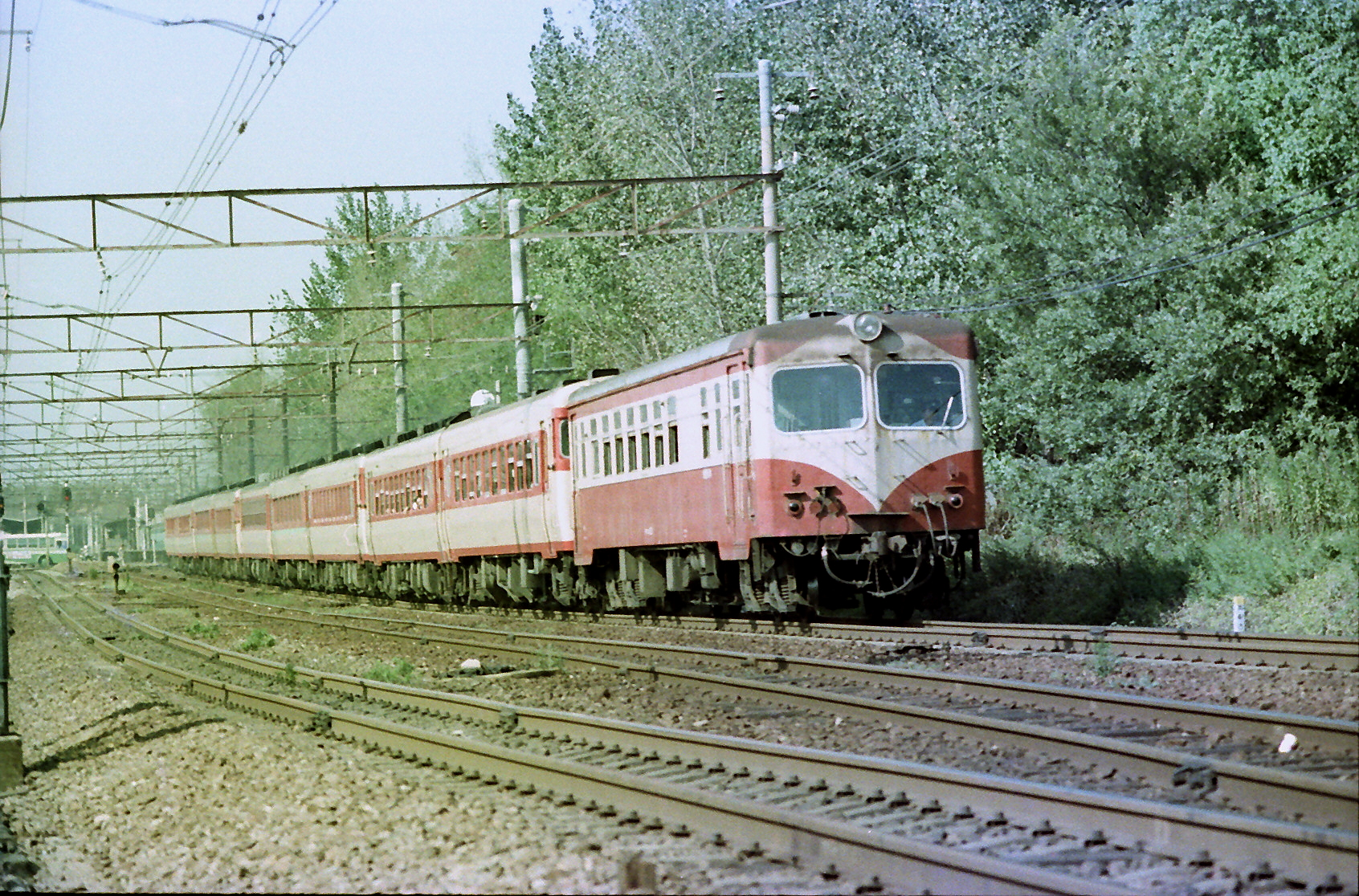
キハ44100形改造の郵便荷物車キハユニ16 7

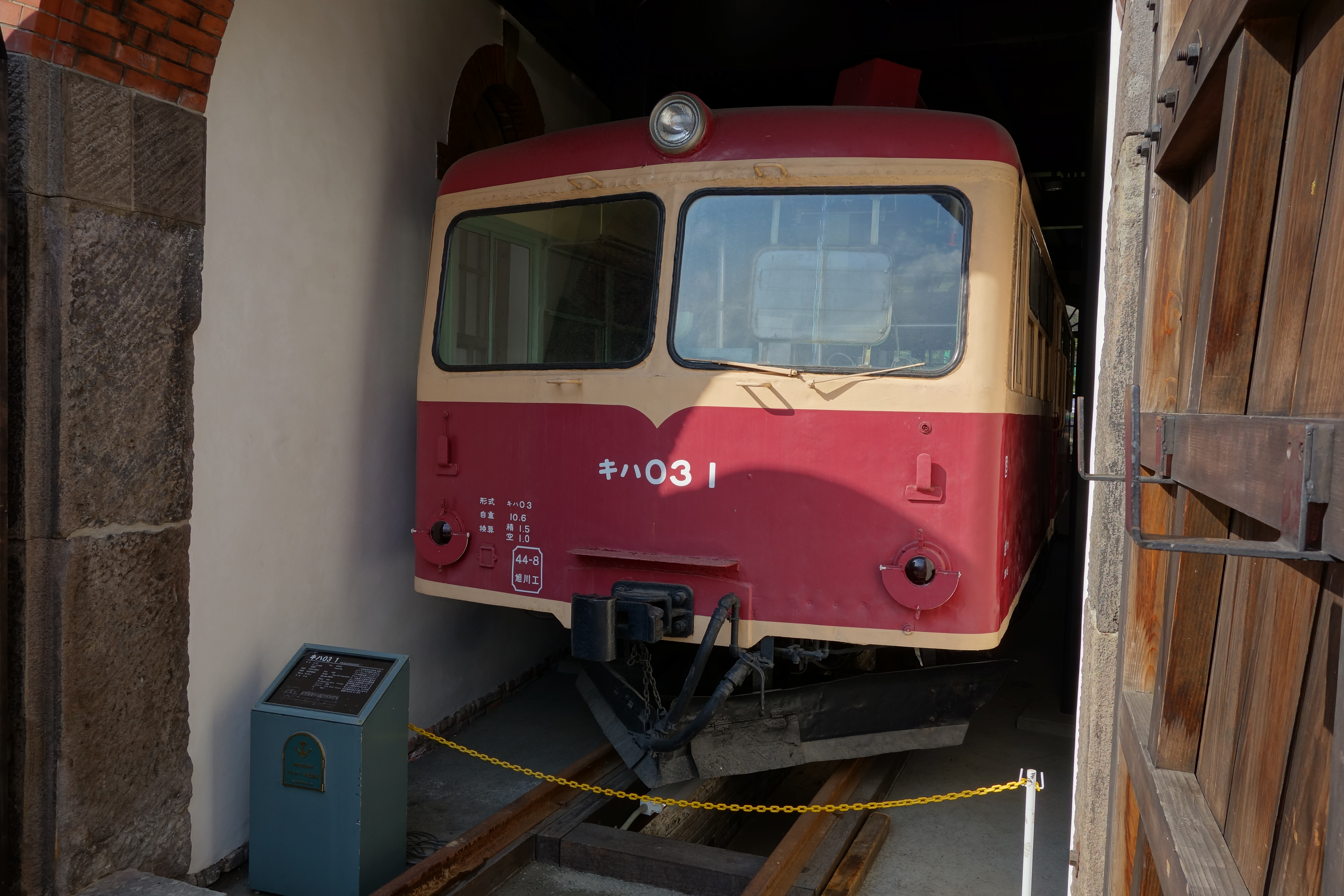
レールバスキハ03 1

1952年に登場した電気式試作車のキハ44000形で湘南顔が採用され、1952年に4両、翌1953年に改良型11両の計15両が製造された。20m級片開き3扉のステップ付き狭幅車体で、初期4両はステップの裾部の張り出しが正面まで周り込み、側窓は80系電車に準じた1枚窓であったが、改良型11両は裾部の周り込みが無くなり、側窓も下段上昇・上段Hゴム固定の通称「バス窓」となった。
1953年には2扉車のキハ44100形10両とその中間車キハ44200形5両も製造され、キハ44000形増備車同様の湘南顔とバス窓が採用されている。同年には動力方式の比較として液体式試作車のキハ44500形4両も製造され、車体はキハ44000形増備車に準じた3扉車となった。
1953年より液体式で量産されたキハ45000系（キハ10系）は湘南顔ではなく前面貫通構造が採用された。湘南顔の試作気動車は電気式のものは液体式となり、全車が郵便・荷物車へ改造されてキハユニ15形、キハユニ16形、キユニ16形となったが、一部はキハ10系と同様の貫通型に改造されている。中間車キハ44200形からの改造では片側を切妻運転台とした郵便荷物車となった。
このほか、レールバスのキハ02・03形で採用された。ドイツの小型気動車を参考に1954年に試作されたキハ10000形は初期車は3枚窓であったが、増備車は2枚窓の湘南顔となり、北海道用には同じく2枚窓のキハ10200形が投入されている。1959年の称号改正でキハ10000形の3枚窓車がキハ01形、2枚窓車がキハ02形、2枚窓の北海道仕様車がキハ03形となった。国鉄ではレールバスは普及せず、1968年までに全車が運用を終了した。

### 国鉄機関車

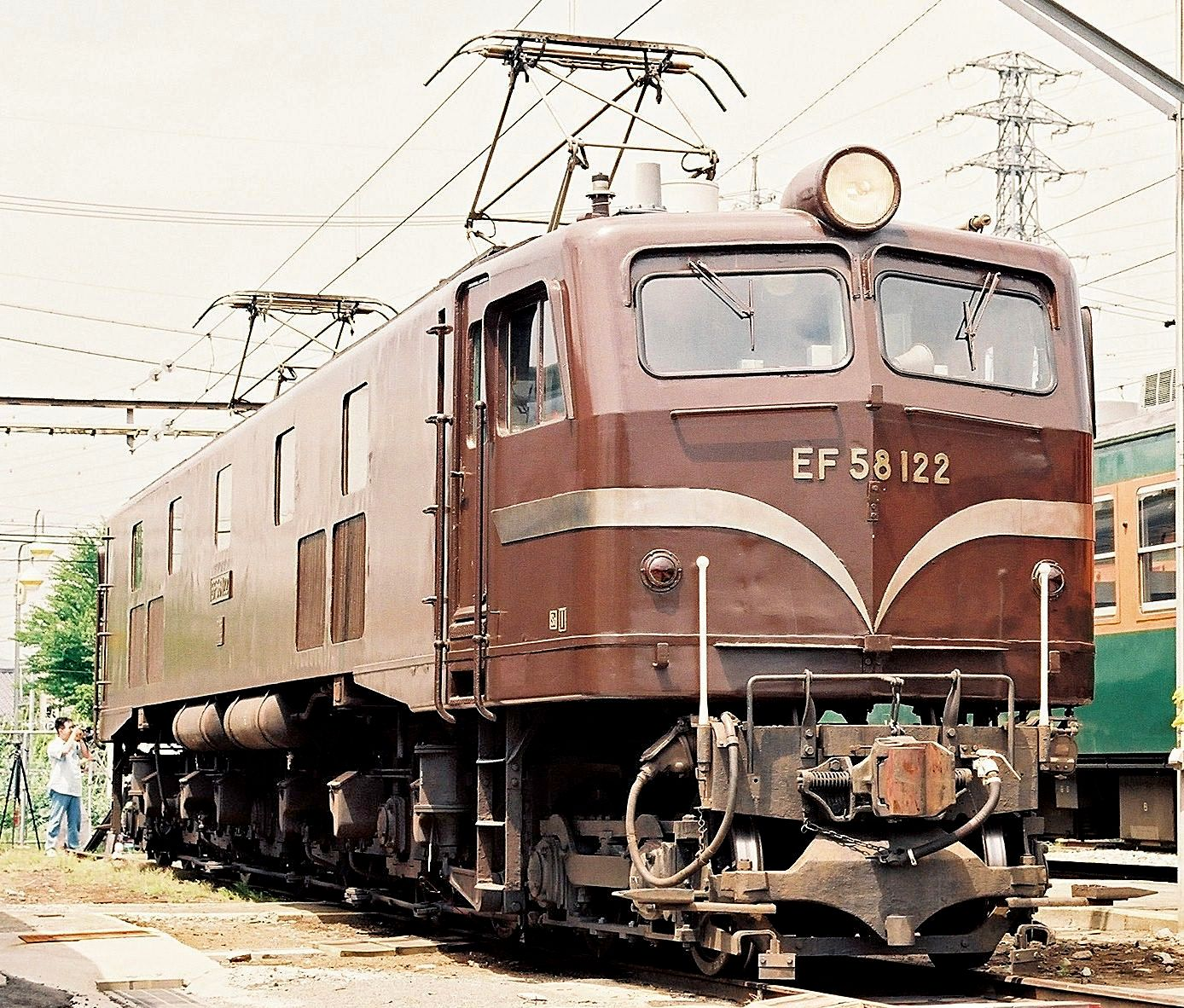
EF58形122号機

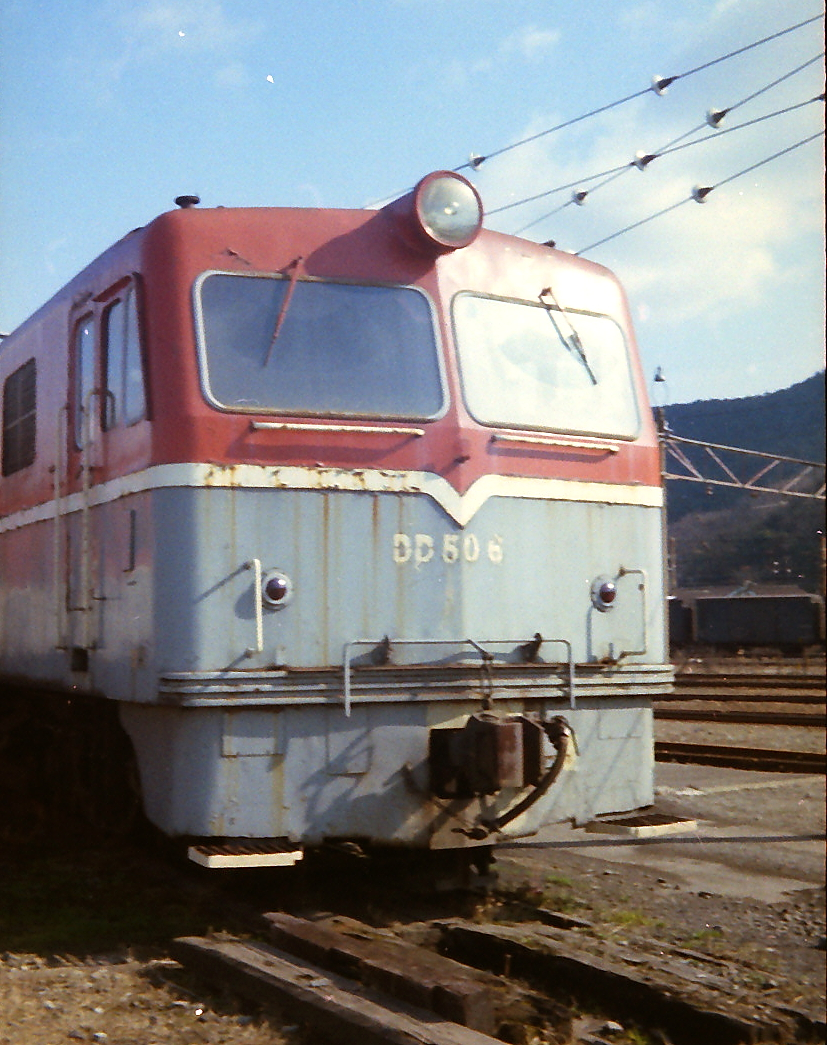
DD50形

電気機関車ではEF58形で採用された。初期製造機は同時機製造の貨物機であるEF15形に類似したデッキ付きの箱型車体であったが、1951年の増備再開時に蒸気発生装置のスペース確保のためデッキを廃止して車体を延長し、その前面形状には2枚窓で傾斜があり鼻筋の通る湘南顔となった。1952年落成のEF58 35・36は箱型車体の設計変更となったが、37以降は当初より新車体で落成した。後に初期車も蒸気発生装置の設置改造時に湘南顔の車体に変更された。
EF58形の湘南顔には複数のバリエーションがあり、初期の車両は窓の上下寸法の大きい「大窓」であったが、1954年以降は小型化された「小窓」となった。後年の改造で窓の支持がHゴムとなったものもある。雨水の垂れを防ぐ水切りや寒冷地におけるつらら切りの有無、前照灯やパンタグラフの交換などのバリエーションも存在した。JRへの承継車両もあり臨時列車などで使用されたが、2009年に運用を終了している。
ディーゼル機関車においても1953年に登場したDD50形で湘南顔が採用された。日本初の本線用ディーゼル機関車で、前面は2枚窓の部分が傾斜した湘南顔のデザインである。新三菱重工業とスルザーの技術提携で製造されたエンジンを搭載する片運転台の電気式ディーゼル機関車で、2両を背中合わせにした重連運転が基本であった。北陸本線で使用され、末期は米原 - 田村間の交流・直流電化切換区間で使用されて1975年に廃車となった。
DD50形に続く本線用ディーゼル機関車の開発において、国鉄が借り受けたメーカー試作機でも湘南顔の採用形式が5形式存在した。1953年日立製作所製のDF90形、1955年川崎車輌製のDF40形、1958年汽車製造製のDF41形、1960年日立製作所製のDF93形、1962年新三菱重工業製のDD91形で採用されている。

## 大手私鉄での採用

### 西武鉄道

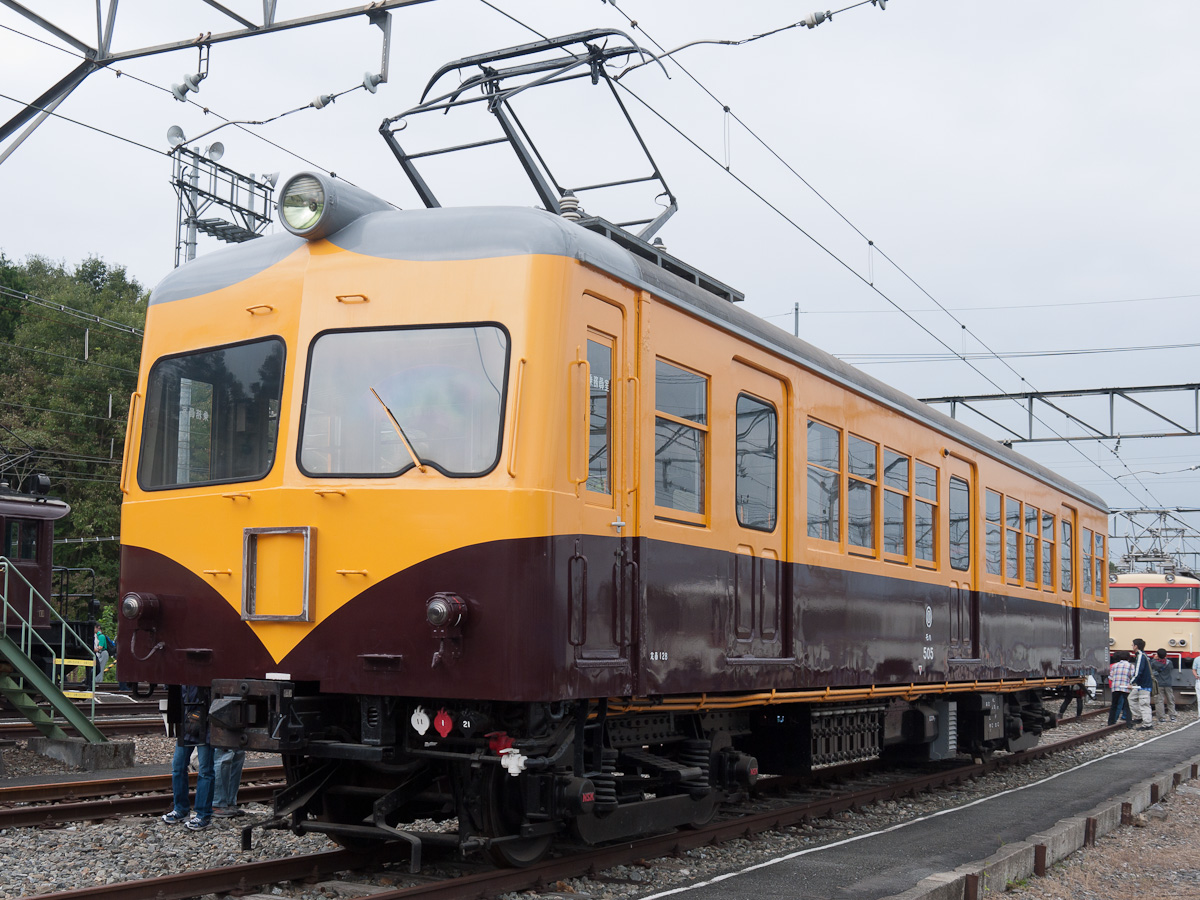
西武351系クモハ355（横瀬車両基地）

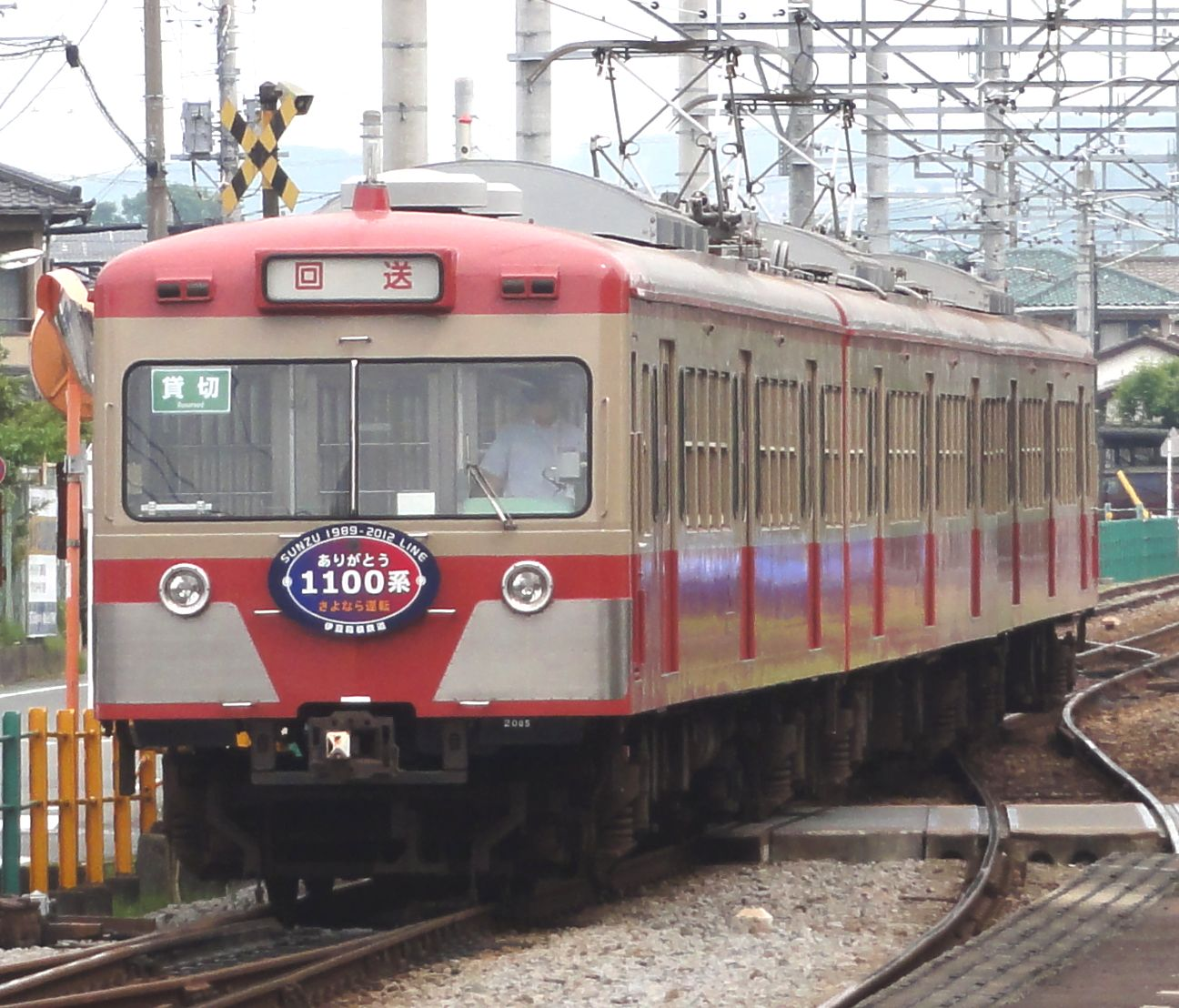
伊豆箱根鉄道1100系（元西武701系）の赤電塗装

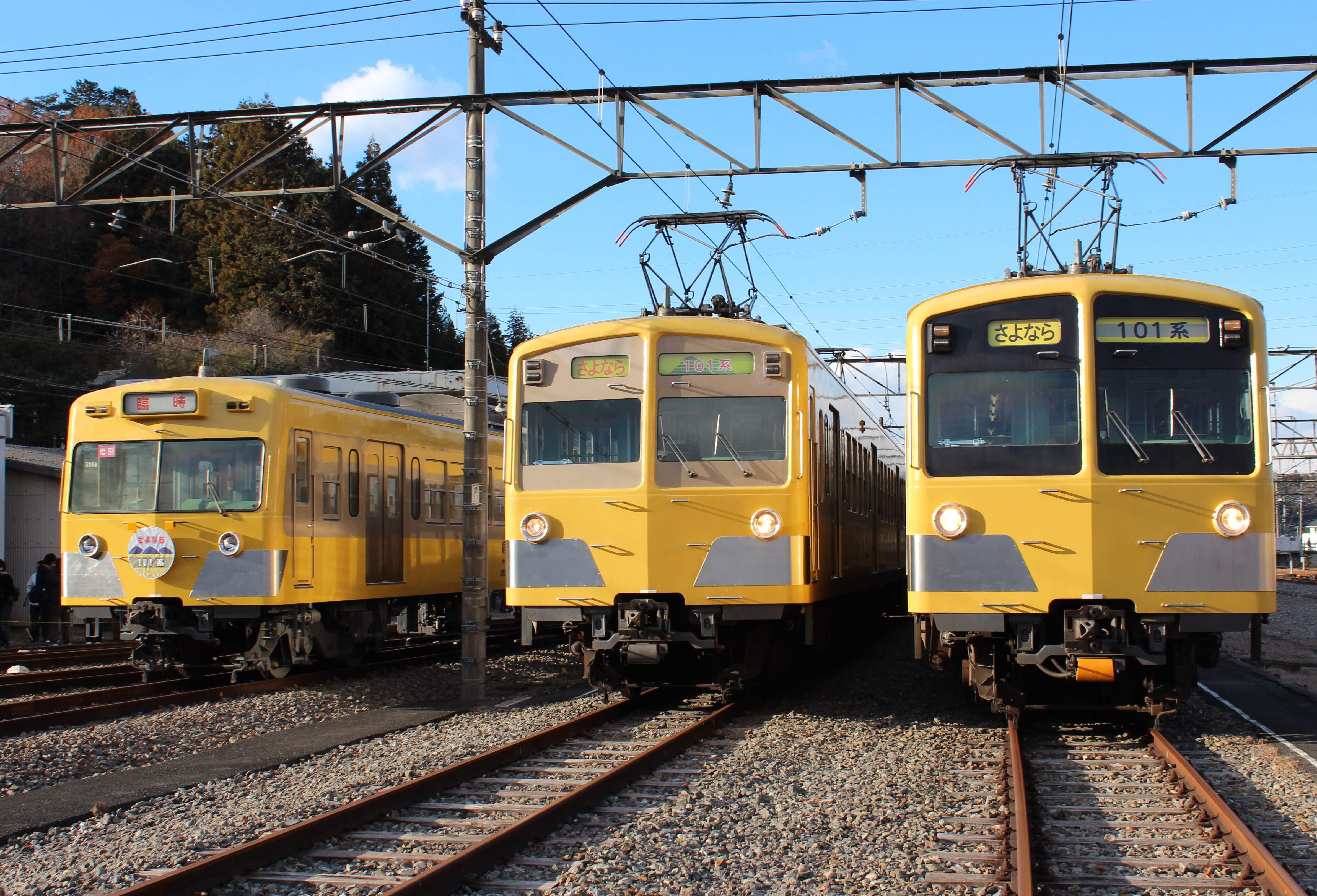
西武旧101系と新101系

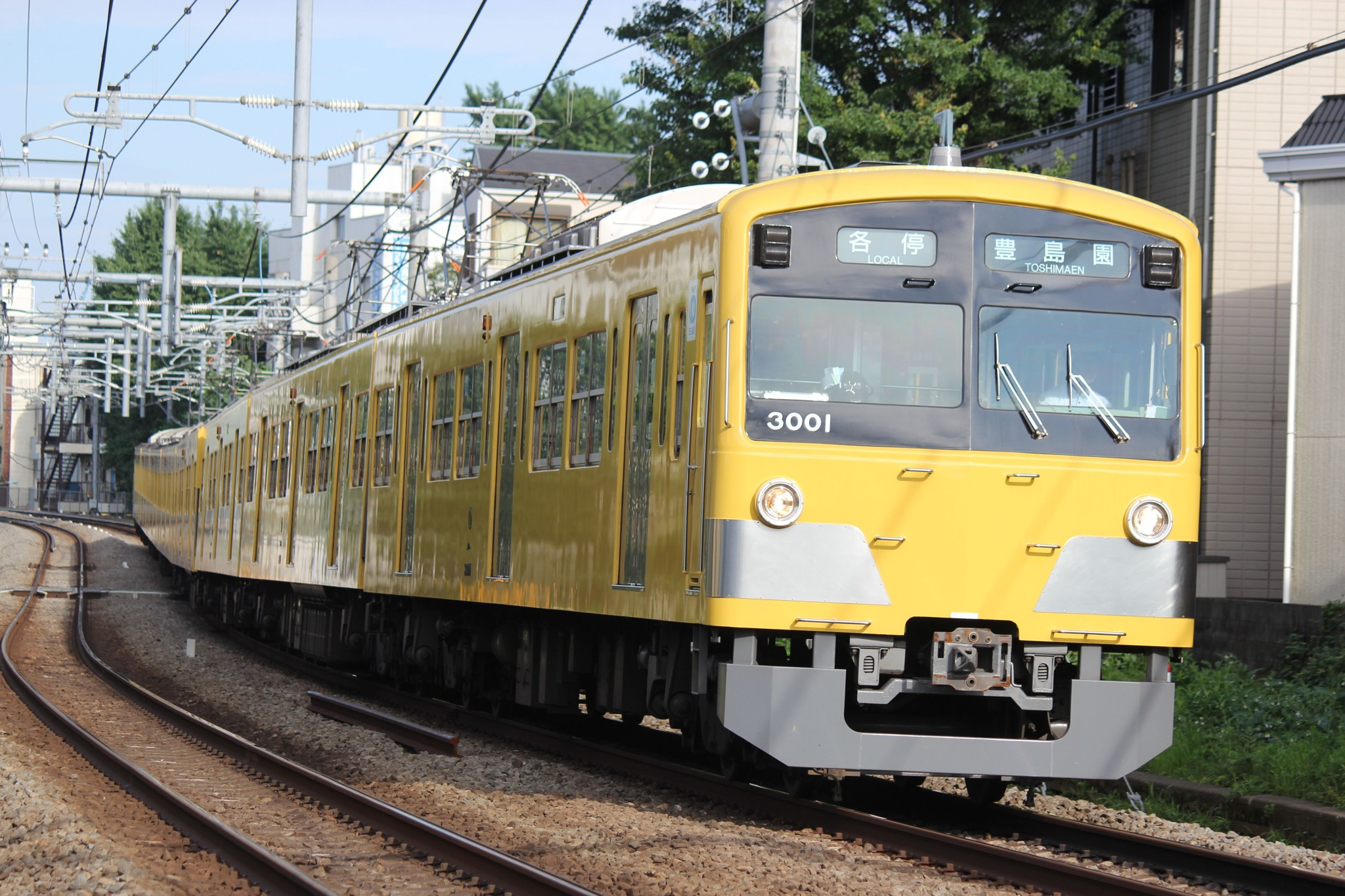
西武3000系

西武鉄道ではアレンジを加えられ、1980年代まで湘南顔が採用され続けた。最初の湘南顔車両は1954年導入の501系（後に17m級車は351系へ改称）、最後の湘南顔車両は1983年導入の3000系である。他社譲渡車も多く、西武グループの伊豆箱根鉄道や近江鉄道のほか、総武流山電鉄（流鉄）や三岐鉄道など多岐にわたる。
1954年に西武初の湘南顔で登場した501系は、17m級の制御電動車と20m級の中間付随車からなる編成であった。1957年以降の増備車は先頭車も20m級となり、既存の17m級先頭車も湘南顔の20m級先頭車に置き換えられ、17m級先頭車は411系を経て351系に改番された。塗装は登場時はオレンジと茶色のツートンで、351系への改番以降にベージュとローズピンクの「赤電」色となった。20m級の501系は1980年まで、17m級の351系は多摩湖線を主体に1990年まで運用された。
以後の西武での増備形式は451系と411系で切妻が採用されたが、1961年に登場した551系で再び湘南顔が採用された。前面は鼻筋にピラーの入った連続窓風2枚窓となり、西武流の湘南顔となった。側面は両開き3扉で側窓も2枚1組タイプとなり、塗装は登場時より「赤電」色であった。多摩川線を最後に1988年に運用を終了した。
1963年に登場した601系は西武初のカルダン駆動方式を採用した高性能車で、車体は551系に準じた湘南顔であった。中間車が電動車となり、先頭車は国鉄戦前製電車のTR11A台車が流用された。他系列への編入などにより1981年に消滅した。
1963年末に投入された高性能車701系では前面形状が見直され、窓上に大型の行先表示幕を設置、前照灯は窓下に2灯設けられた。尾灯と標識灯はケースに一体化して上部の左右に置かれた。前面下部にはステンレス製の装飾が追加され、側窓は2枚1組から1枚ずつ独立に変更されている。後期車では前照灯がシールドビームとなった。1967年に登場した改良型の801系では側面の雨樋位置が高くなり、制御車も含めて落成時より新製の空気ばね台車が装着された。湘南顔かつ「赤電」塗装では最後の新製車となり、冷房化や701系の台車交換などの改造を経て1997年に運用を終了した。
1969年に登場した101系は801系に準じた車体であるが、塗装は黄色に窓周りベージュとなり、扉もステンレス無塗装となった。主電動機の出力向上や西武秩父線の急勾配に対応した抑速ブレーキの設置も行われている。
101系の増備は1976年に中断していたが、1979年以降の増備車では2枚窓の周囲を窪ませてベージュに塗装した新デザインとなり、性能面でも改良されて「新101系」と称されるグループとなった。新101系のうち8両編成は300番台の車両番号から「301系」とも呼ばれる。後に側面窓周りのベージュはなくなり黄色単色化され、新101系の正面窓周りのベージュはブラックに変更されている。旧101系は2010年に運用を終了したが、新101系は引き続き運用されている。
西武における最後の湘南顔は1983年に登場した3000系で、前面は新101系のスタイルを基本に窪み部分が左右一体になった。走行機器には1977年に登場した貫通型4扉車の2000系に準じた界磁チョッパ制御が採用されている。塗装はイエローとベージュであったが前面窓周りは当初から黒色で、側窓は後に黄色単色となった。当初は8両編成であったが後に一部6両編成となった。3000系は2014年に運用を終了した。

#### 西武鉄道からの譲渡車
351系は大井川鉄道と上毛電気鉄道に譲渡された。大井川鉄道では312系となり、中間車サハ1426は後にSL急行用客車ナロ80 2に改造された。上毛電気鉄道では230形となり、3枚窓のクハ30形と編成を組んでいる。
501系は総武流山電鉄と伊豆箱根鉄道、三岐鉄道、大井川鉄道への譲渡車がある。総武流山電鉄では1200形、伊豆箱根鉄道では自社発注車と同じく駿豆線用の1000系、三岐鉄道では501系となったほか、大井川鉄道では中間車が客車のスイテ82形に改造されている。
551系・601系は総武流山電鉄と一畑電気鉄道に譲渡されたほか、601系は上信電鉄にも譲渡されている。総武流山電鉄では501系譲渡車と同じく1200形となった。一畑電気鉄道では90系となったほか、90形を両運転台化改造したデハ60形は両端が湘南顔となった。上信電鉄では451系譲渡車である100形の事故廃車代替として前面切妻のクモハ461とともに入線している。
701系・801系は総武流山電鉄、上信電鉄、伊豆箱根鉄道、三岐鉄道の4社に譲渡されており、種車が4両編成のため改造の上3両または2両編成となっている。総武流山電鉄では2000形となり、3両または2両編成となった。上信電鉄では150形に編入され、第1編成は401系譲受車で前面切妻、湘南顔は第2編成が801系、第3編成が701系の改造である。伊豆箱根鉄道では701系が譲渡されて3両編成の1100系となった。三岐鉄道には701系が譲渡され、台車の違いにより801系と851系に区分されている。
旧101系の譲渡車は総武流山電鉄の3000形のみである。新101系は秩父鉄道、流鉄（旧・総武流山電鉄）、上信電鉄、伊豆箱根鉄道、三岐鉄道、近江鉄道への譲渡車がある。秩父鉄道では6000形となり、急行「秩父路」用として2扉クロスシートに改装されている。2008年に総武流山電鉄から社名変更した流鉄では5000形となり、上信電鉄では500形、伊豆箱根鉄道では1300系、三岐鉄道では751系、近江鉄道では100形となっている。
3000系は近江鉄道に譲渡されており、300形となっている。

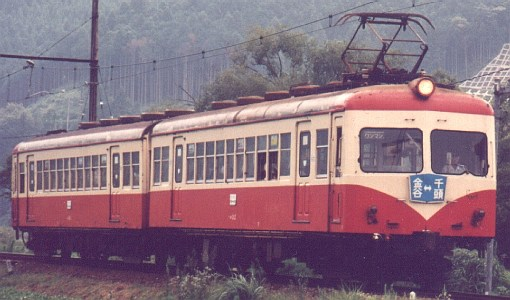
大井川鉄道312系
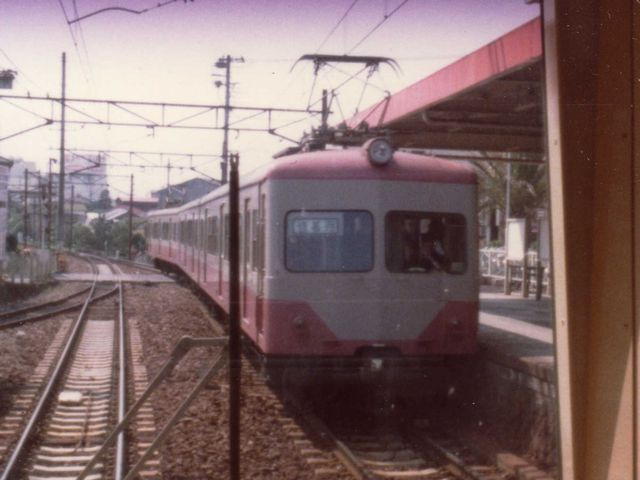
伊豆箱根鉄道1000系（元西武501系）
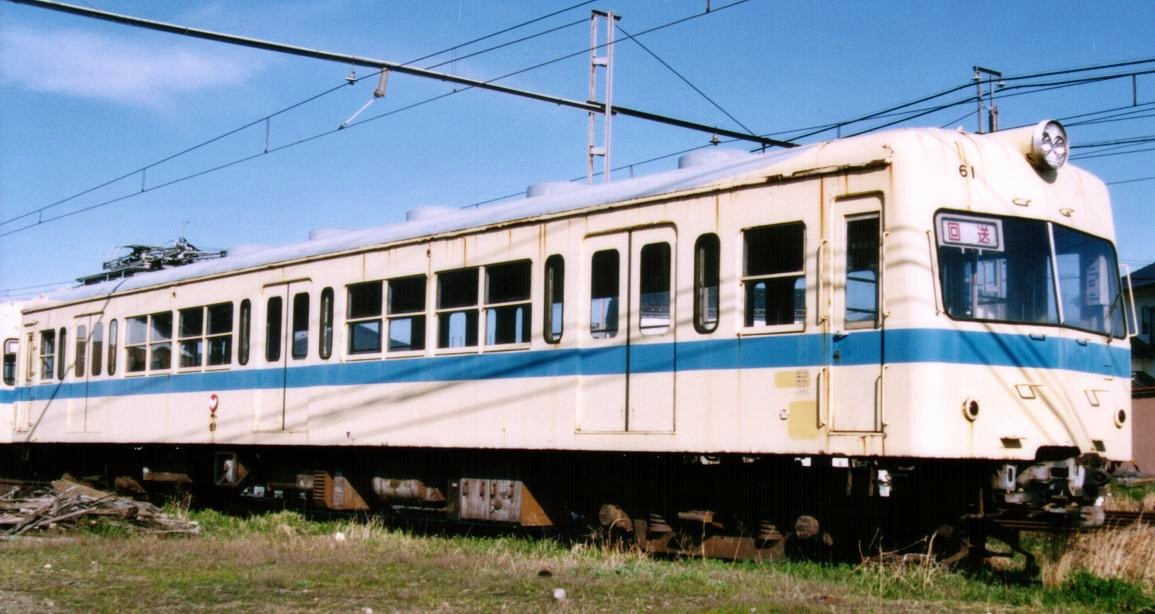
一畑電気鉄道デハ61
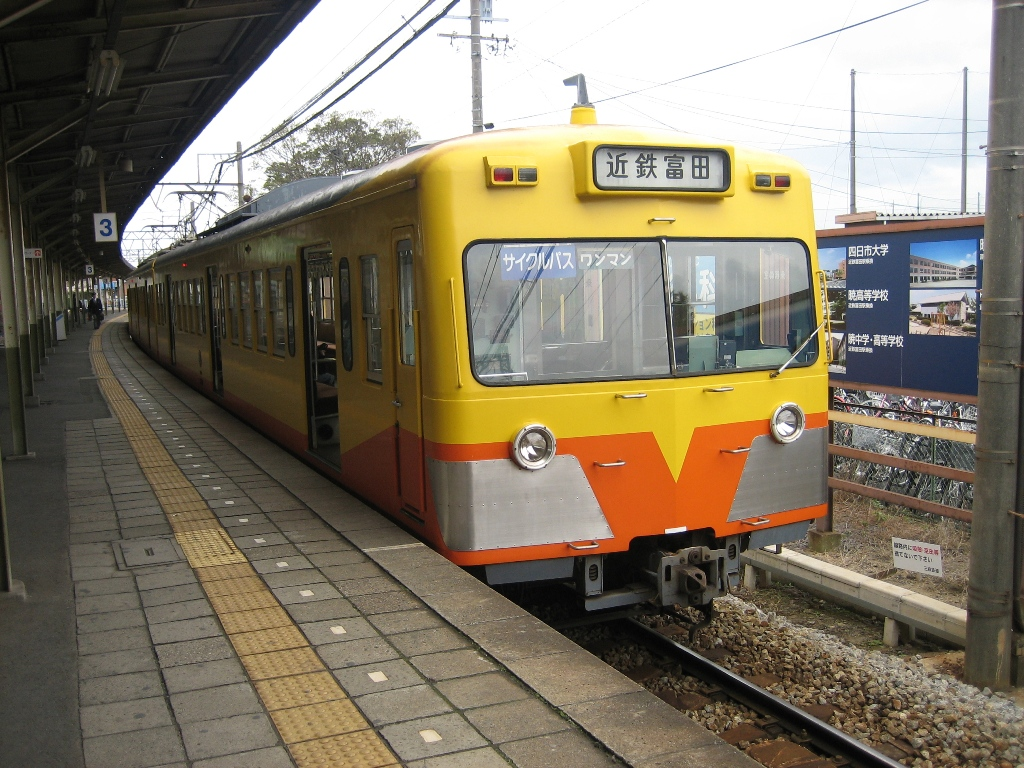
三岐鉄道801系
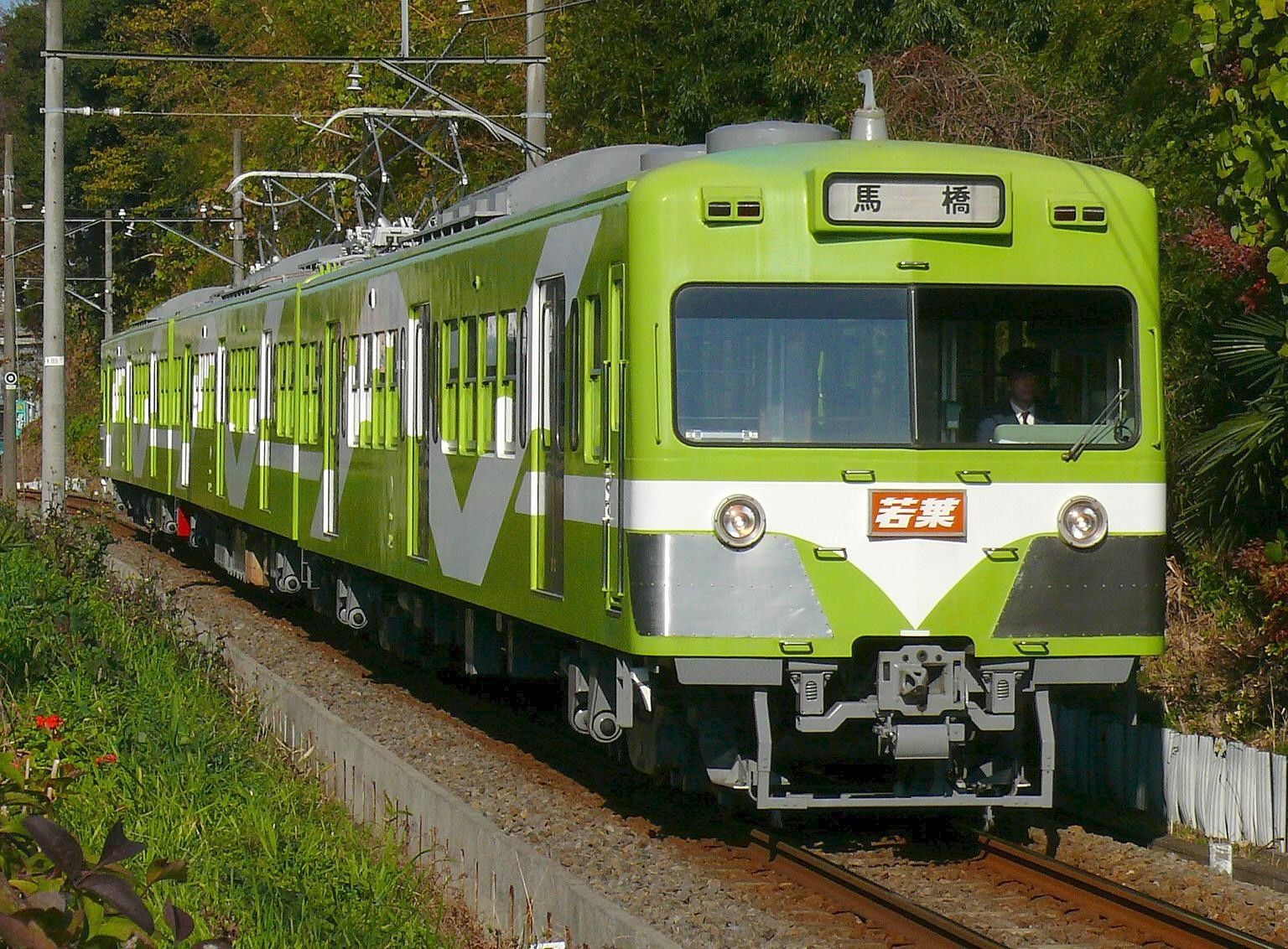
総武流山電鉄3000形
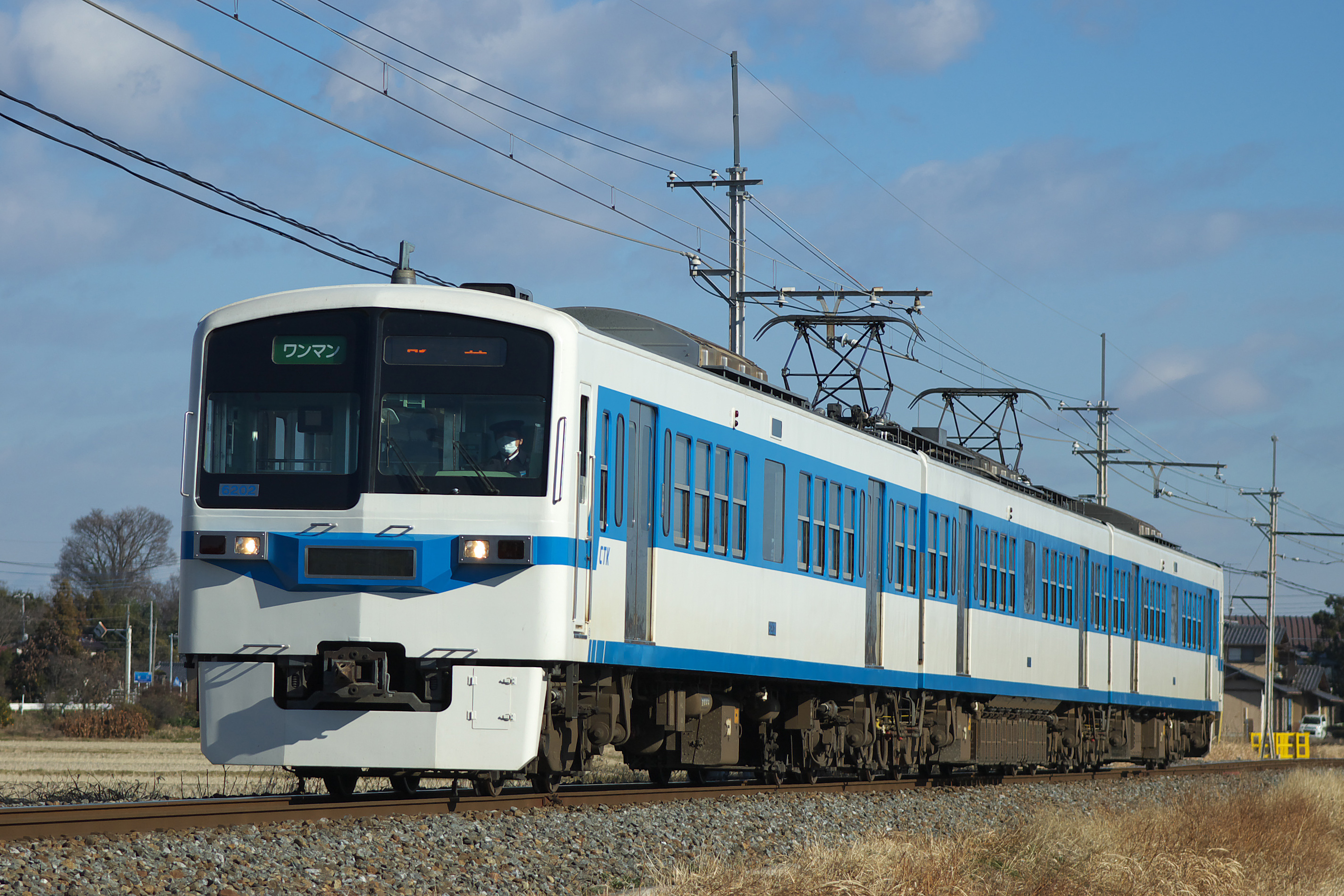
秩父鉄道6000形
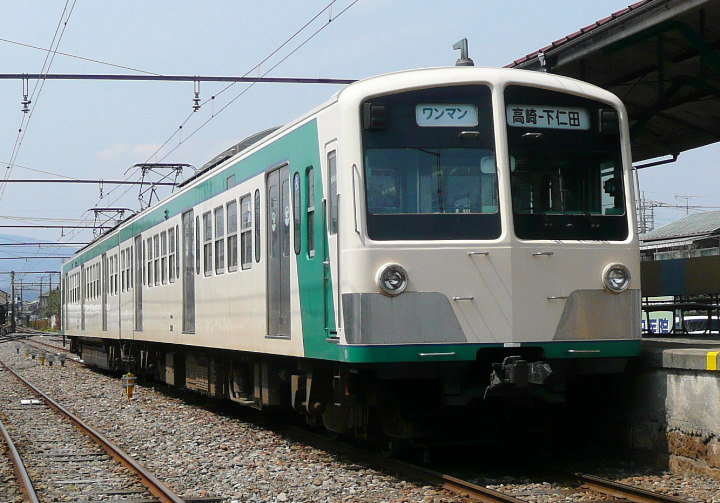
上信電鉄500形
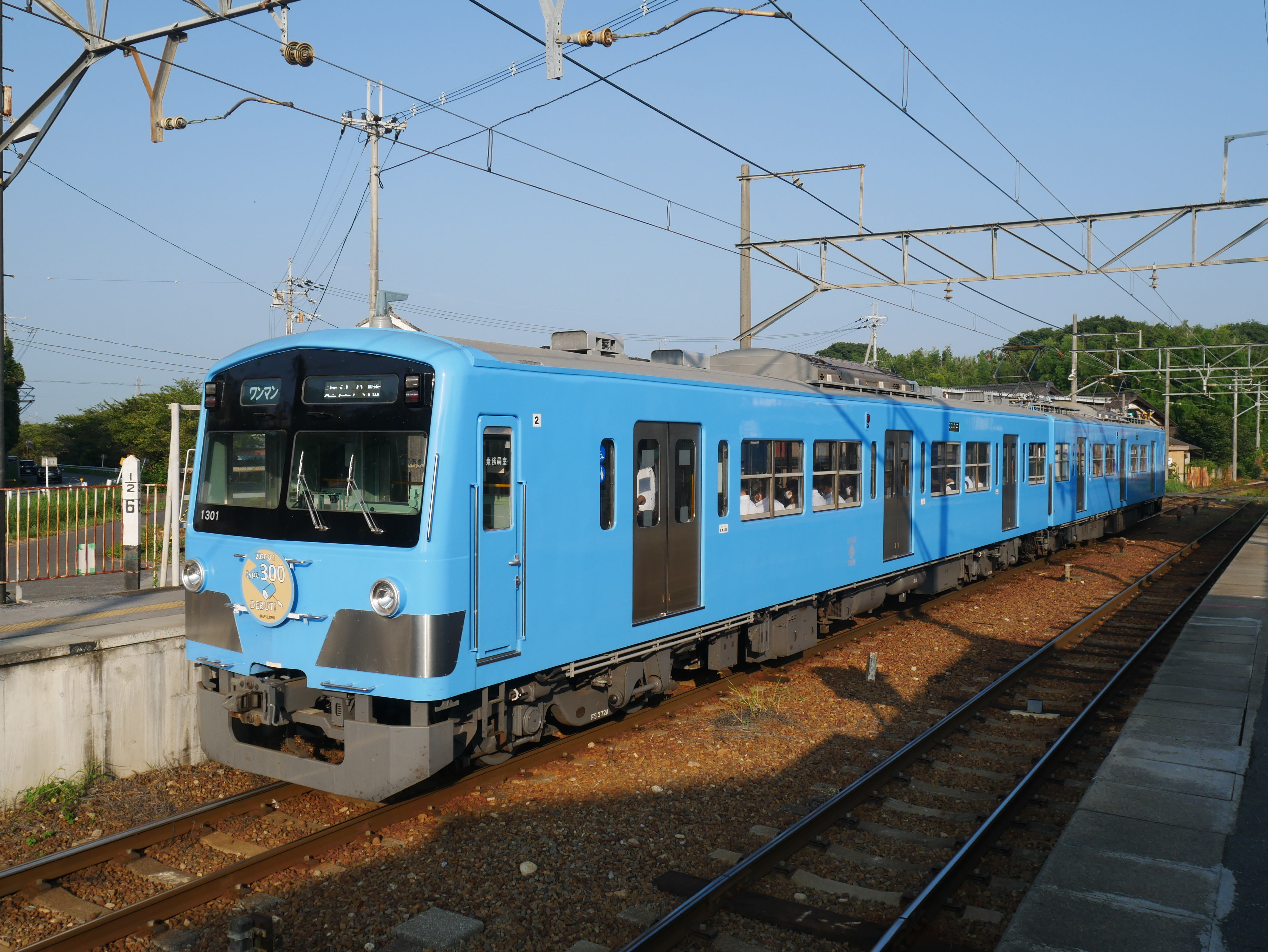
近江鉄道300形

### 京王帝都電鉄（京王電鉄）

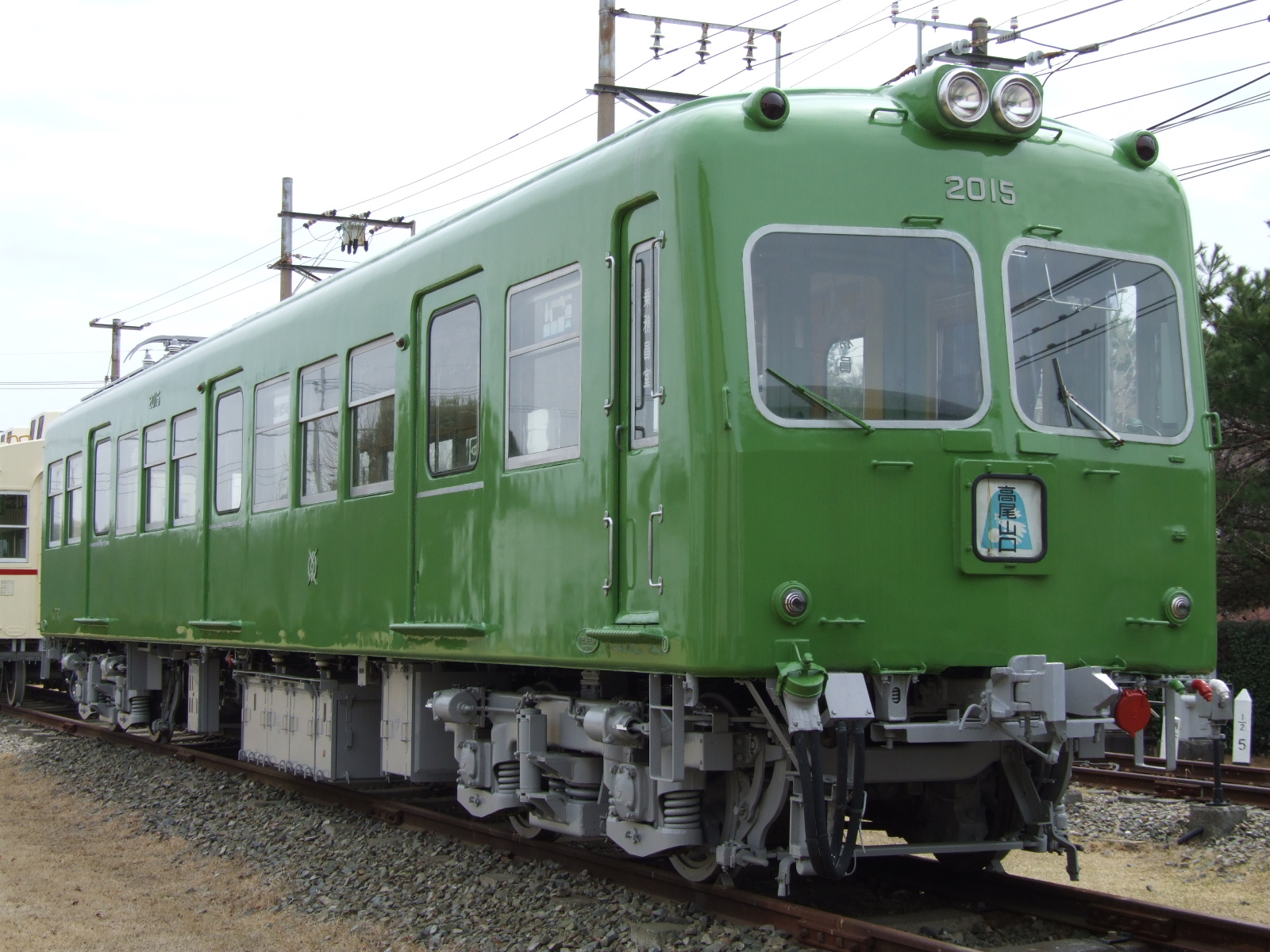
京王線2010系

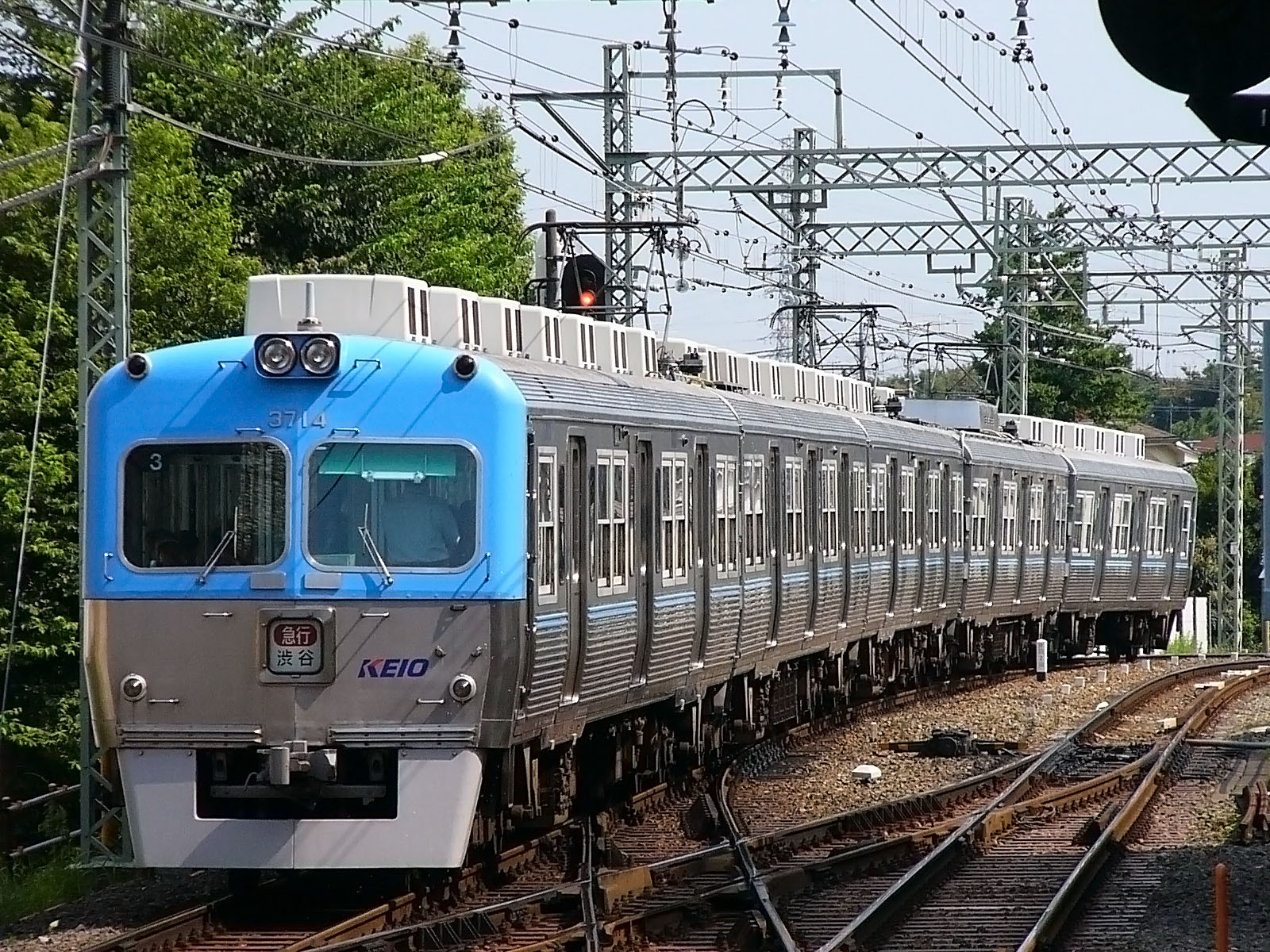
京王井の頭線3000系

京王初の湘南顔車両は、軌間1,372 mmの京王線用2700系と軌間1,067 mmの井の頭線用1900系で、井の頭線では1963年に投入されたステンレス車3000系が2011年まで運用されていた。
1953年に登場した京王線用2700系は従来車より大型の17m級で、前面は傾斜があり鼻筋の通った湘南顔である。先頭車は新製されたが中間車は既存車の改造であった。2700系として運用された車両は1981年に運用を終了した。
1957年には2700系をベースにカルダン駆動の高性能車とした2000系が登場したが、1959年には全電動車ではなく付随車を組み込んだ2010系に移行した。2000系は1983年まで、2010系は1984年まで運用された。
井の頭線には1953年に1900系が投入された。京王線用2700系の井の頭線仕様に相当し、全長は18m級である。1957年には井の頭線初の新性能車として1000系（初代）が投入されている。いずれも1984年まで運用された。
1962年には井の頭線にオールステンレス車の3000系が投入された。前面は湘南顔であるが窓周りを含む前面上部がGFRP（ガラス繊維強化プラスチック）製となり、GFRP部分は編成ごとに7色が設定された。初期2編成は片開きであったが、以降の増備車は幅広車体の両開きとなり、増備過程で5両編成化や冷房化などの改造も実施された。1996年に廃車が開始されたが、後期車は前面窓のパノラミックウインドウ化、GFRPの鋼製化などのリニューアル工事が施工され、2011年まで運用された。

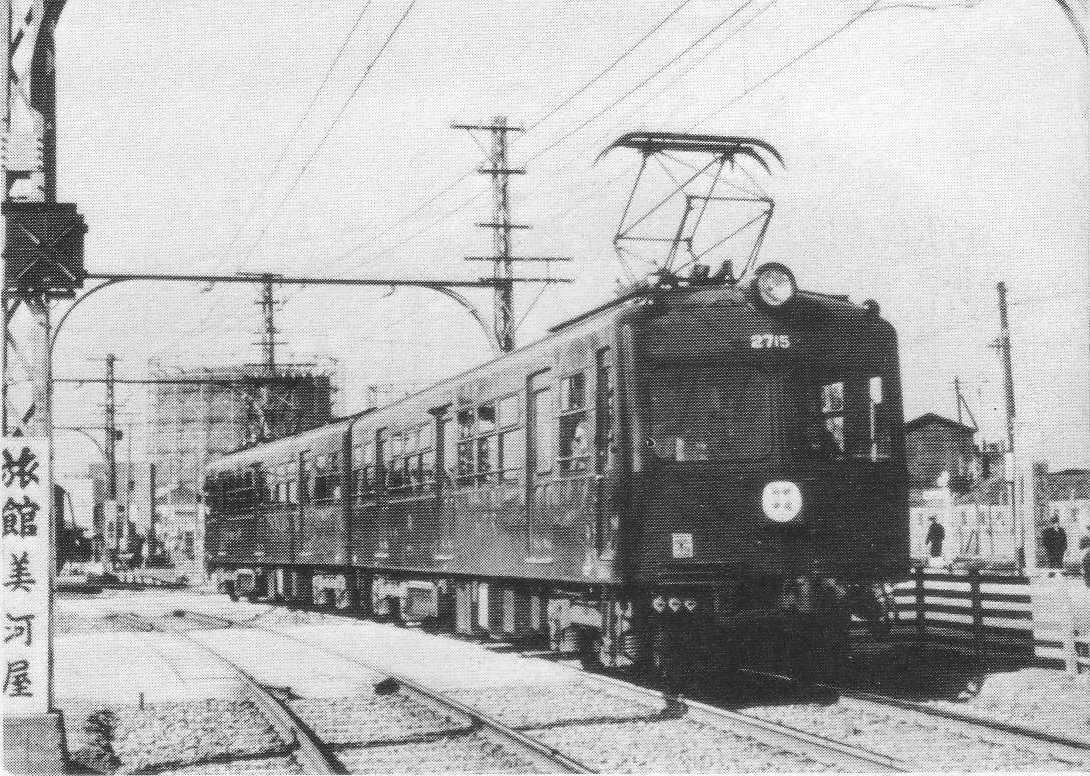
京王線2700系
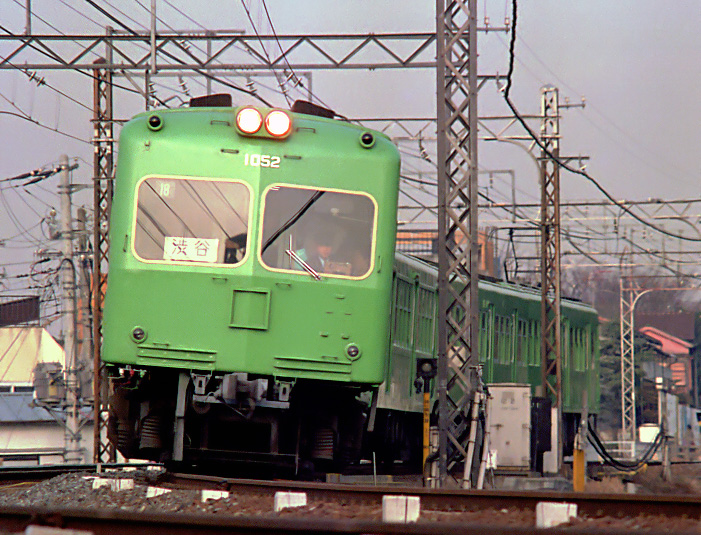
京王井の頭線1000系（初代）

#### 京王電鉄からの譲渡車
2010系は伊予鉄道への譲渡車が存在した。3000系は譲渡先が多く、北陸鉄道、岳南鉄道（後の岳南電車）、上毛電気鉄道、松本電気鉄道（後のアルピコ交通）、伊予鉄道の5社に渡っている。
2010系の譲渡車は伊予鉄道では800系となったが、譲渡先の軌間が1,067 mmのため、井の頭線初代1000系より発生した台車と主電動機への交換が実施されている。伊予鉄道800系は2編成4両が銚子電気鉄道へ再譲渡されて2000形となっている。
3000系の譲渡車のうち、北陸鉄道では浅野川線向けが8000系、石川線向けが7700系となり、浅野川線には狭幅車体・片開き扉の第1・2編成も投入されている。岳南鉄道の7000形は中間電動車の両運転台化改造車で両方の運転台が湘南顔、8000形は2両編成である。松本電気鉄道の3000形は中間電動車の2両編成化でパノラミックウインドウの湘南顔が付けられている。上毛電気鉄道には700形として2両編成8本が入線し、譲渡車で唯一前面色が1編成ずつ異なっている。伊予鉄道にはリニューアル車3両編成10本が譲渡されて3000系となった。

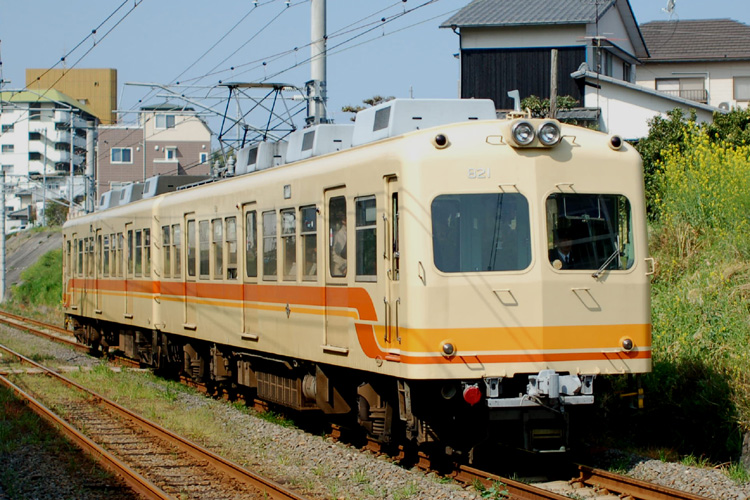
伊予鉄道800系
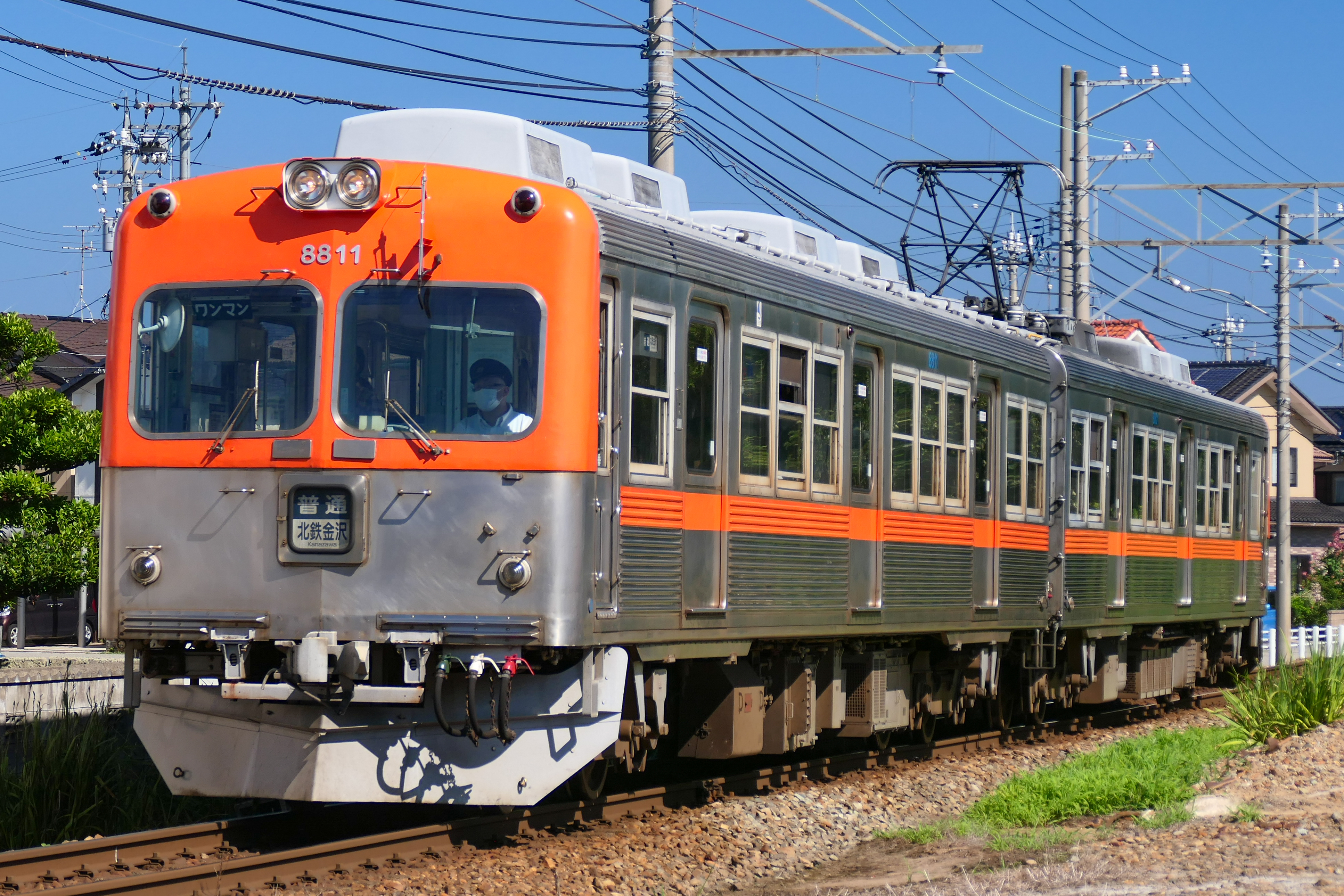
北陸鉄道浅野川線8800系
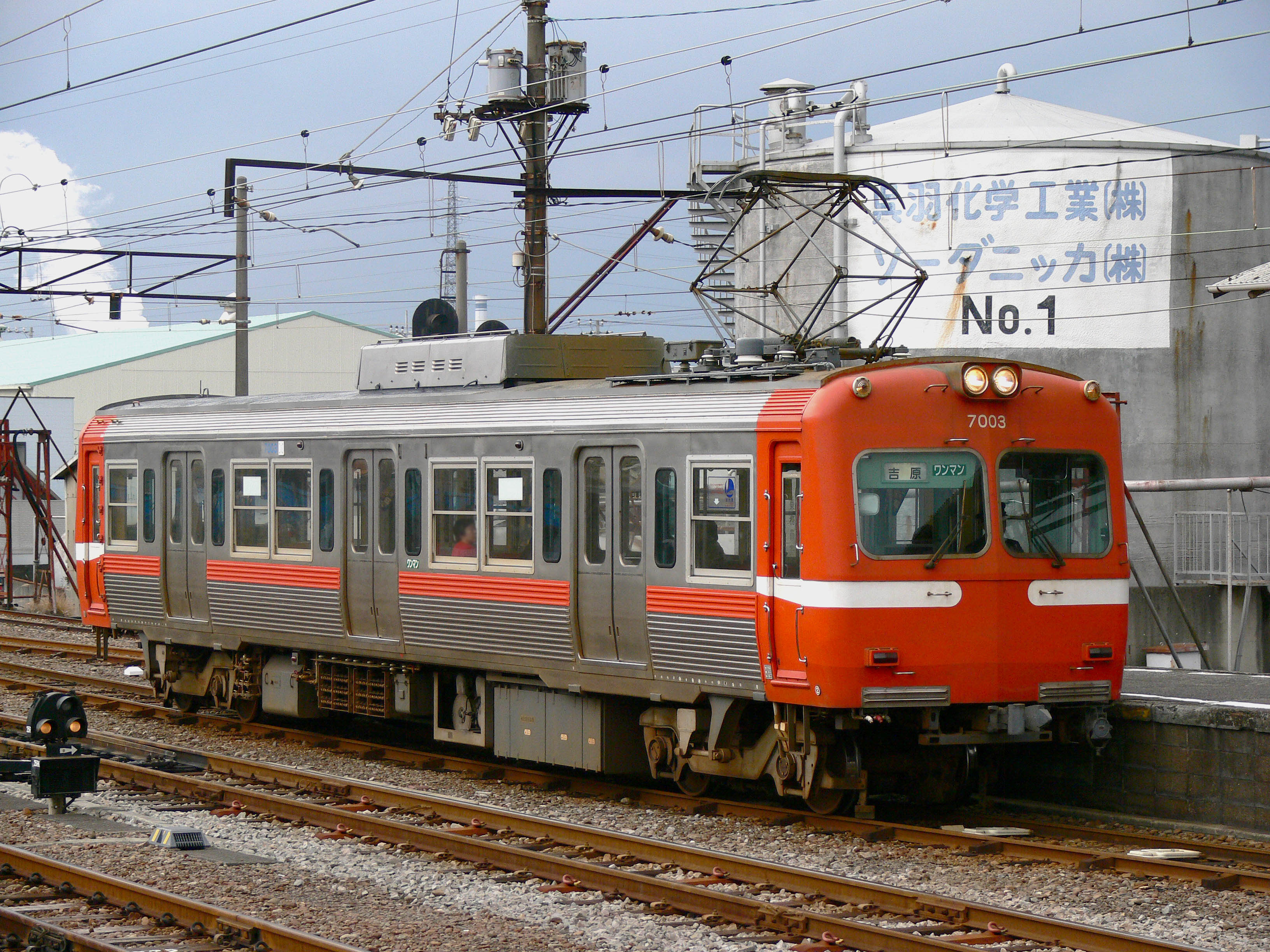
岳南鉄道7000形
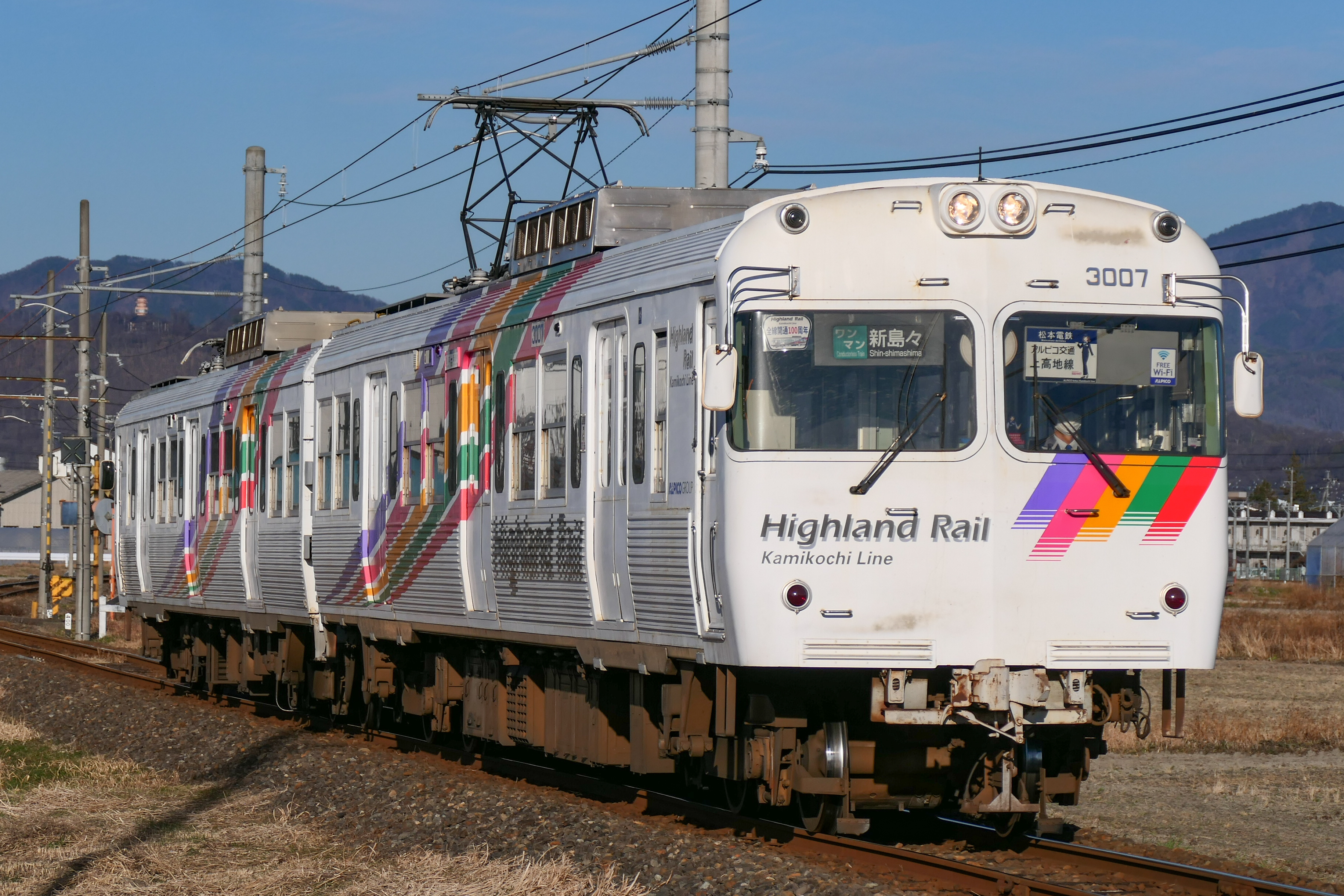
アルピコ交通（旧・松本電気鉄道）3000形
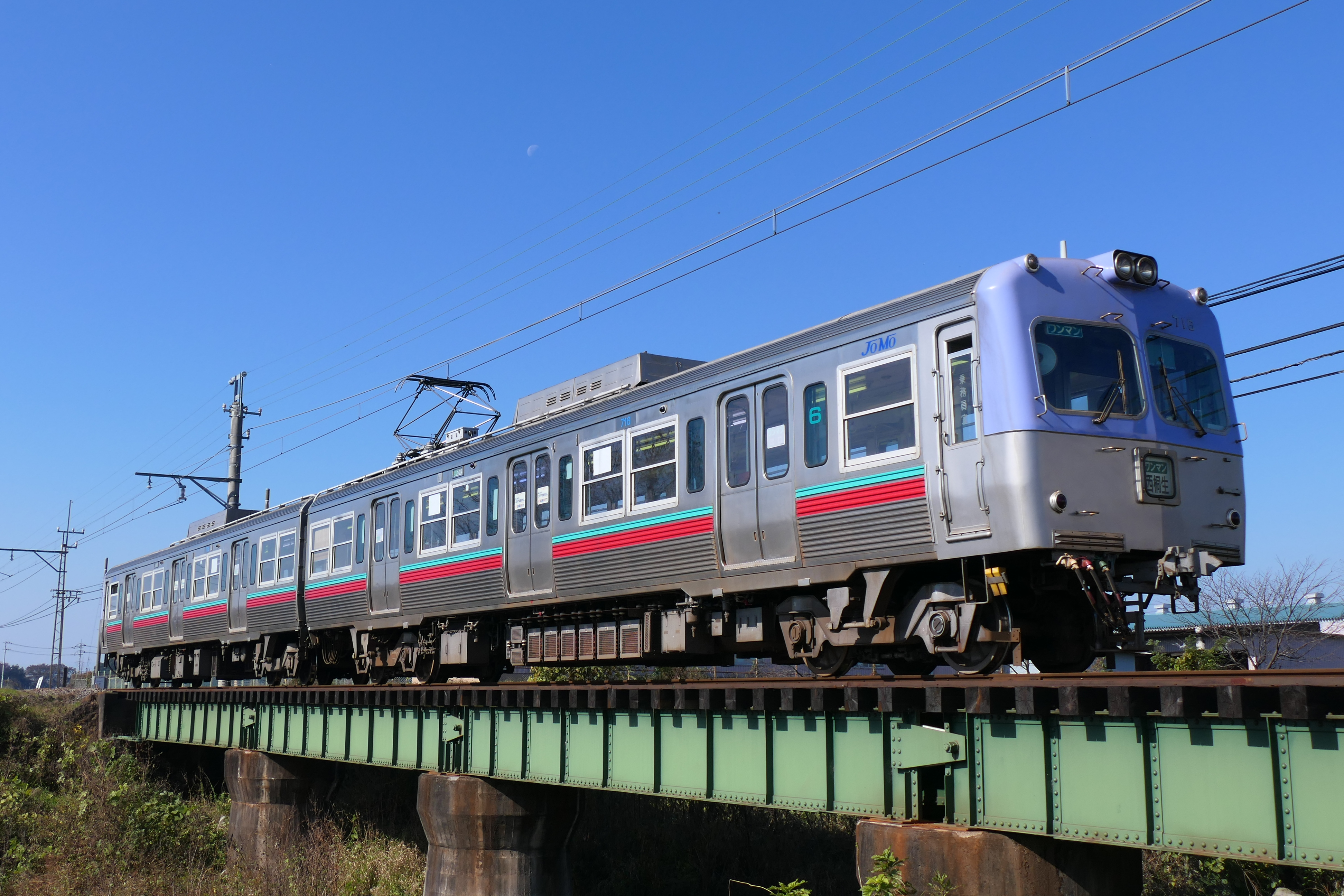
上毛電気鉄道700形
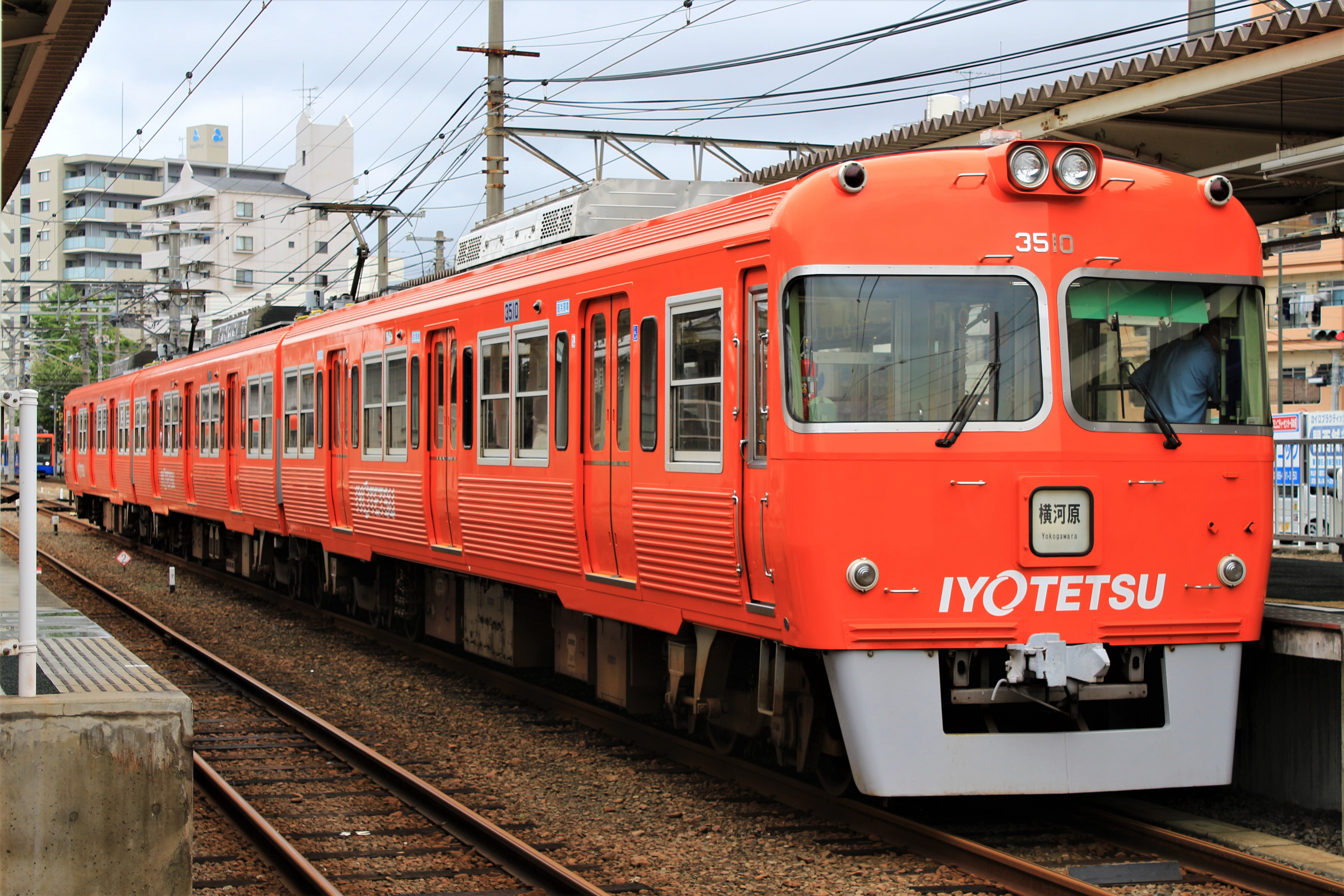
伊予鉄道3000系
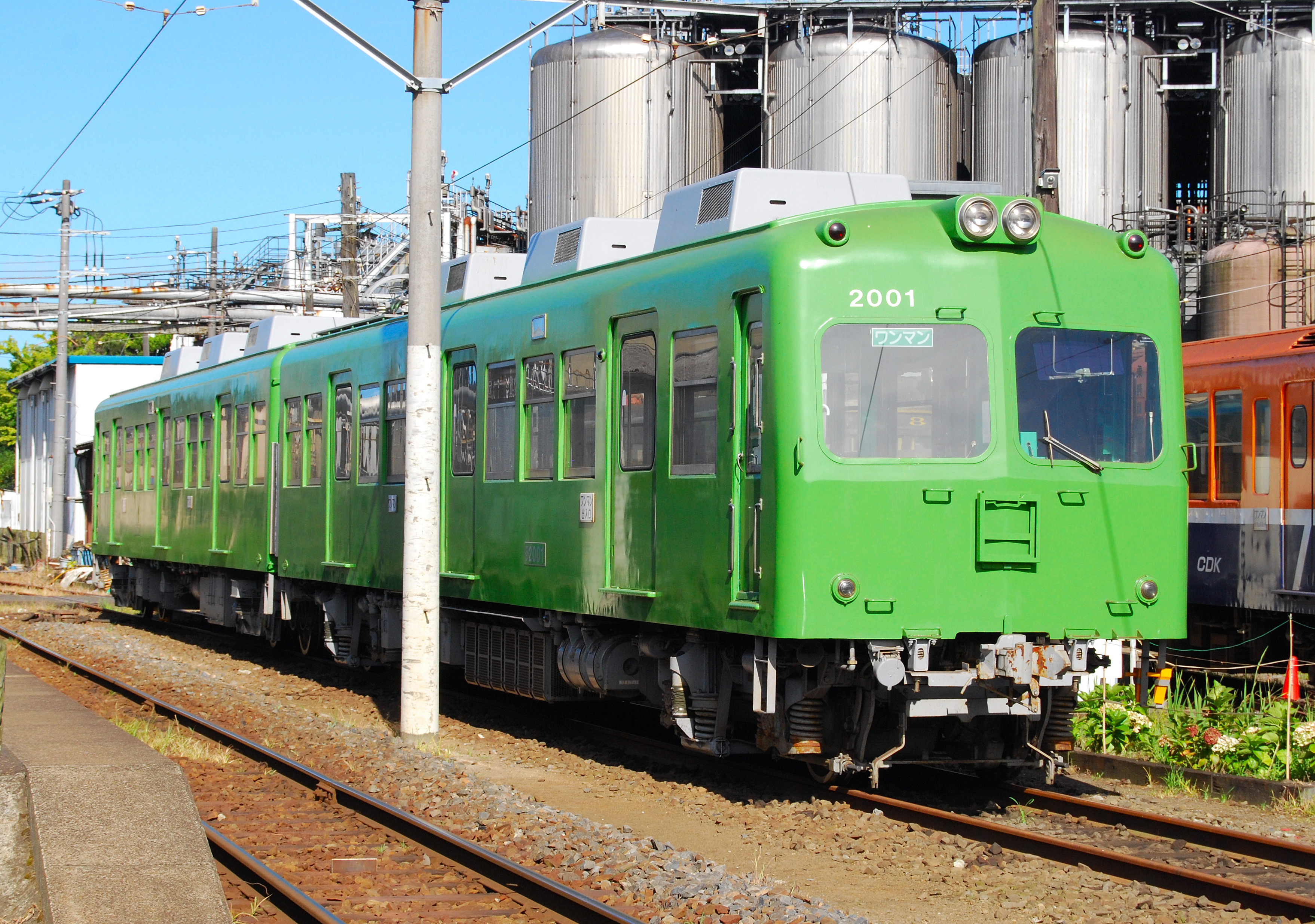
銚子電気鉄道2000形

### 東京急行電鉄

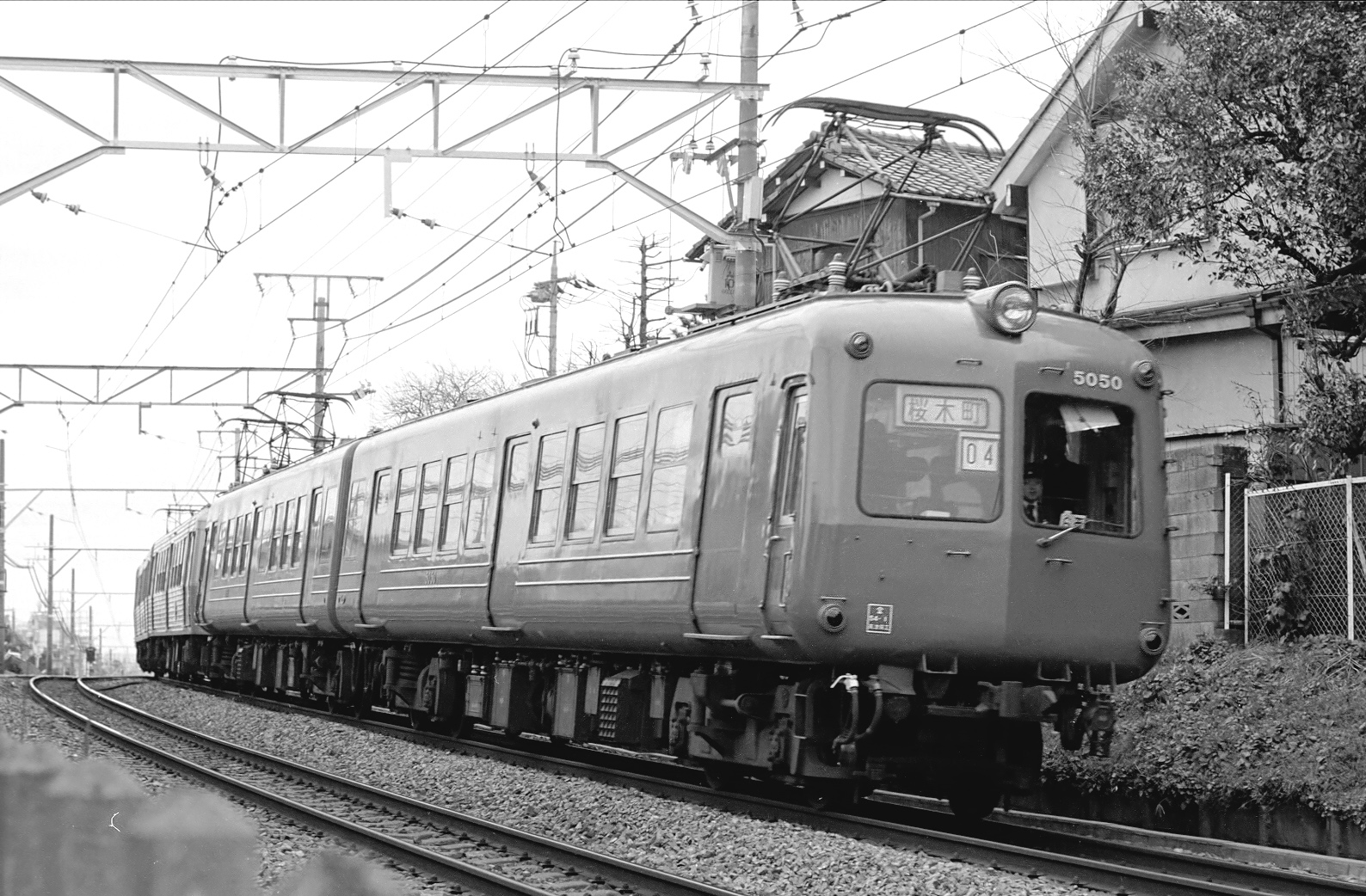
東急5000系

1954年に登場した東京急行電鉄の5000系（初代）は東急グループの東急車輛製造製で、普通鋼製ながらモノコック構造を採用した超軽量車体となり、前面は湘南顔の流れを汲む2枚窓が採用された。東急初の高性能車でもあり、直角カルダン駆動方式が採用された。丸みを帯びた車体断面と緑一色の車体から「青ガエル」の通称もある。東横線を筆頭に各線区で運用され、目蒲線を最後に1986年に運用を終了した。廃車後も半数以上が地方私鉄へ譲渡された。
1958年には5000系をベースに車体外板をステンレス製とした5200系が登場した。営業用旅客車では日本初のステンレス車であるが、骨組みが普通鋼製の「セミステンレス」・「スキンステンレス」車であり、初のオールステレス車は1962年導入の7000系からである。5200系は1編成のみの製造で、1986年に運用を終了した。
5000系は1970年代後半より地方私鉄に多数譲渡されており、長野電鉄、上田交通、福島交通、岳南鉄道、松本電気鉄道、熊本電気鉄道の6社に譲渡されている。長野電鉄では2500系・2600系、上田交通では5000系、福島交通では5000系、岳南鉄道では5000系、松本電気鉄道では5000形、熊本電気鉄道では5000形となっている。2016年に熊本電気鉄道の5101Aを最後に消滅した。
5200系は東急グループの上田交通（後の上田電鉄）へ譲渡されている。

### 京浜急行電鉄

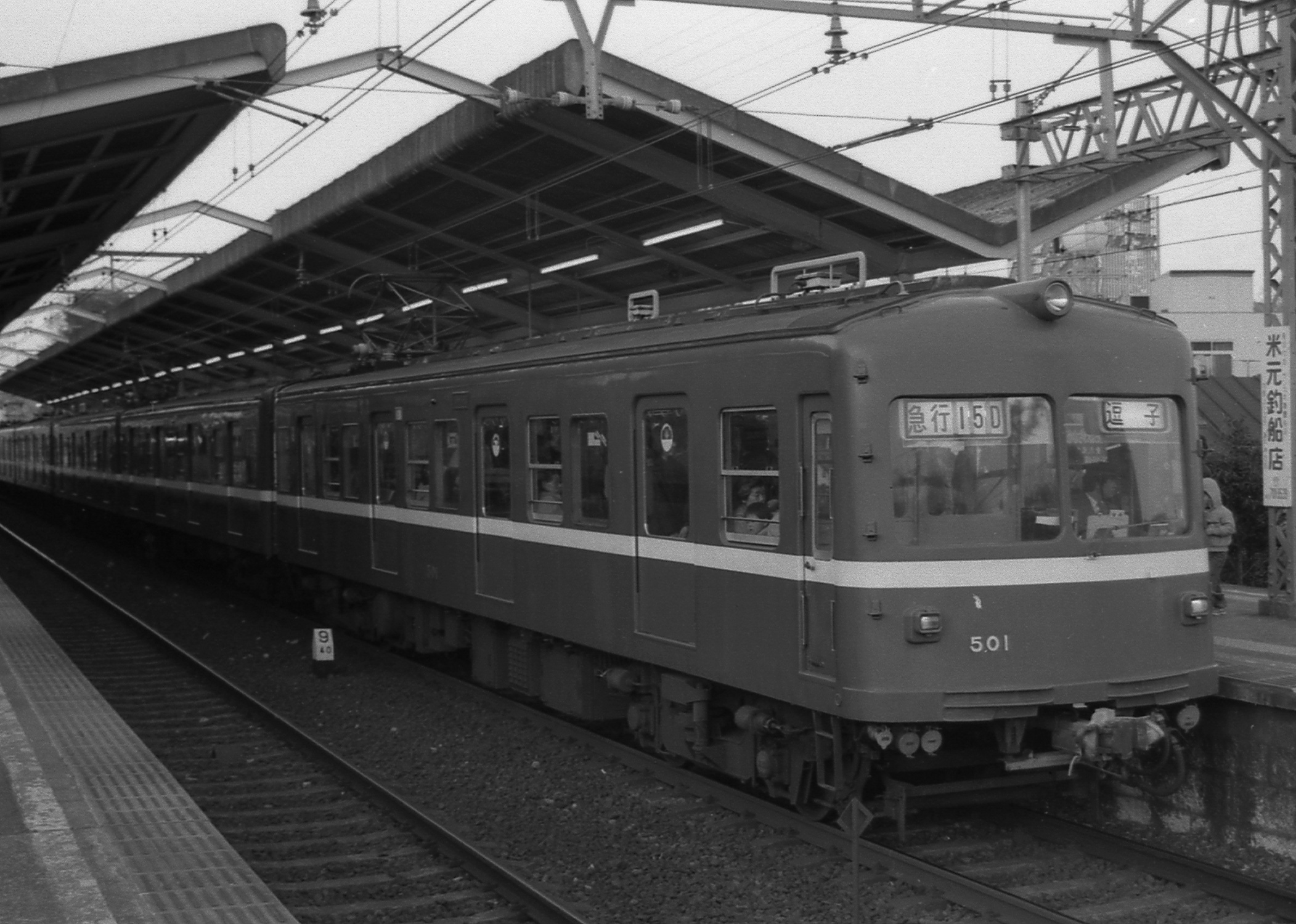
京急500形

京急初の湘南顔は1951年に登場した500形で、行楽輸送を想定した2扉ロングシートであった。京急の湘南顔は前面の上から下の傾斜角度が一定しており、2枚窓も大型であるなどの特徴があった。500形は1968年に4扉化され、1986年まで運用された。
1953年には湘南顔で3扉ロングシートの600形（初代）が登場した。当初は半鋼製車体で製造されたが、増備途中で全鋼製に移行した。1965年に400形へ改番され、1986年まで運用された。
1956年に登場した700形（初代）は京急初の高性能車で、特急用として2扉セミクロスシートが採用されたほか、前面は湘南顔が踏襲された。1966年には600形（2代目）に改称された。快速特急や特急で使用され、冷房化改造の上で1986年まで運用された。
1958年には700形の通勤車版となる800形（初代）が登場し、3扉ロングシートで湘南顔の高性能車となった。800形としての製造は2両編成4本のみで、1961年以降は1000形（初代）の製造に移行した。1000形は初期車は湘南顔であったが、1961年以降の増備車は都営地下鉄1号線（後の浅草線）乗り入れのため貫通型となった。800形は1965年に1000形へ編入され、1000形初期車・元800形の湘南顔は1973年までに貫通型へ改造された。

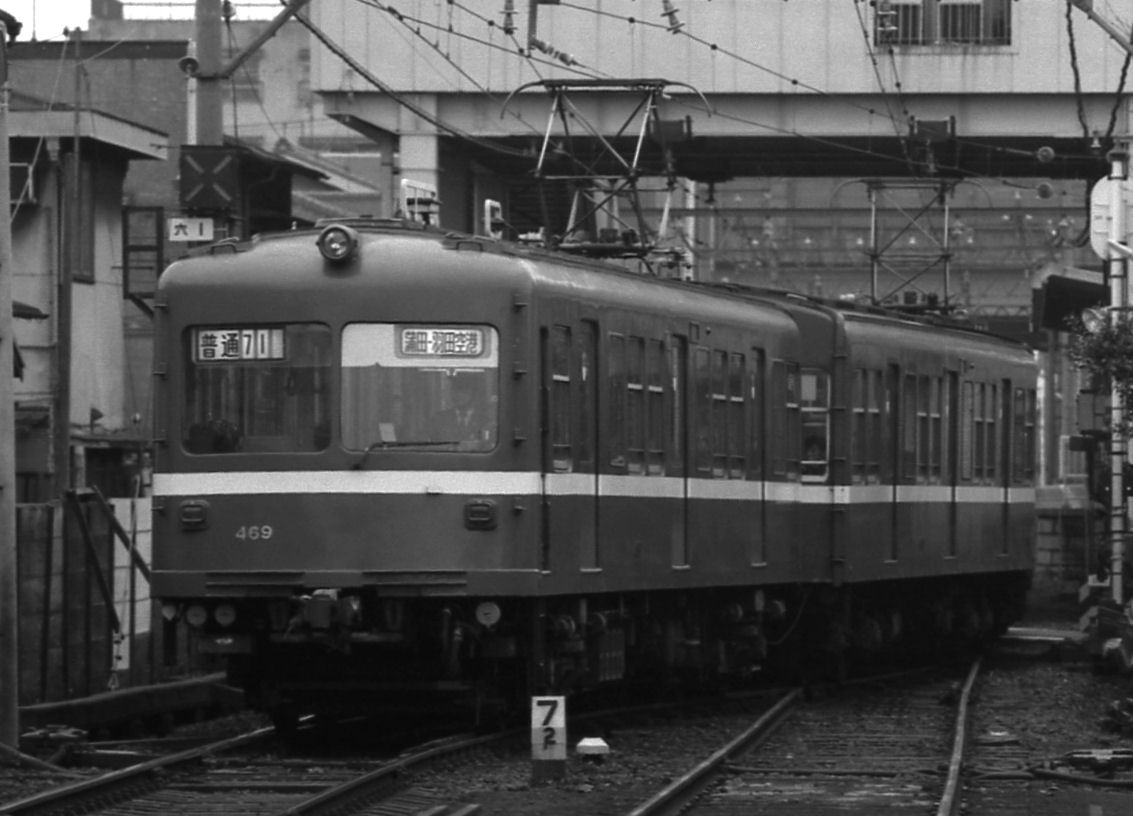
京急デハ469（元デハ616）
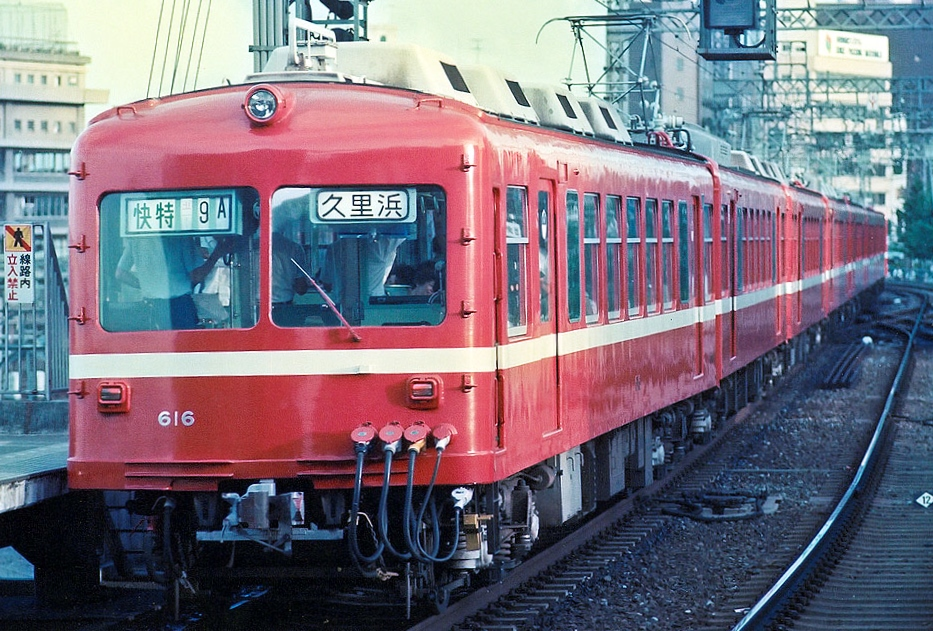
京急デハ616（2代目）

### 京成電鉄
京成電鉄では成田山新勝寺への参拝客輸送として1951年に特急「開運号」の運転を開始したが、その専用車として1953年に登場した1600形で湘南顔が採用された。前面下部には「開運」のヘッドマークと羽根の装飾が設置された。吊り掛け駆動方式の2両編成で、片側1扉のリクライニングシート車であった。1954年には車内にテレビ受像機が設置されており、京阪電気鉄道の「テレビカー」に先行しての採用となった。
1957年には中間車が新製されて3両編成となったが、1967年に特急運用を終了し、1968年にはアルミ車体の通勤車の中間車に改造されたため、京成の湘南顔は消滅した。

### 東武鉄道

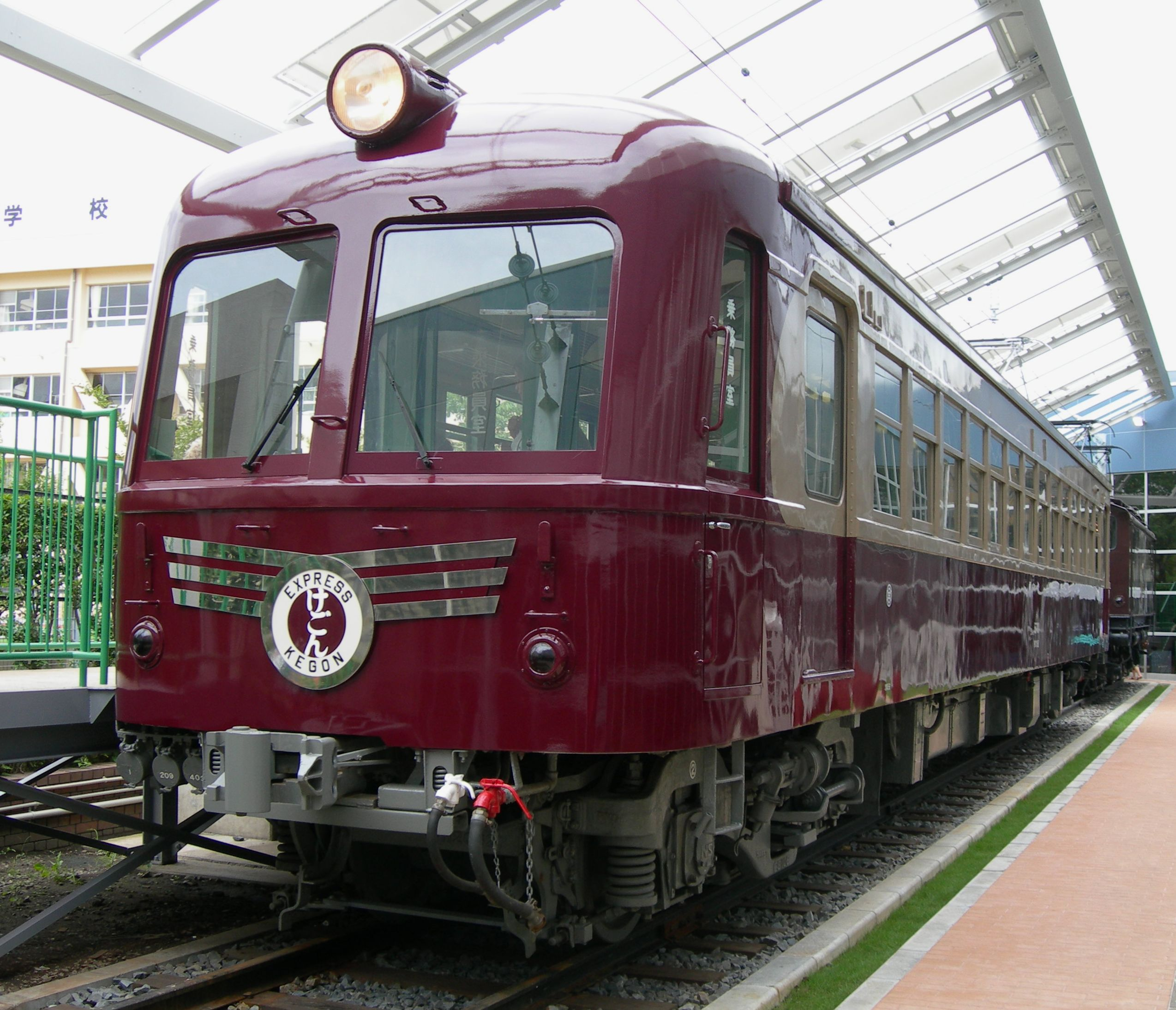
東武5700系モハ5701（東武博物館）

東武鉄道では日光へアクセスする優等列車用として1953年に5700系を投入したが、最初の2編成は湘南顔であった。2扉転換クロスシート車で、窓下にあったステンレス製の装飾から「ネコひげ」とも通称された。3編成目以降は前面貫通型で製造されている。
5700形は後継の新型特急車の投入で急行用に転用され、1960年には湘南顔車両も前面貫通型に改造された。5700系は1991年に運用を終了した。
熊谷駅から分岐する非電化の熊谷線向けには、1954年に両運転台液体式気動車のキハ2000形が導入された。湘南顔は傾斜した2枚窓で、鼻筋が通っている。1983年の熊谷線廃止により廃車された。

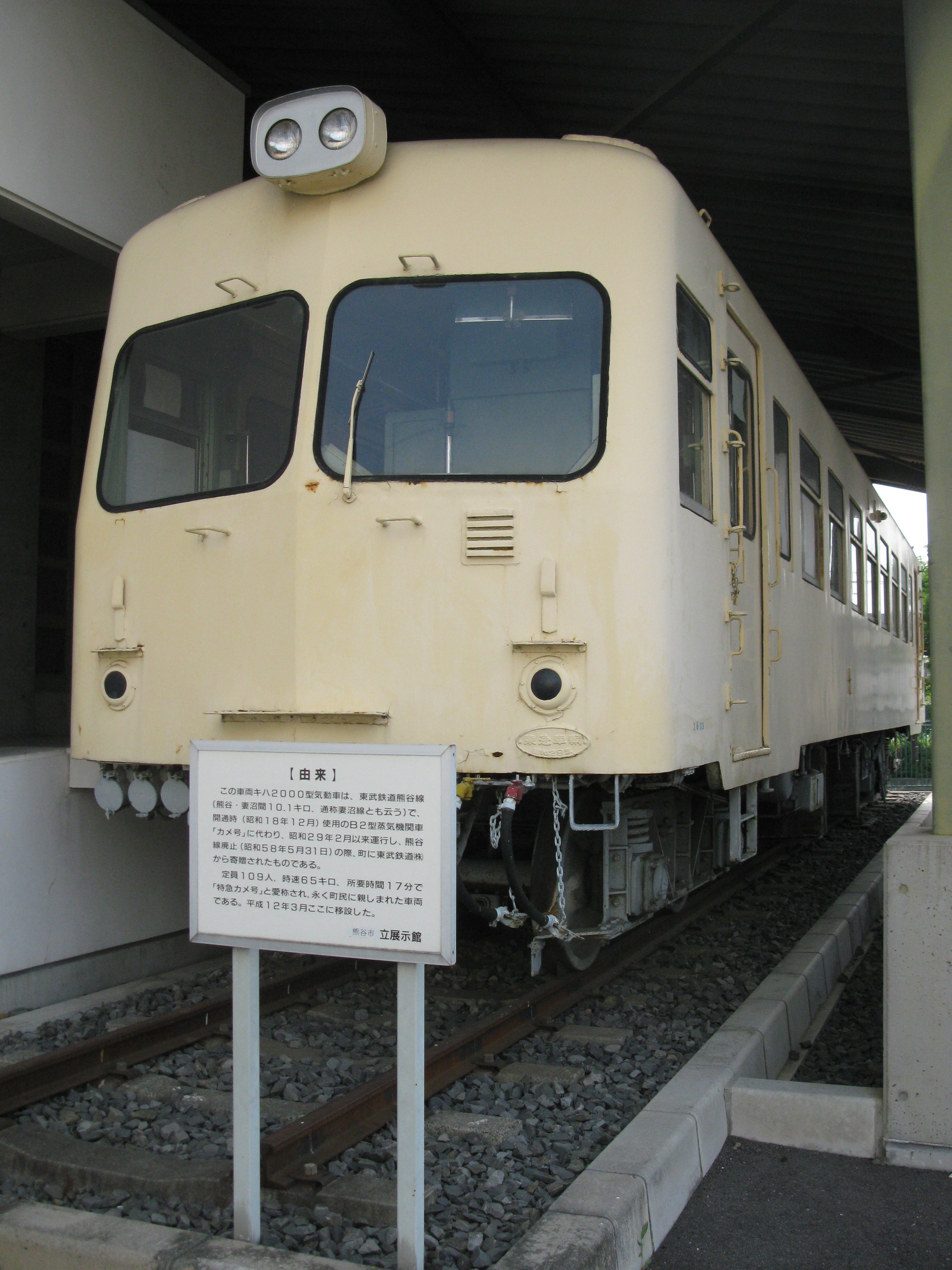
東武熊谷線キハ2000形

### 小田急電鉄
小田急電鉄では戦前より箱根方面への優等列車を運行しているが、1951年に登場したオール転換クロスシート車1700形の増備車として1955年に2300形が登場した。1700形は窓に傾斜のない2枚窓であったが、2300形は2枚形に傾斜のある湘南顔であった。扉は片側1箇所で座席は転換クロスシートを採用、また小田急初のカルダン駆動の高性能車でもあった。
本格的なロマンスカーである3000形SE車の投入により2300形は特急運用を離脱し、両開き2扉セミクロスシート車に改造されて料金不要の準特急に転用された。1963年に片開き3ドアロングシート・前面貫通型の通勤車に改造され、1982年に運用を終了した。

### 相模鉄道
相模鉄道は1955年に初の自社発注車として5000系を導入した。軽量構造の車体で床下はボディマウント構造を採用し、前面は傾斜した2枚窓を持つ湘南顔であった。製造は日立製作所で、駆動方式は直角カルダン駆動方式であった。
軽量車体の老朽化が早期に進行したため、1970年代には湘南顔を持つ車体の使用を終了し、5000系の機器を流用して車体を新造した5100系が投入されている。

### 名古屋鉄道

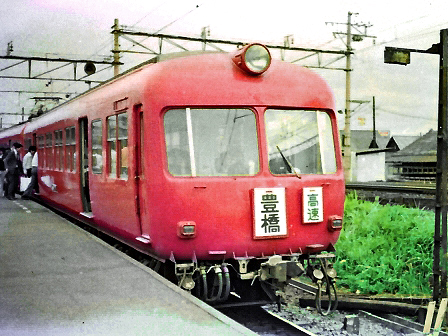
更新工事後の名鉄5000系

名古屋鉄道（名鉄）では、1955年に初の高性能車として登場した2扉クロスシートの優等列車用車両5000系（初代）で湘南顔が採用された。正面は丸みのあるスタイルで、2枚窓は奥まった位置に曲面ガラスが設けられた。1957年には同系車で前面貫通型の5200系も登場している。
5000系は1970年代の更新工事で側面窓のアルミサッシ化などがなされたほか、前面窓は左右とも平面ガラス2枚の組み合わせとなった。冷房化は実施されず1986年に廃車となった。

### 近畿日本鉄道

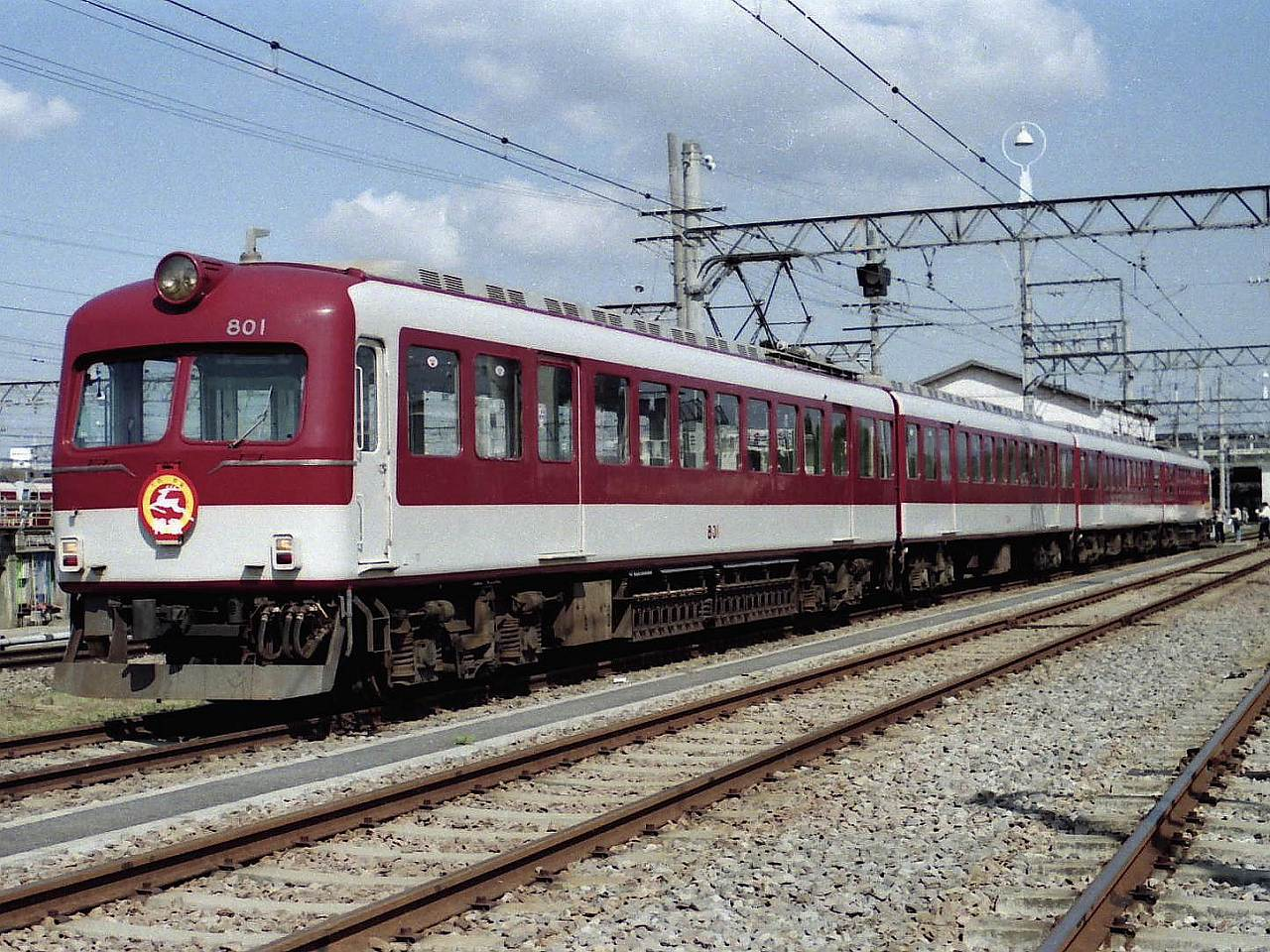
近鉄800系

近畿日本鉄道（近鉄）には複数の出自による湘南顔車両があり、近鉄の自社導入車、旧大阪鉄道承継車の更新車、奈良電気鉄道からの編入車が存在した。
1955年に登場した800系は近鉄が奈良線向けに導入した18m車で、WN駆動方式の高性能電車であった。車体は軽量構造で片側2扉、1段窓のロングシート車で、前面の2枚窓は奥まった位置にあった。当初は当時料金不要であった特急に使用され、その後は生駒線や田原本線に転用されて1992年まで運用された。
軌間1,067 mmの南大阪線では、前身の大阪鉄道が導入した木造車デイ1形のうち戦災の被害なく近鉄に承継された10両で車体更新が実施され、1955年にモ5801形となった。15m級鋼製車体の3扉車となり、5801 - 5804は前面2枚窓ながら傾斜はなく、5805・5806が800系に類似した傾斜あり・2枚窓が奥まった湘南顔、5807 - 5810は前面貫通型であった。南大阪線で長期間使用された後に末期は養老線へ転用され、1979年まで運用された。
近鉄京都線の前身である奈良電気鉄道では、1957年に16m級鋼製車体の2扉ロングシート車としてデハボ1300形が2両投入された。前面は傾斜した2枚窓に鼻筋が通る基本形の湘南顔であった。1963年の近鉄合併後はモ455形となり、1969年には400系に編入された。400系編入後はモ409とク309の2両編成で使用され、1987年に運用を終了した。

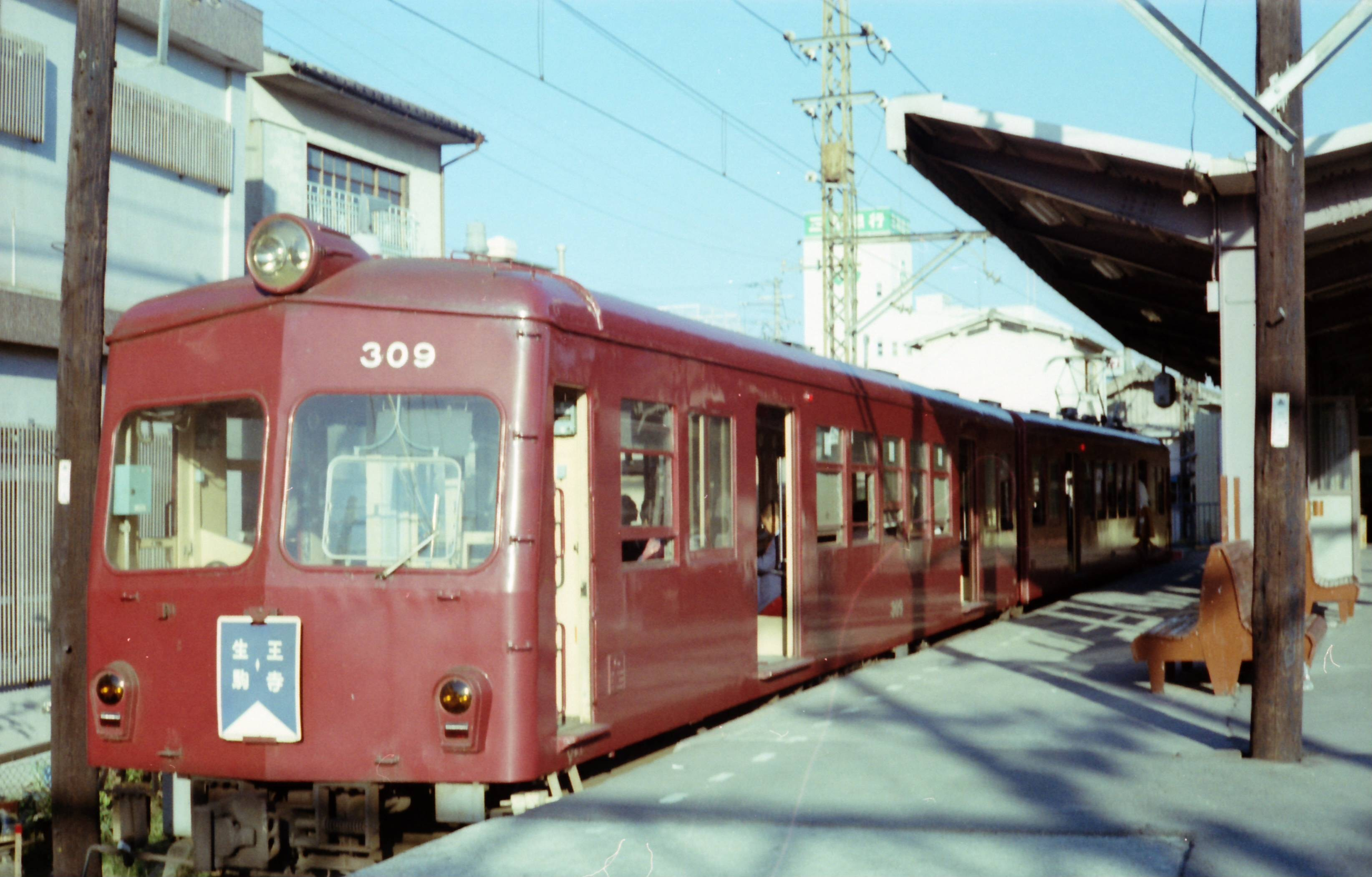
400系ク309・モ409（元奈良電気鉄道デハボ1300形）
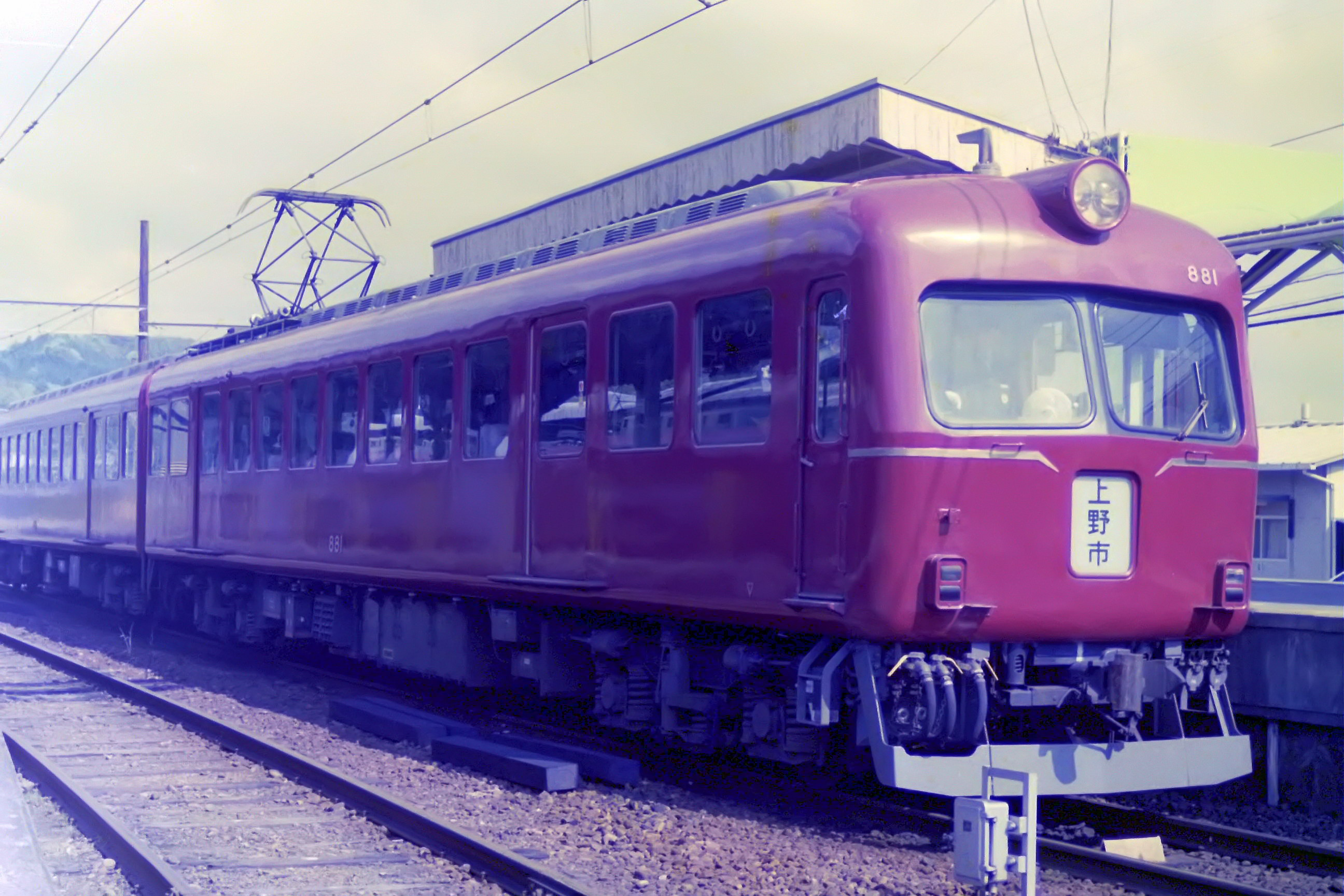
800系改造の伊賀線880系

### 南海電気鉄道

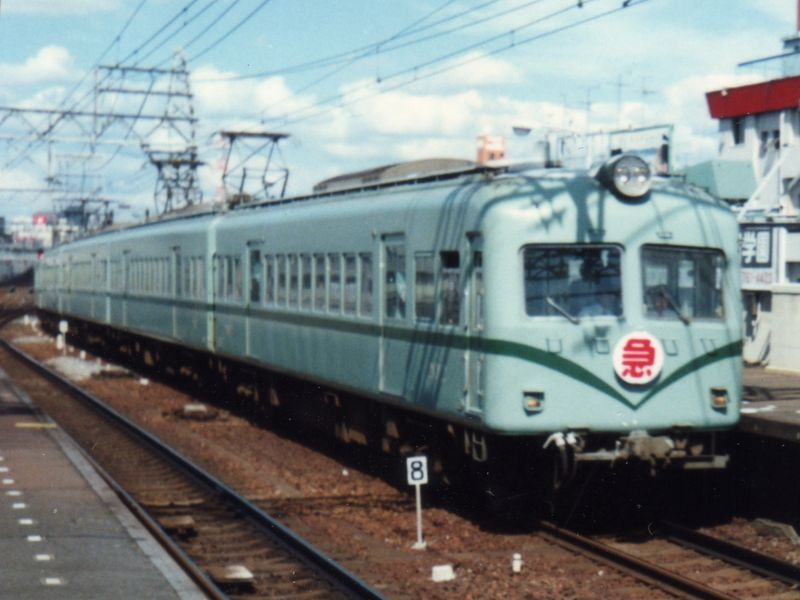
南海21000系（1989年）

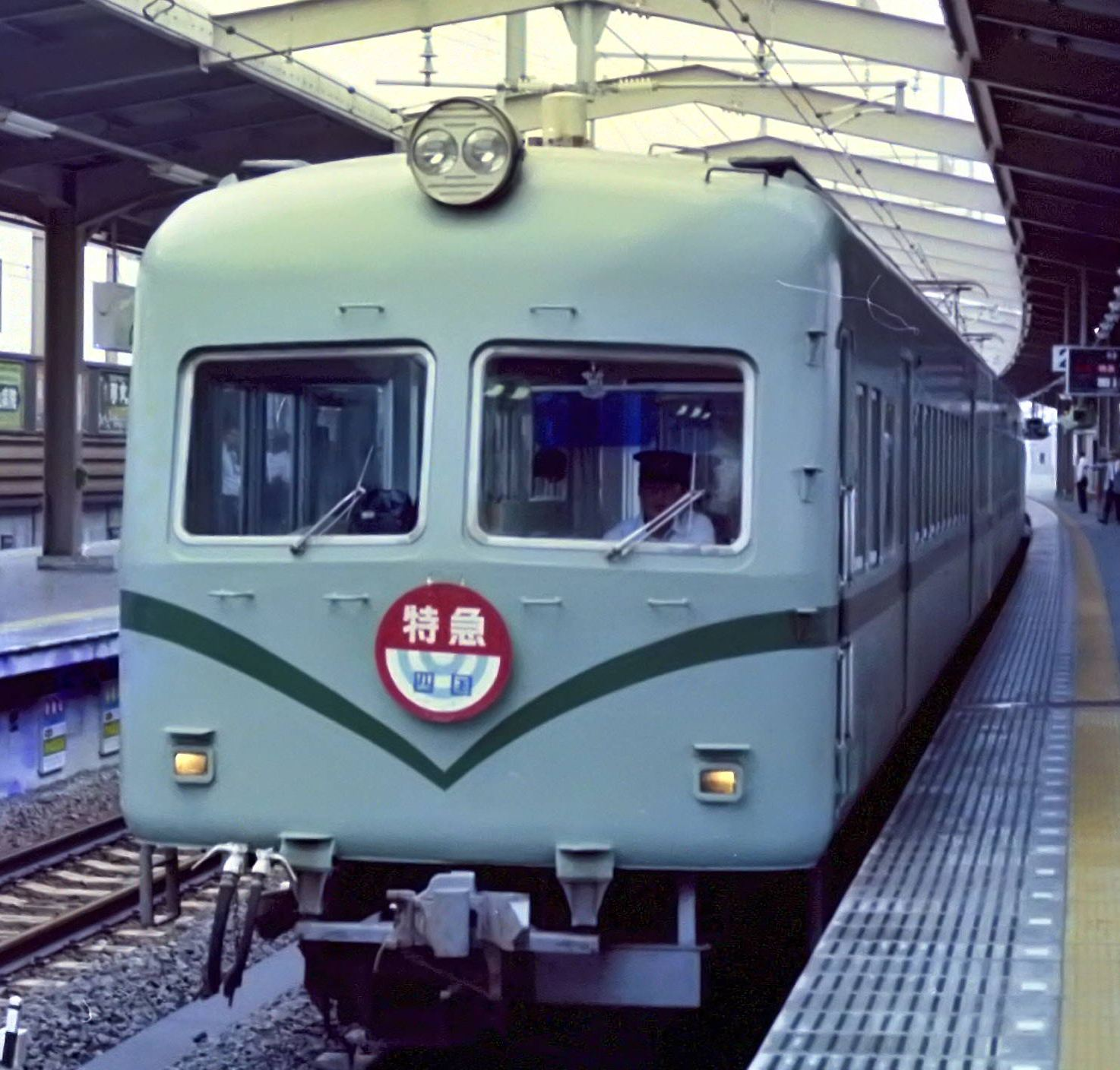
南海1000系「四国号」

南海電気鉄道（南海）では初の高性能車として1954年に20m級車体の南海線用11001系が投入された。2扉クロスシートの優等列車用で当初は前面貫通型であったが、1956年以降の増備車では湘南顔が採用された。1973年の南海線昇圧により直流1500 Vの1000系（初代）に改造、または京福電気鉄道へ譲渡された。1000系に改造された編成は難波 - 和歌山港間特急「四国号」に使用されたが、1985年の10000系特急「サザン」投入により廃車となった。
高野線では1957年に旧型車の機器を流用した21201系4両編成1本が登場した。11001系を17m級に短縮したような車体で、正面は前後とも湘南顔であった。1973年に高野線での運用を終了し、先頭車1両が動力のない制御車として貴志川線に転用され、1986年まで使用された。
1958年には高野線用で完全新製車の21001系が登場した。高野線の山岳区間への直通に対応した「ズームカー」の1つで、後に登場した前面貫通型の22001系よりも丸みのある車体から「丸ズーム」と通称された。クロスシート車とロングシート車があり、クロスシート車は臨時「こうや」にも使用された。1500V昇圧後も使用され、1997年に運用を終了した。
11001系は1000系に改造されなかったグループが京福電気鉄道へ譲渡され、モハ3001形となった。2両編成4本のうち3本が湘南顔、1本が貫通型であったが、貫通型車は後に傾斜のない非貫通2枚窓に改造された。
21001系は大井川鉄道と一畑電気鉄道に譲渡されている。大井川鉄道では21000系として運用され、南海時代の塗装が維持されている。一畑電気鉄道では3000系となり、同社の標準であった黄色塗装で使用された。

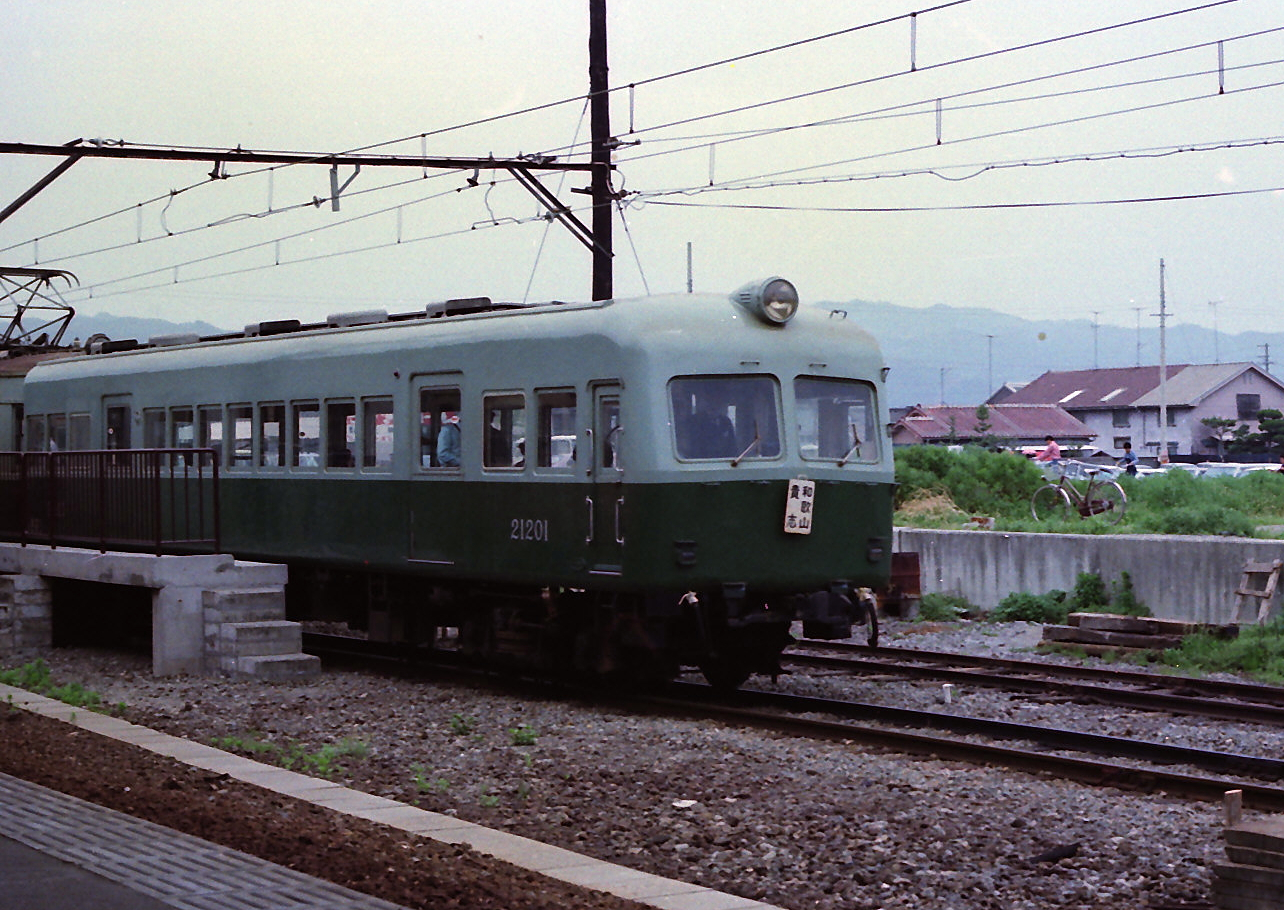
南海貴志川線クハ21201
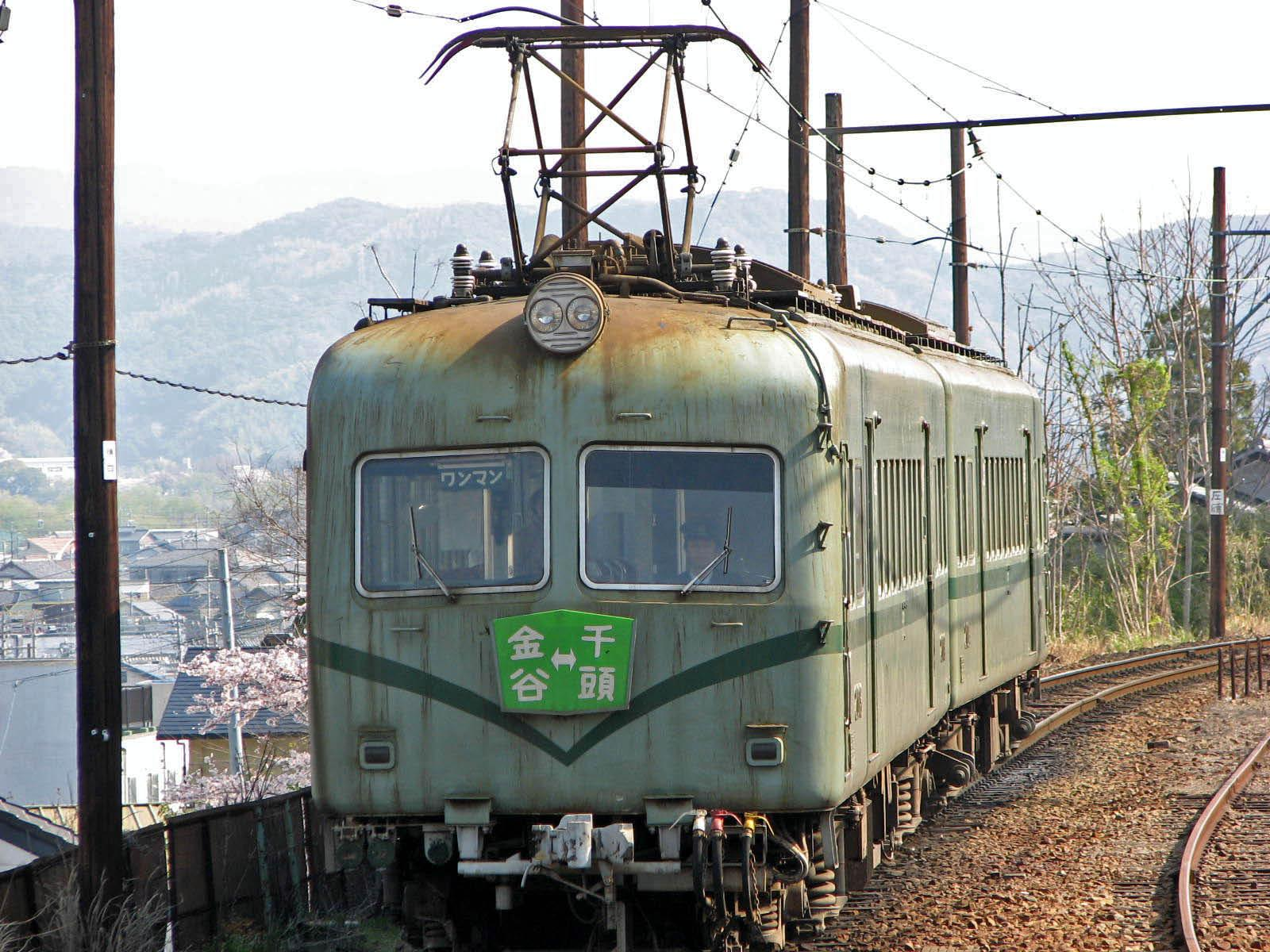
大井川鉄道21000系
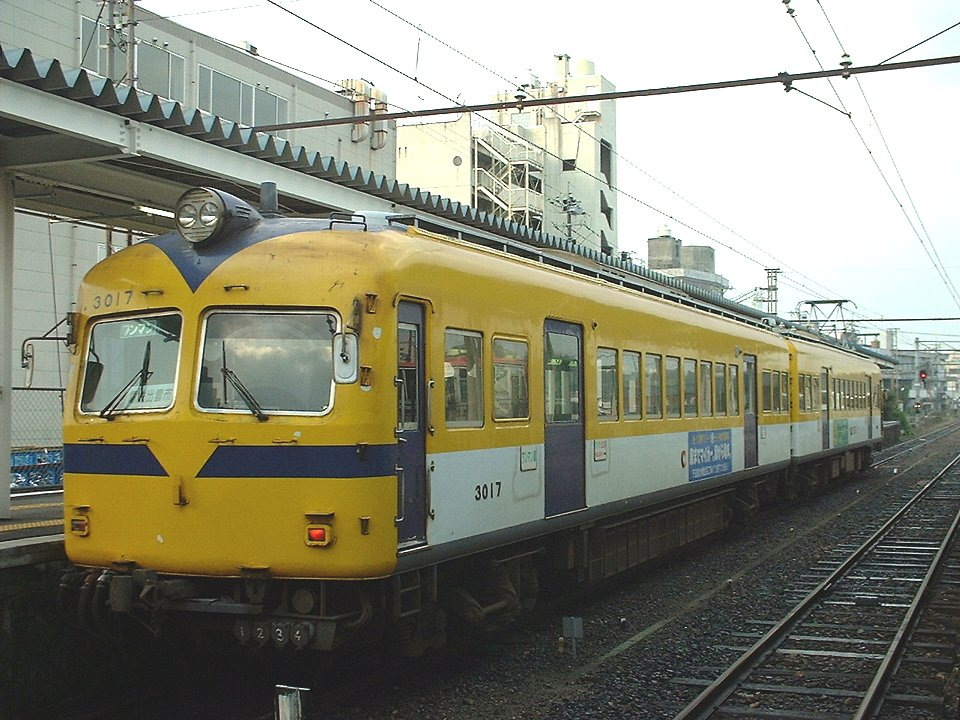
一畑電気鉄道3000系

### 阪神電気鉄道

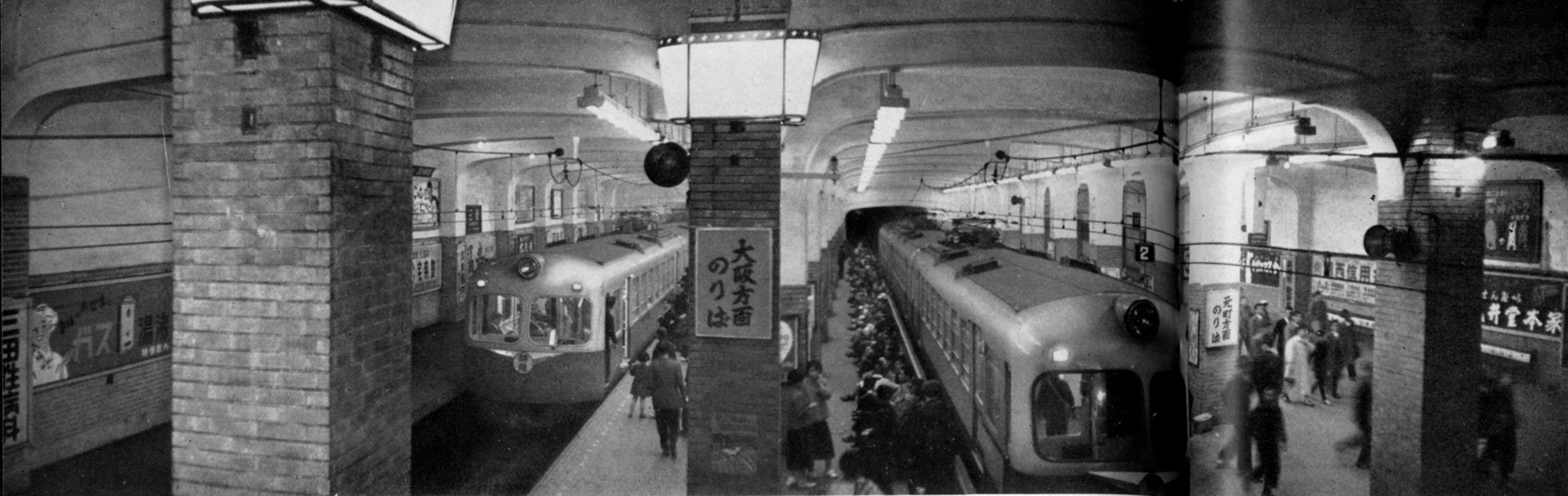
阪神3011形（三宮駅）

戦前より大型車の導入を悲願としていた阪神電気鉄道では、1954年に初の大型高性能車として3011形を導入した。全長18m級の大型車で前面は2枚窓の湘南顔、片側の2扉クロスシートを採用した全電動車の3両編成であった。登場当初は大阪神戸間ノンストップ特急に使用されたが、以後の増備車は前面貫通型の急行用「赤胴車」の3301形・3501形に移行した。3011形も1964年にロングシート化・前面貫通化改造されて3561・3061形となり、阪神の湘南顔は消滅した。最後まで残った3561形2両が1989年に廃車となった。
駅間距離の短い阪神では加減速の早い普通列車用「ジェットカー」が開発され、試作車として1958年に初代5001形が登場した。3011形と同じく湘南顔であるが、両開き3扉のセミクロスシート車であった。塗装が緑系であったため「アマガエル」とも通称された。量産車の5101形・5201形は前面貫通型のロングシート車となり、青とクリームの「青胴車」塗装で登場し、5001形も1960年に前面貫通型へ改造された。1977年の2代目5001形投入により廃車となった。

### 西日本鉄道

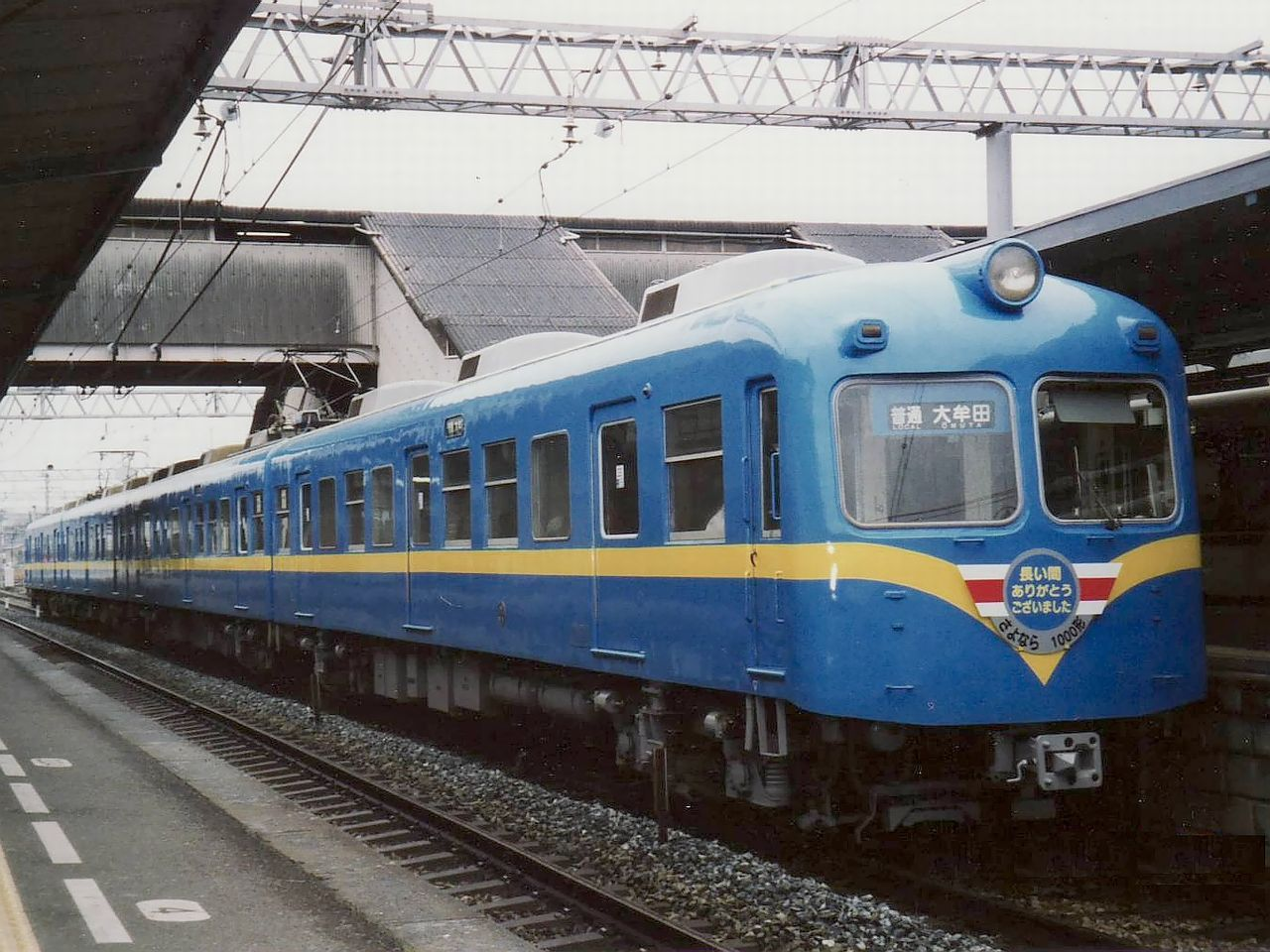
さよなら運転時の西鉄1000形1101編成（2001年）

西日本鉄道（西鉄）が天神大牟田線系統の優等用列車用として1957年に導入した1000形は、18m級全金属車体の全電動車4両編成で、片開き2扉のセミクロスシート車であった。前面の湘南顔は曲面の外板に平面ガラスが設置されたため、窓は奥まった位置にあった。
1000形は当初は特急や急行で使用されたが、1973年の2000形登場後は特急運用から撤退した。1975年・1976年には普通列車用の3扉ロングシートに改造され、冷房化改造も施工された。2001年に全廃となった。
1958年に木造車の車体更新で登場した20形も湘南顔である。天神大牟田線で使用されたが、1978年から1981年にかけて宮地岳線へ転属し、1,067 mmに改軌された。転属後に120形へ改番されている。一部は東急初代5000系「青ガエル」の廃車発生品により直角カルダン駆動化されたが、1991年に全廃となった。

## 地方私鉄での採用

### 定山渓鉄道

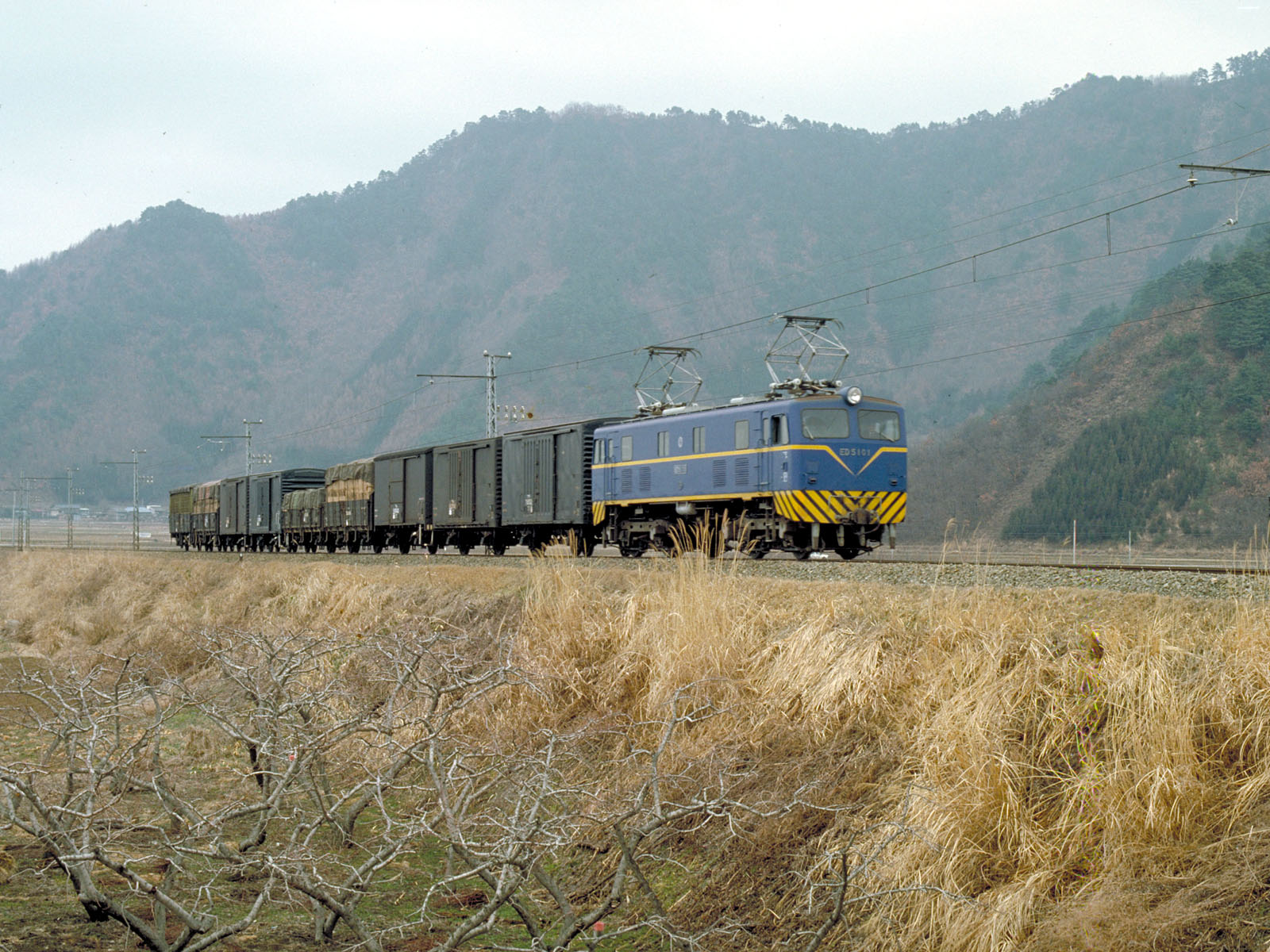
長野電鉄ED5101（元定山渓鉄道ED500形）

札幌市近郊の定山渓鉄道では、1954年に登場したモハ1200形・クハ1210形が湘南顔で製造された。直流電化されていた国鉄千歳線を通じて東札幌駅 (国鉄)まで乗り入れていたが、1957年には千歳線の電化廃止により新たな国鉄札幌駅乗り入れ用として気動車を導入することになり、キハ7000形が導入された。1957年に貨物輸送用に導入されたED500形は、国鉄EF58形に類似した湘南顔であった。
定山渓鉄道の廃止後、ED500形は長野電鉄へ譲渡された。1979年の長野電鉄の貨物廃止後は越後交通に譲渡され、1995年の長岡線廃止により廃車となった。旅客車はモハ1200形が十和田観光電鉄に譲渡され、1990年まで使用された。

### 夕張鉄道

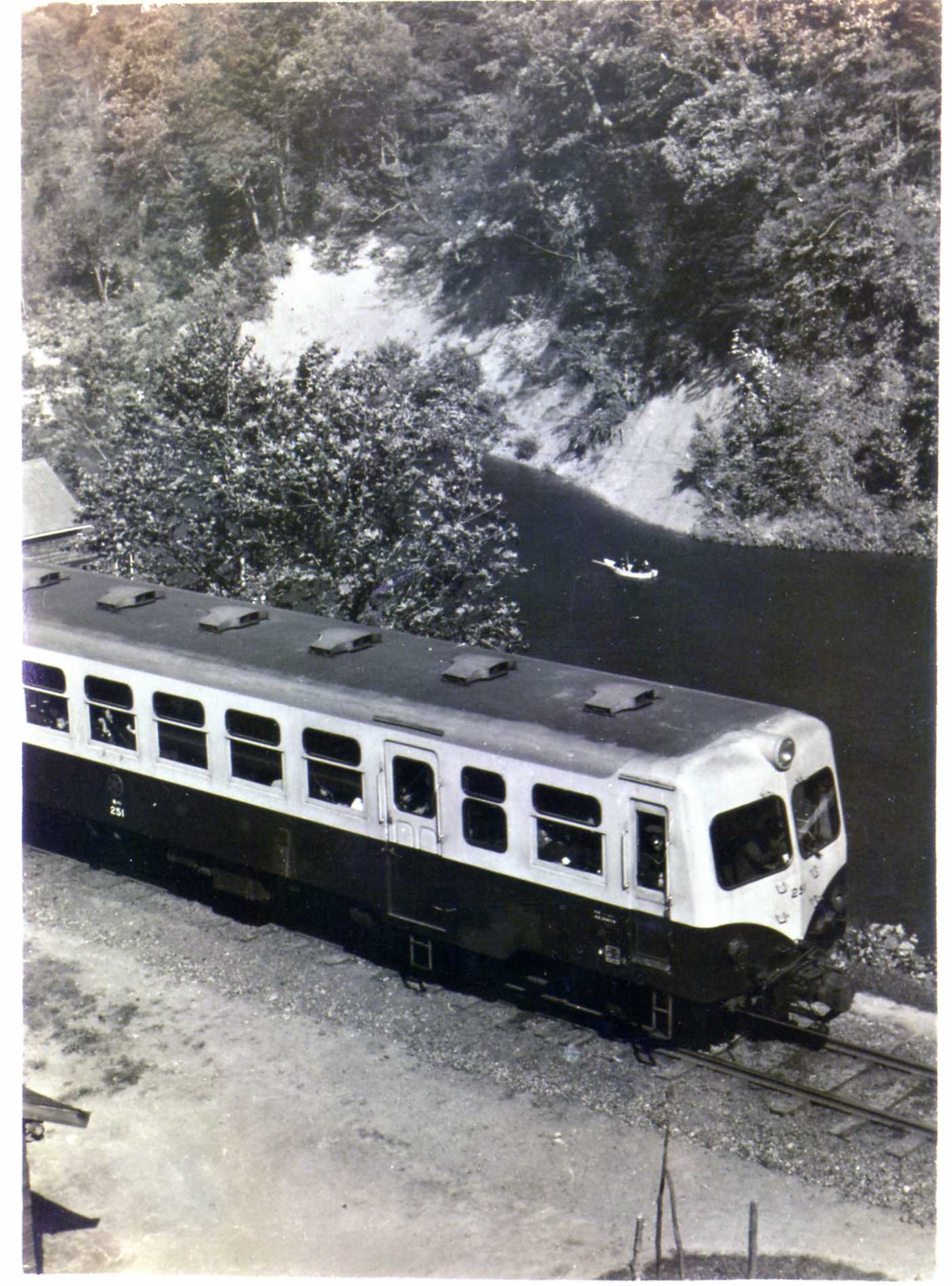
夕張鉄道キハ250形

北海道の炭鉱鉄道である夕張鉄道では、1953年に2番目の気動車としてキハ250形を導入した。全長20m級の大型車体の液体式気動車で、前面は湘南顔、側窓は下段上昇・上段Hゴム固定のバス窓、車内はセミクロスシートであった。キハ251 - 254の4両が製造された。
夕張鉄道は1971年から1974年にかけて旅客営業を中止し、キハ252・253は水島臨海鉄道へ、キハ251・254は関東鉄道へ譲渡された。関東鉄道ではキハ714・415となり、鹿島鉄道に承継された。水島臨海鉄道からは岡山臨港鉄道へ再譲渡されている。

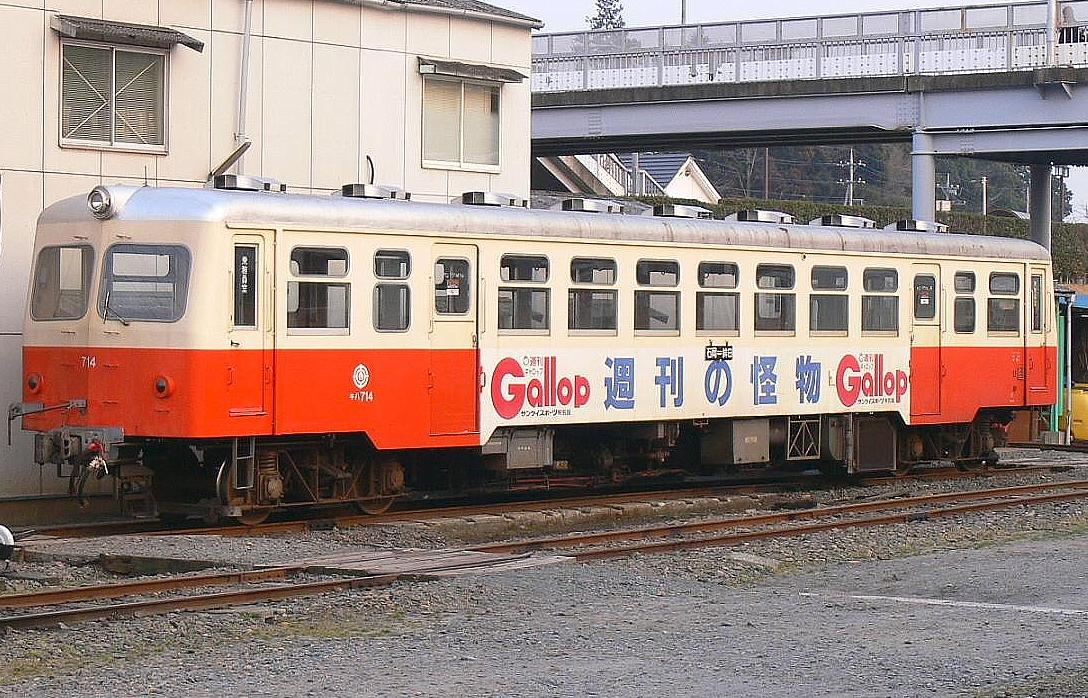
鹿島鉄道キハ714
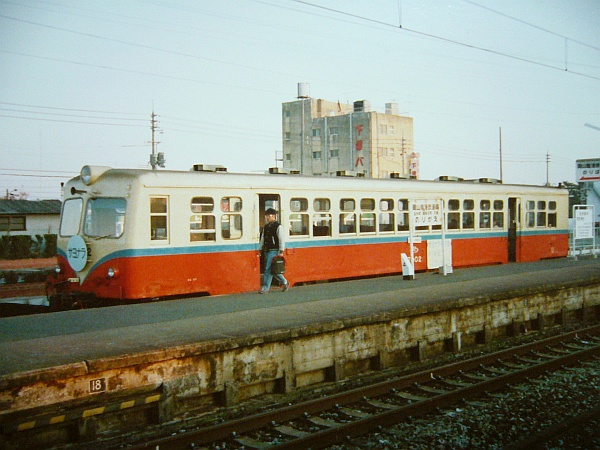
岡山臨港鉄道キハ7002

### 留萠鉄道
北海道の炭鉱系鉄道の1つである留萠鉄道では、1955年にキハ1000形が登場した。側面は国鉄キハ10系に類似したバス窓、前面は窓下中央に大型のライトがあったため、「おへそライト」とも通称された。1959年増備のキハ1100形はキハ22形に準じた側面になり、湘南顔は踏襲されたが窓下の大型ライトは設置されなかった。
1971年の留萠鉄道廃止後はキハ1000形、キハ1100形全車が茨城交通に譲渡された。

### 茨城交通

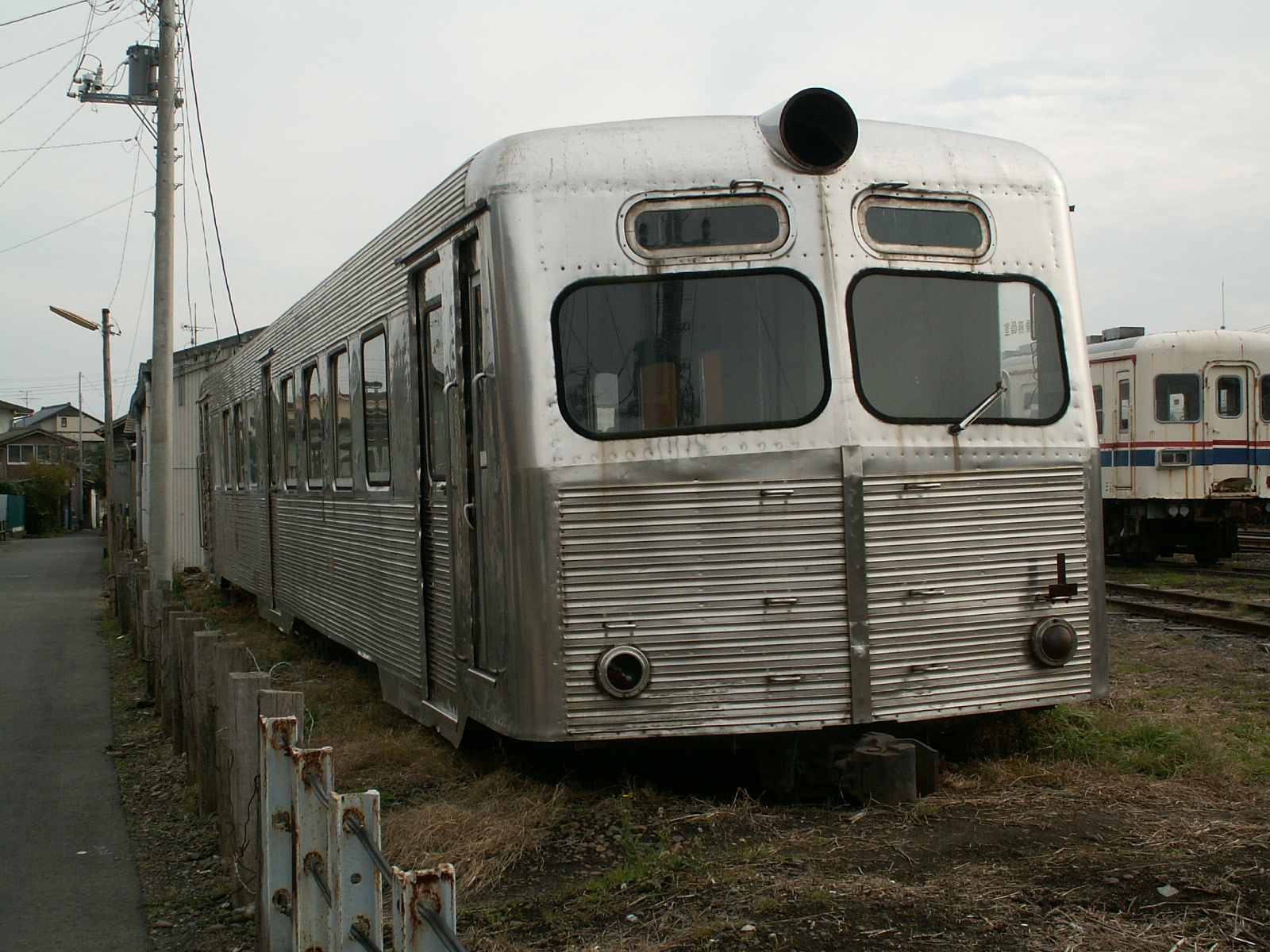
茨城交通ケハ600形の廃車体

茨城交通で1960年に登場したケハ600形は日本の気動車初のステンレス車であり、全長20mの液体式で前面は湘南顔、構体は普通鋼製のセミステンレス車であった。液体式ながら総括制御はできず、1992年に運用を終了したが、車体は解体されず残されている。

### 富士山麓電気鉄道（富士急行）

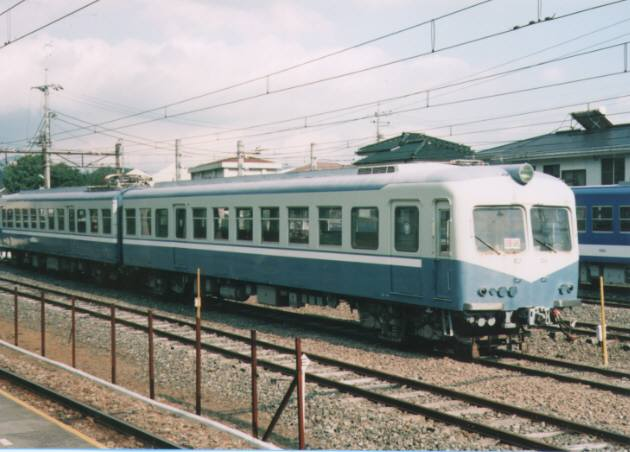
富士急行3100形

山梨県の富士山麓電気鉄道の30周年を記念して1956年（昭和31年）に登場した3100形に湘南顔が採用された。前面は2枚窓が傾斜したスタイルで、正面窓ガラスは窪んだ位置にある。日本の1,067 mm狭軌用電車では初のWN駆動方式を採用し、勾配線用の発電ブレーキも備えていた。1960年には富士急行へ社名変更されているが、2022年には鉄道事業が子会社の富士山麓電気鉄道へ分離された。
3100形は2両編成2本の4両が製造され、1編成は1971年の事故で廃車となったが、もう1編成は1997年まで運用された。

### 秩父鉄道

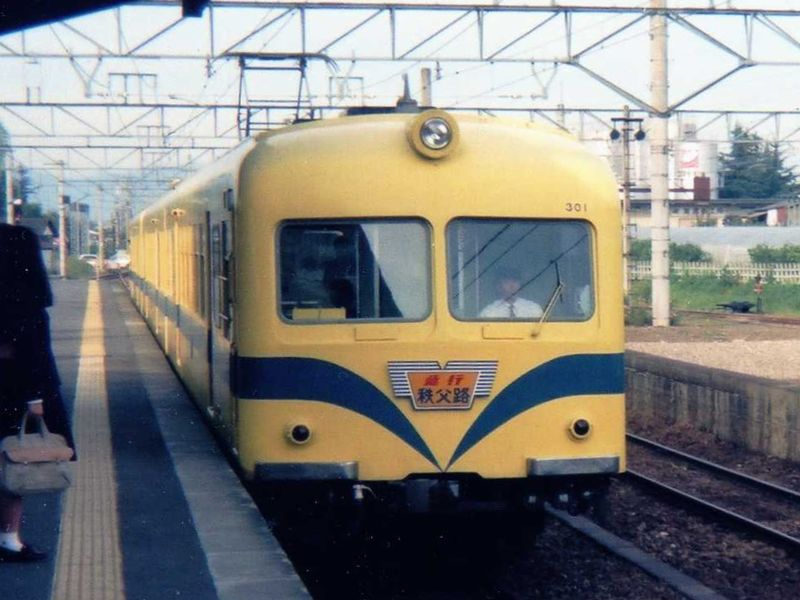
秩父鉄道300系

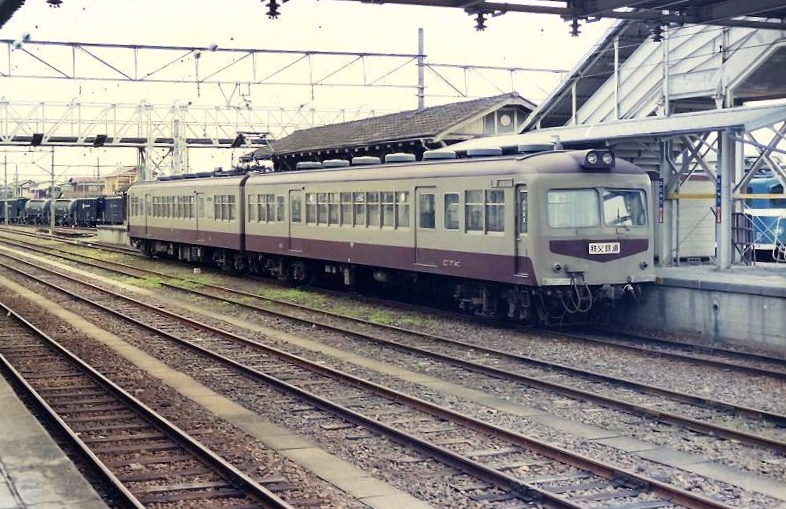
秩父鉄道500系

埼玉県の秩父鉄道では、1959年に2扉セミクロスシートでWN駆動、前面が湘南顔の自社発注車300系が導入された。前面は2枚窓の部分がわずかに窪み、窓ガラスの寸法も若干小さくなっている。当初は2両編成2本が製造されたが、後に2編成とも中間付随車を追加した3両編成になり、急行「秩父路」に使用された。うち1編成の中間車はアルミ車体であった。
1962年には2扉ロングシートで湘南顔の自社発注車500系が投入された。前面は300系に類似するが、前照灯は2灯となっている。通勤形であり2両編成で使用されていた。
300系・500系ともに1992年に運用を離脱し、300系は元国鉄・JRの165系である3000形へ、500系は元東急7000系（初代）の2000形へ置き換えられた。

### 加越能鉄道

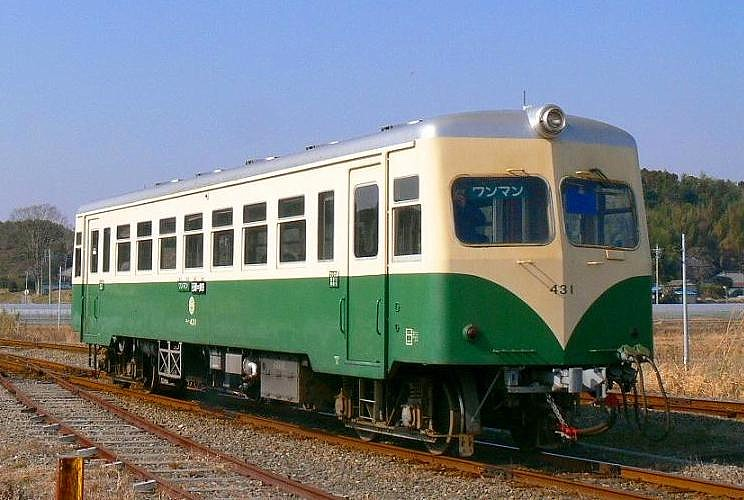
鹿島鉄道キハ431（元加越能鉄道キハ121）

富山県の加越能鉄道では、非電化の加越線用としてキハ120形2両が投入された。16m級の両運転台2扉車で前後とも湘南顔となっており、東武鉄道の熊谷線用キハ2000形との類似点が見られる。加越線で初の液体式気動車でもあった。
加越線は1972年に廃止となり、キハ120形2両は関東鉄道に譲渡されてキハ430形キハ431・432となった。2両とも鉾田線で使用され、1979年の鹿島鉄道への分離後も2007年の路線廃止まで使用された。

### 富山地方鉄道

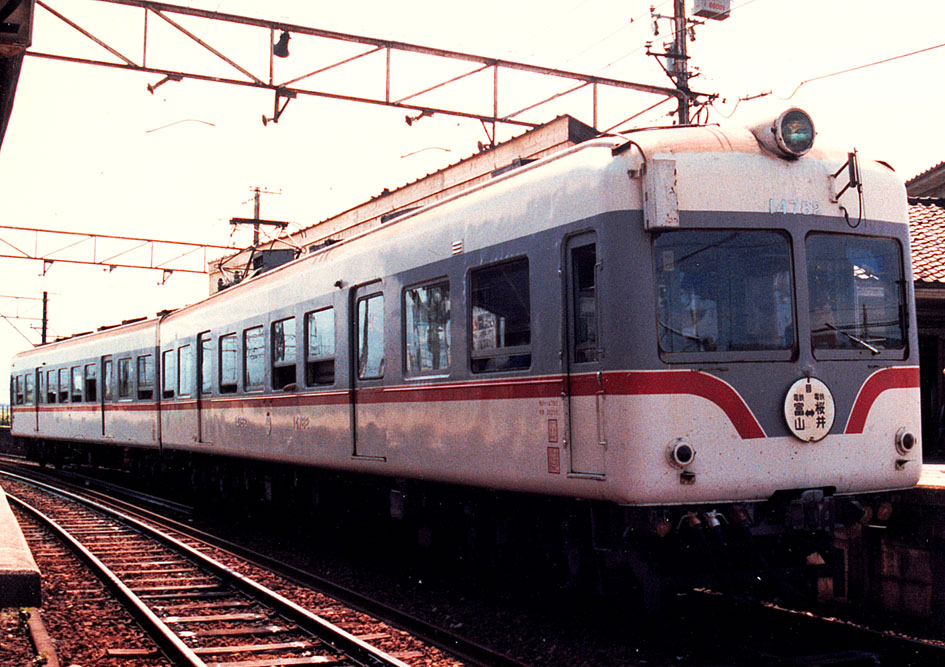
富山地方鉄道14780形

富山県の富山地方鉄道では1955年に初のカルダン駆動車として前面3枚窓の14770形を導入したが、1956年には増備車として前面2枚窓の14780形が増備された。14780形は湘南顔のスタイルであるが、傾斜角度は浅かった。その後は前照灯の位置などが変わりつつも10020形や14720形で同様のスタイルが採用された。
1980年の富山地方鉄道50周年を前に、1979年には14760形が登場した。前面は窓部と窓下が傾斜して後退角があり、2枚窓はピラーを挟んだ連続窓風で、窓の内側に行先表示器が設置されている。

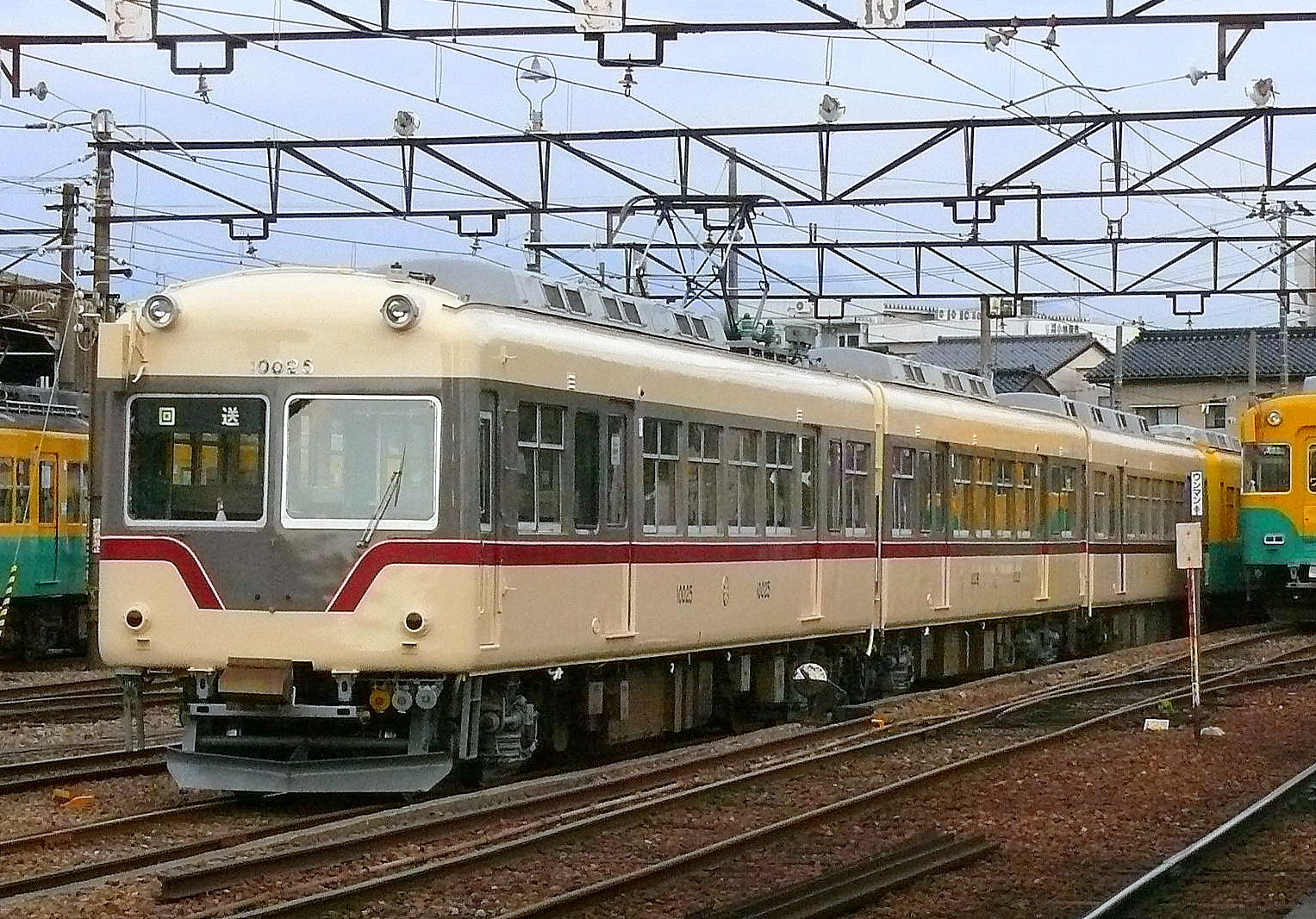
富山地方鉄道10020形
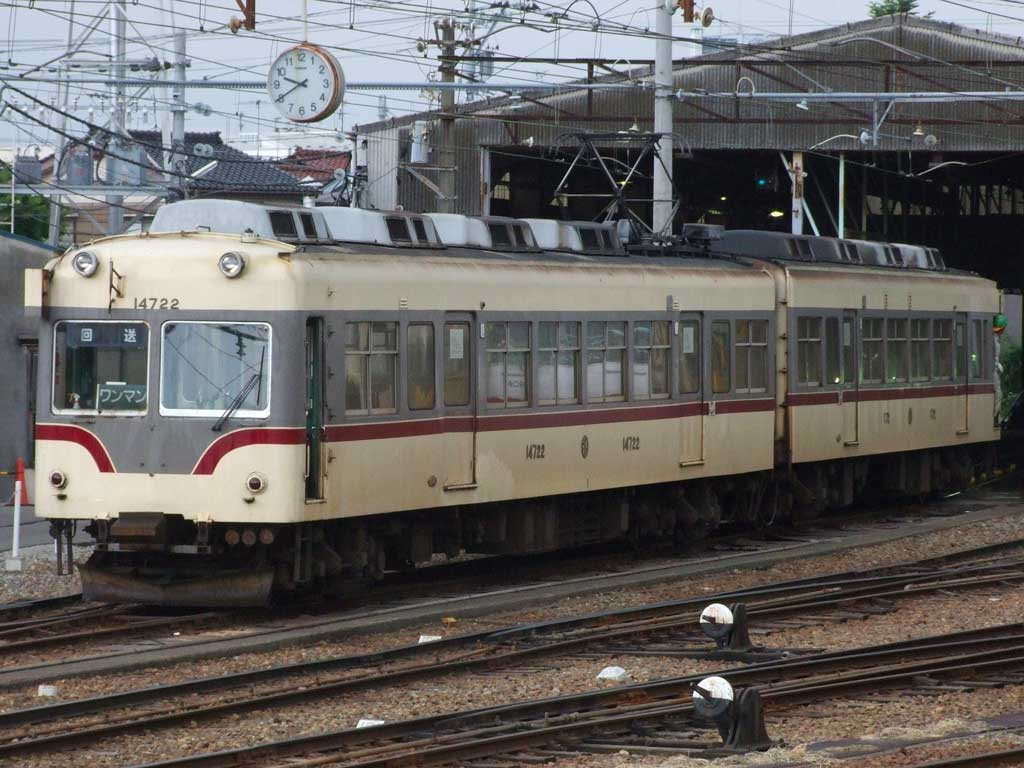
富山地方鉄道14720形
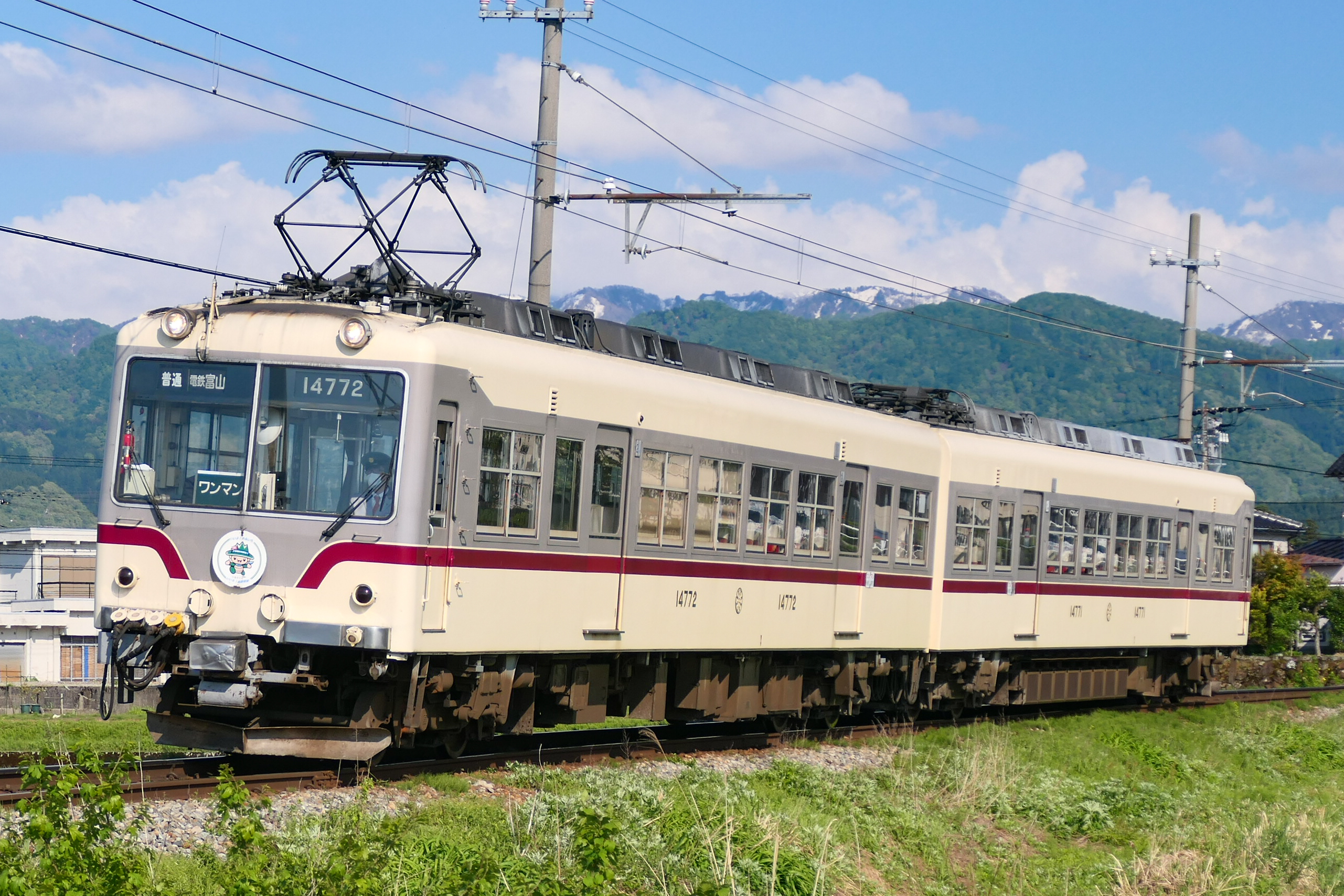
富山地方鉄道14760形

### 福井鉄道

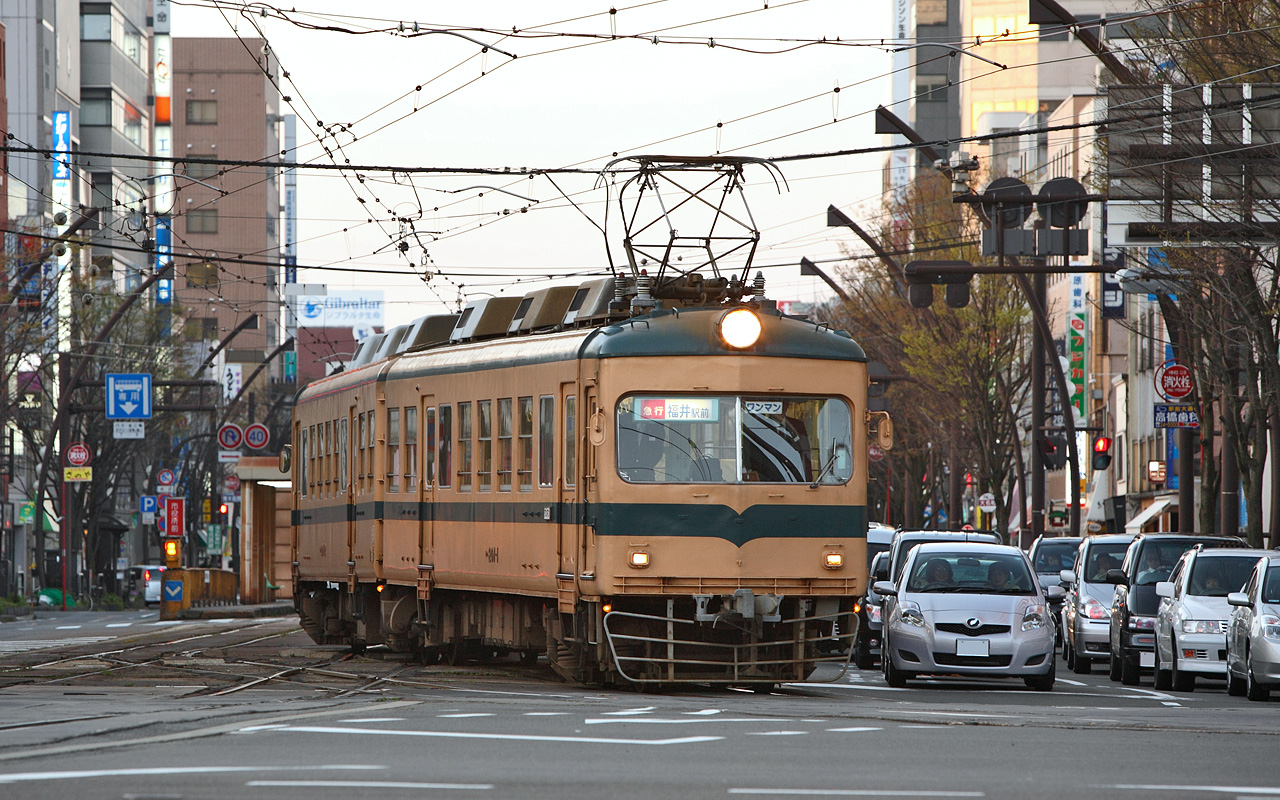
福井鉄道200形

福井県の福井鉄道では、福井市と武生市を結ぶ福武線の急行列車用として1960年に200形が投入された。15m級で2車体の連接車で、WN駆動方式が採用された。前面はピラーで2枚窓を繋ぐタイプの湘南顔で、窓部分が傾斜している。福井市内では併用軌道を走るため、大型排障器が設置されている。1962年までに3編成が製造された。
機器換装や冷房化を経て2000年代以降も使用され、2014年に廃車が開始された。2016年に運用を終了し、203編成を残して解体された。

### 長野電鉄

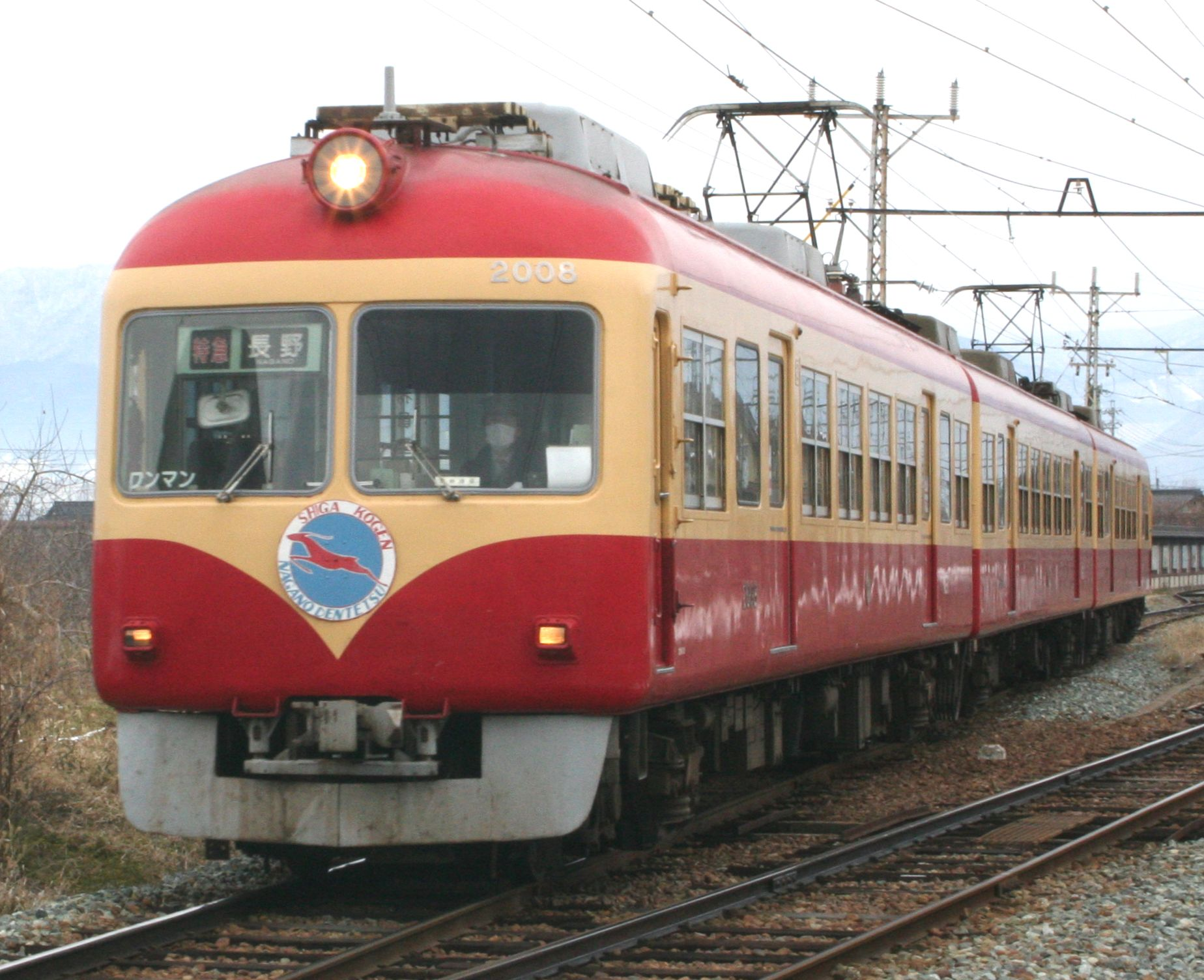
長野電鉄2000系

長野電鉄では1957年に登場した2000系で湘南顔が採用された。全長18m級車体の2扉車で、ドア付近はロングシート、それ以外は転換クロスシートが配置された。前面は丸みを帯びており、2枚窓は曲面ガラスが採用された。
2000系は3両編成4本が製造され、長野 - 湯田中間の特急列車を主体に使用された。冷房化改造の上で2000年代に入っても特急で運用されていたが、2006年より廃車が始まり、2012年に運用を終了した。

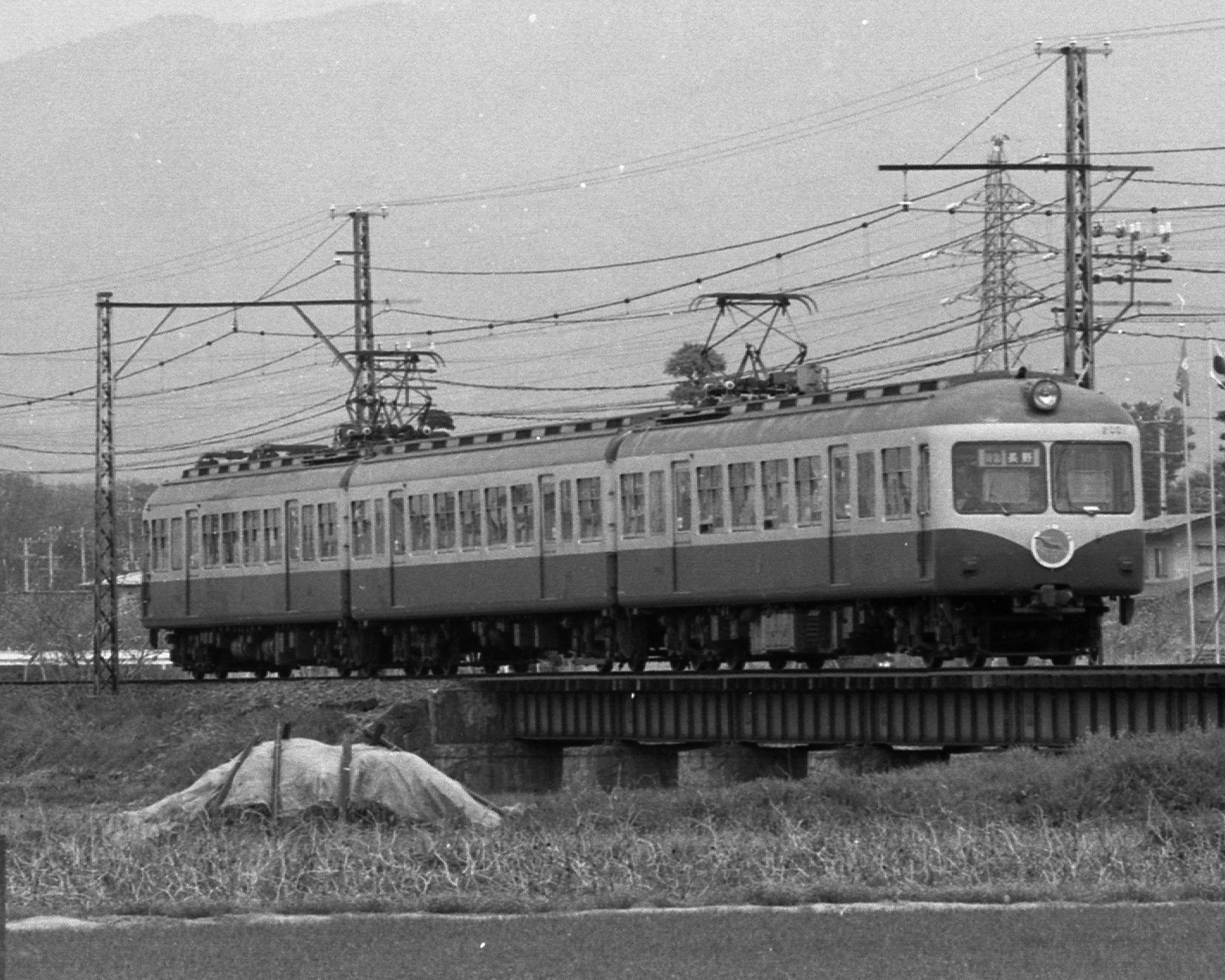
非冷房時代の2001編成
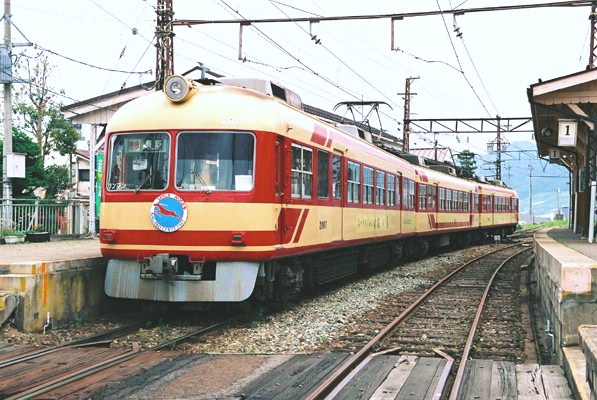
塗装変更後の2000系
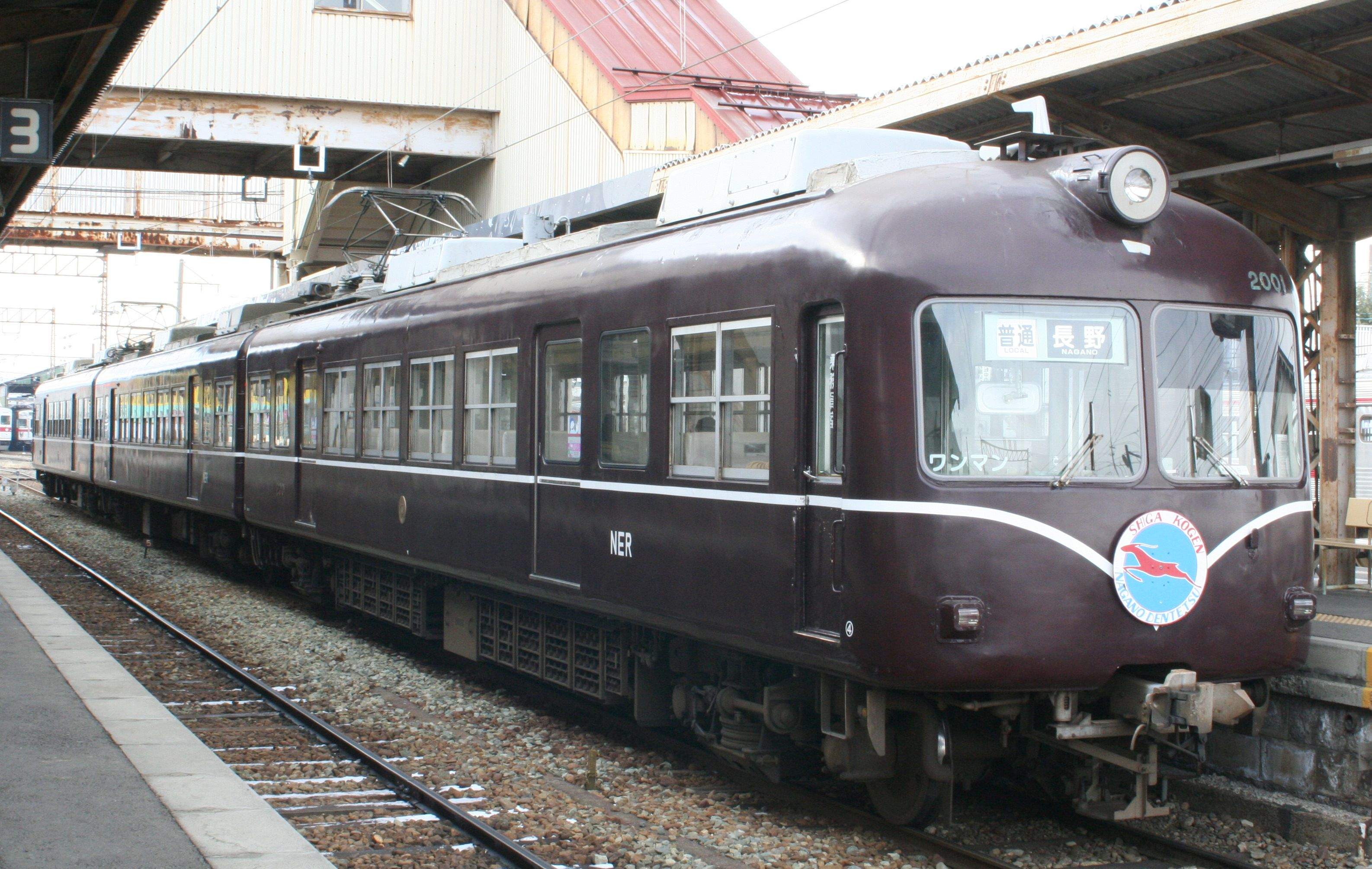
マルーン塗装復刻車

### 伊豆箱根鉄道

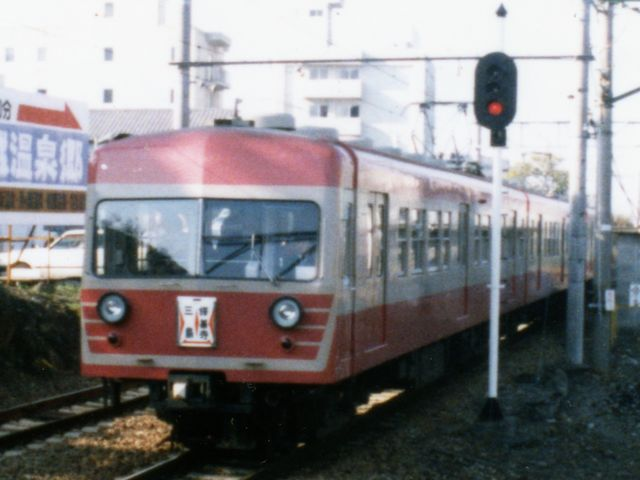
伊豆箱根鉄道1000系1001

伊豆箱根鉄道では静岡県の駿豆線向けに自社発注の1000系を投入した。西武所沢車両工場製の20m車で、前面は親会社の西武鉄道のスタイルと類似した2枚窓にピラーのある湘南顔である。
1000系は4編成が自社発注車であったが、5編成目以降は西武501系の譲受車により増備された。自社発注車、譲受車とも運用を終了している。

### 静岡鉄道
静岡県の静岡鉄道では自社の長沼工場で車両の更新や新製も行っており、新静岡 - 新清水間の静岡清水線向けとして1958年に21形が登場した。車体は14m級の2扉車で前面は湘南顔であった。2両編成5本の10両が投入されたが、東急車輛製造製の1000形の投入により1973年までに廃車となった。
このほか、軽便鉄道の駿遠線で湘南顔の気動車が運転されていた。

### 遠州鉄道

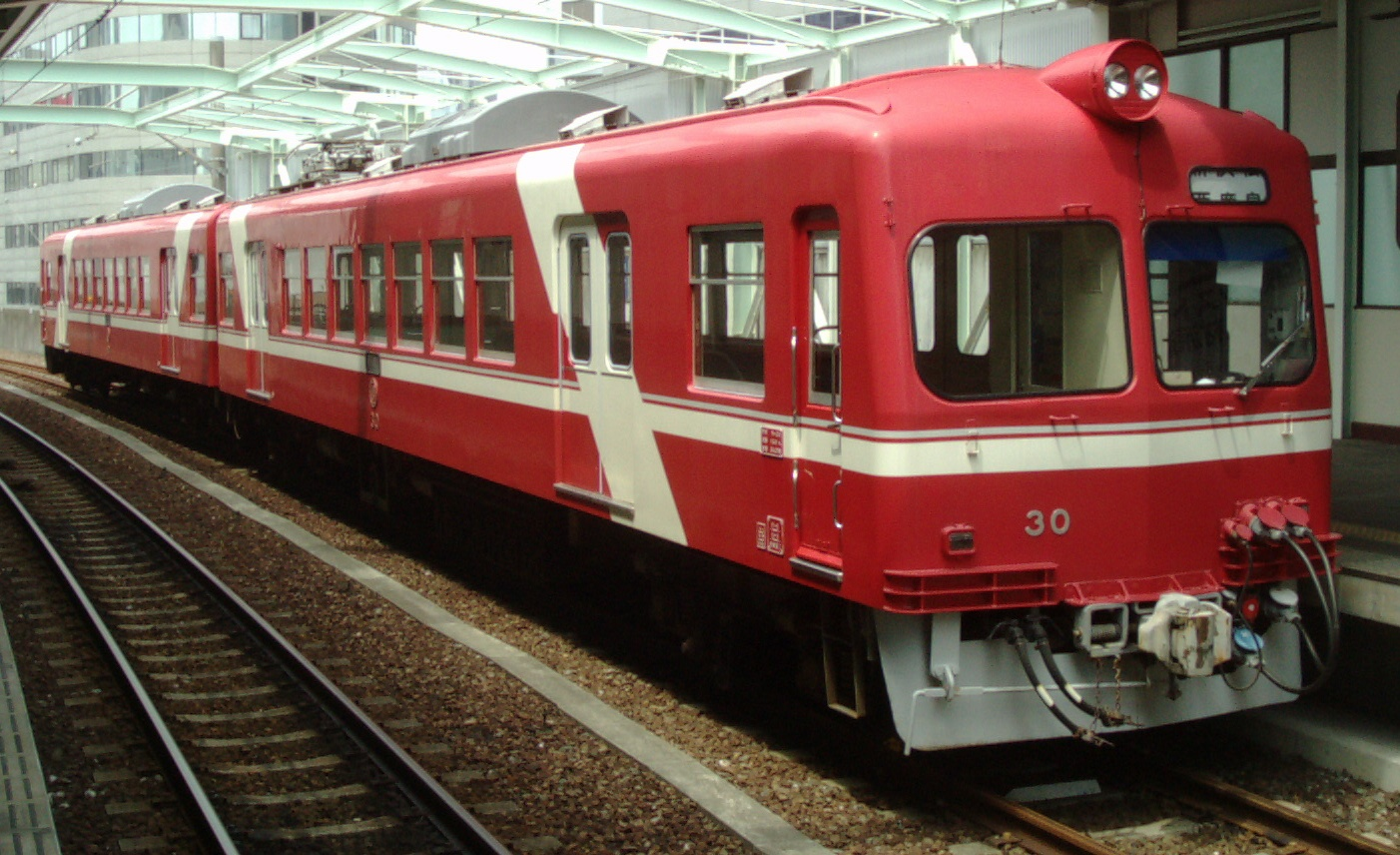
遠州鉄道30形

静岡県の遠州鉄道では新浜松 - 西鹿島間の鉄道線用として1956年に湘南顔の21形が投入された。16m級の両運転台車で両端とも湘南顔であったが、車体幅は狭く前面の後退角も小さかった。
1958年に登場した30形は車体が17m級または18m級に大型化された湘南顔の2扉ロングシート車で、電動車のモハ30形と制御車のクハ80形が存在した。駆動方式は吊り掛けが大半で、1980年に増備された最終編成はカルダン駆動である。最後まで残ったモハ25・クハ85の2両編成は2018年に運用を終了した。

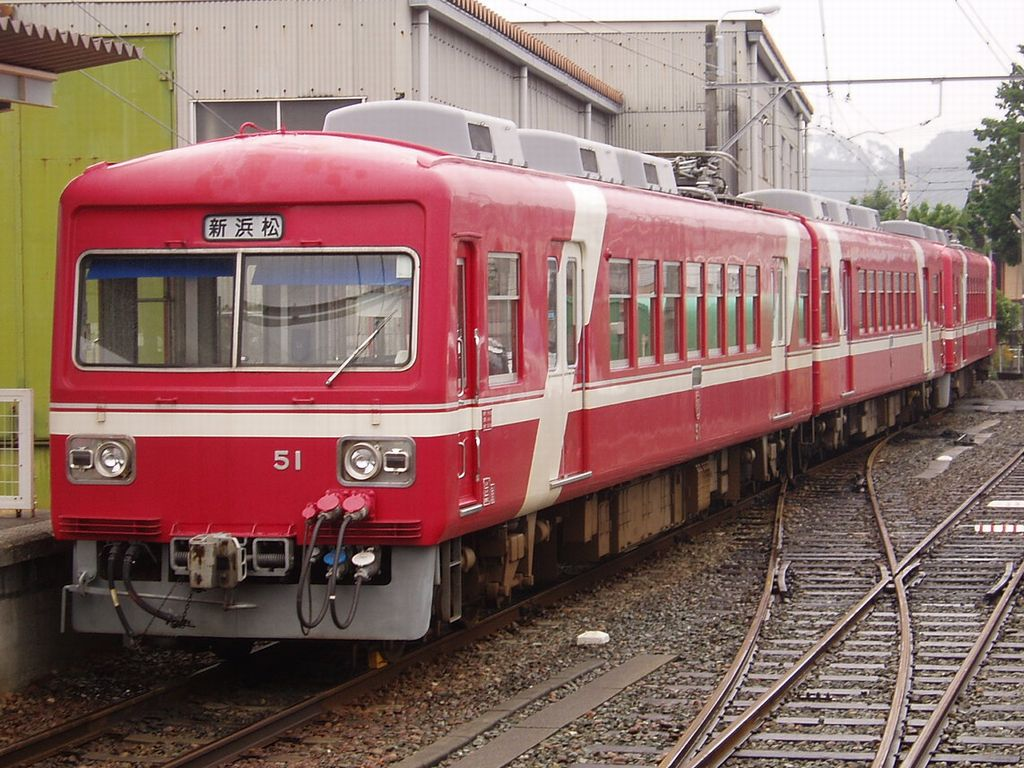
遠州鉄道30形モハ51

### 近江鉄道

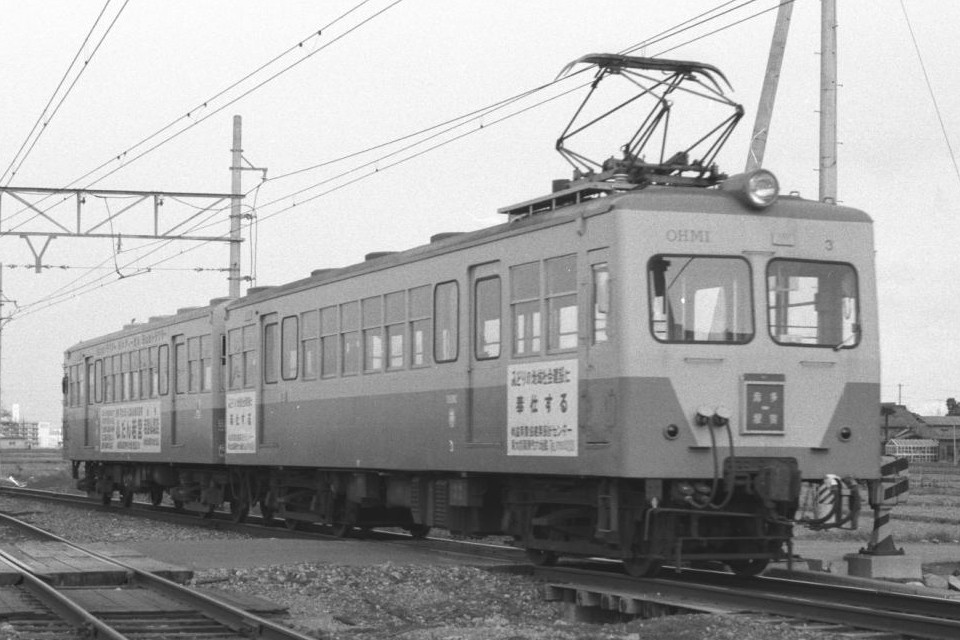
近江鉄道モハ1形モハ3

滋賀県の近江鉄道では他社より譲受した木造車を更新して鋼体化する工事を進めており、1951年に更新されたモハ131形・クハ1214形が湘南顔である。最初に登場したモハ132号・クハ1215号は狭い車体幅に角張った湘南顔のスタイルであり、これを筆頭に「近江形」と呼ばれる車両群が形成された。
1963年より改造されたモハ1形は16m級車体の2扉片運転台車で、クハ1213形と2両編成を組み2000年頃まで運用された。

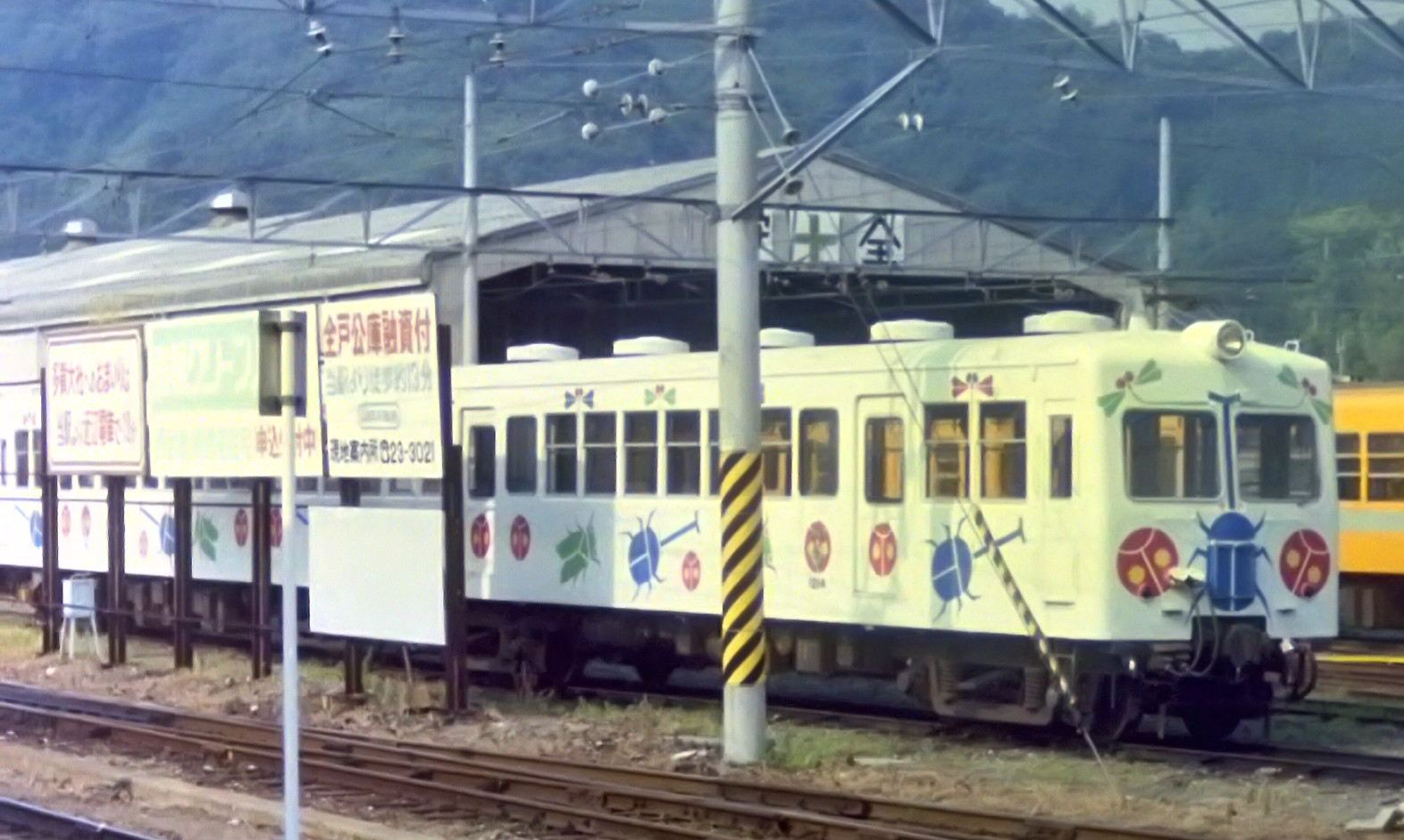
近江鉄道クハ1214形1214
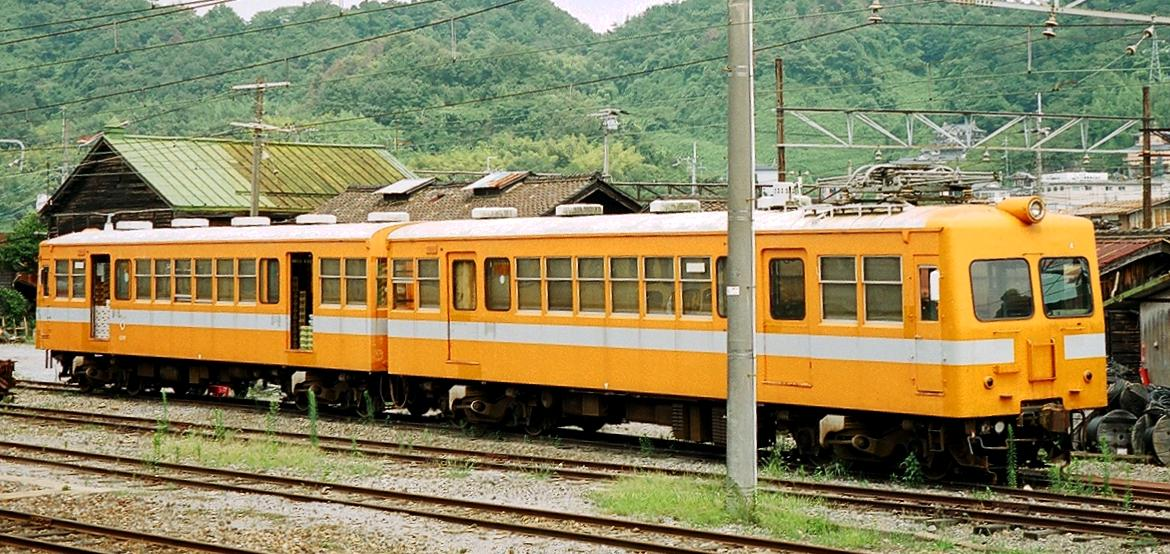
最末期の近江鉄道モハ4

### 神戸電鉄

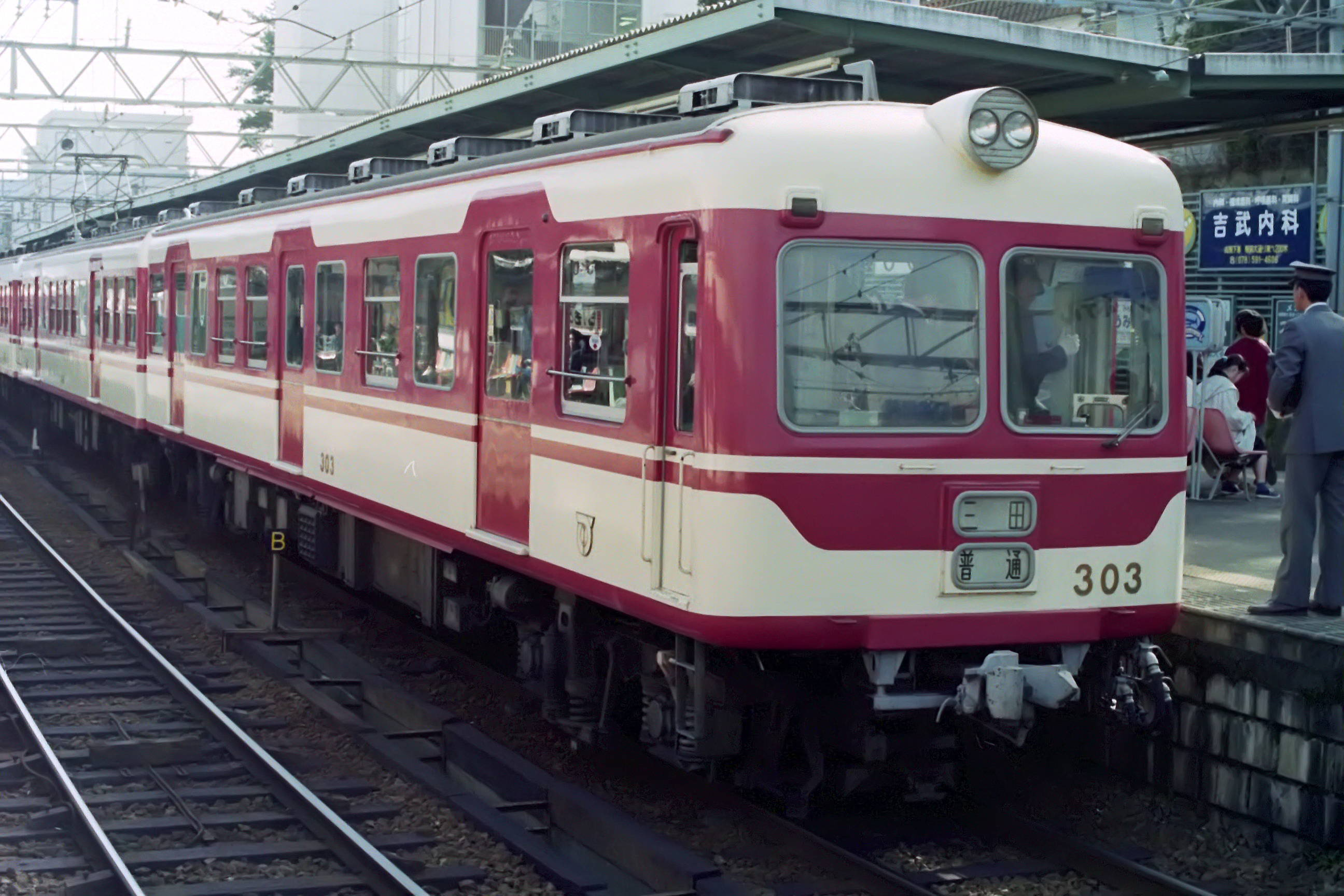
神戸電鉄デ300形デ303（1993年）

兵庫県の神戸電鉄で1960年に登場した初の高性能車デ300形は、全電動車の2両編成でWM駆動方式が採用された。湘南顔はデ301 - 304の4両で、増備車のデ311 - 316は前面貫通型となった。製造は全車が川崎車輌である。
デ301 - 304の4両は2扉セミクロスシートであったが、後の改造でロングシート化、3扉化が行われ、増備車のうちデ313 - 316の中間車化改造車を組み込んだ4両編成となった。貫通型のデ311・312は他の1000系列とともに運用された。冷房化改造は行われず、5000系の増備により1994年に全廃となった。

### 高松琴平電気鉄道
香川県の高松琴平電気鉄道では1960年に導入した1010形が湘南顔である。当初はカルダン駆動の完全新製車の計画であったが、車体が完成した段階で工事が中断し、旧型車の機器類を流用して完成した経緯がある。側面は2扉、車内はセミクロスシートであった。
後に前面貫通化、ロングシート化、カルダン駆動化などの改造が行われ、2003年まで運用された。

### 島原鉄道
長崎県の島原鉄道では、国鉄キハ10系をベースとした自社発注車として1953年にキハ4500形を導入した。片側2扉、側窓はバス窓で機器類も国鉄キハ10系が基本になっているが、正面は前世代のキハ44000系試作気動車に類似した湘南顔であった。末尾4を飛ばした4501 - 4503・4505の4両が製造された。

### 熊延鉄道
熊本県の熊延鉄道では1953年にヂハ200形を導入した。全長17.6 mの両運転台車で前面は湘南顔、側窓はバス窓ではない2段窓であった。1964年の熊延鉄道廃止後は滋賀県の江若鉄道へ譲渡され、キハ50形キハ51として1969年の廃止まで使用された。

## 路面電車での採用

### 東京都電

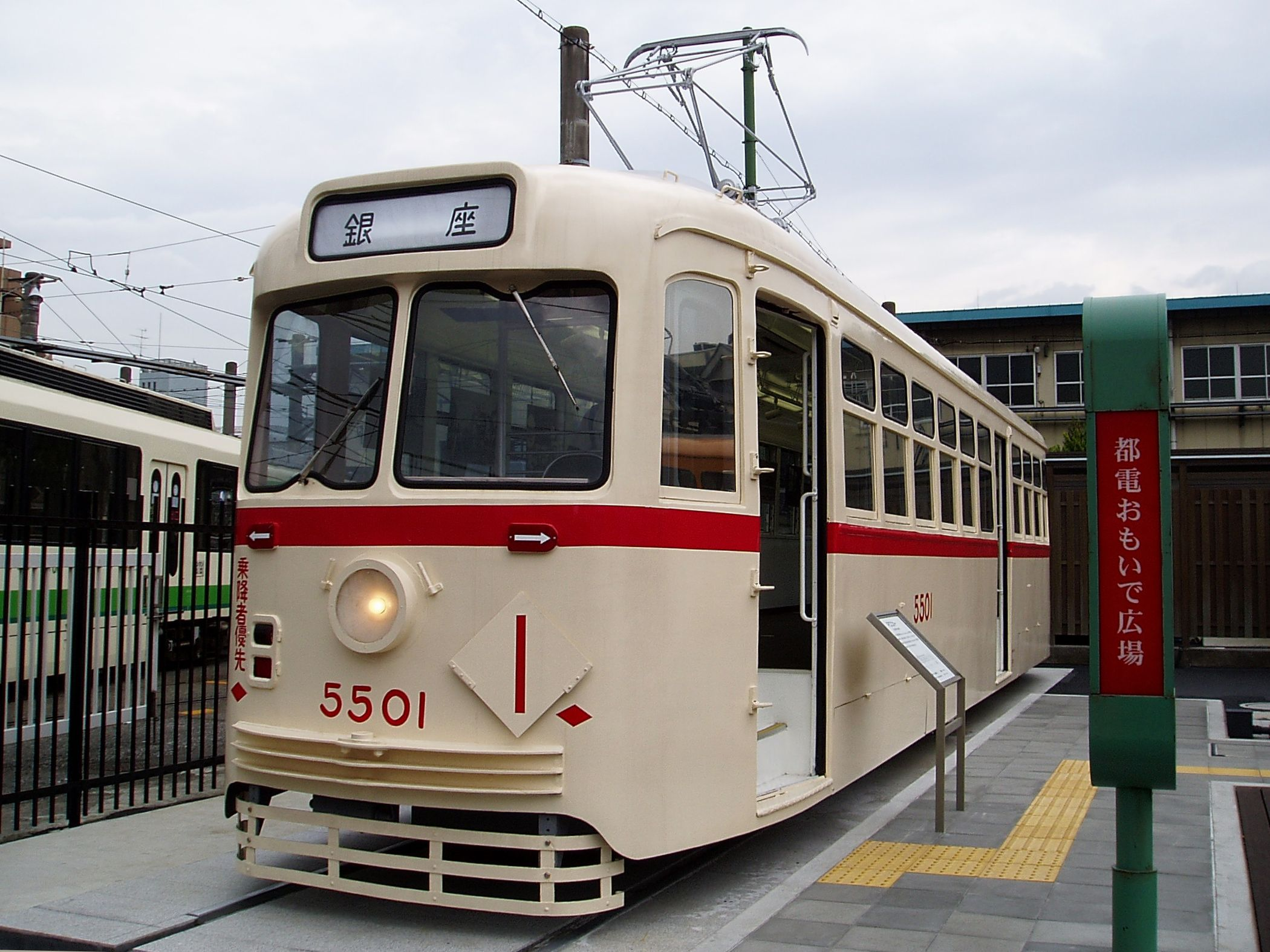
都電5500形5001

東京都交通局が運営する路面電車である東京都電では、アメリカ合衆国のPCCカーの技術を取り入れた車両として1954年に5500形を導入した。前面は傾斜した2枚窓があり、湘南顔に該当するスタイルとされる。
1954年以降は7000形も前面2枚窓で製造されたが、一部は後に3枚窓に改造されている。7000形は車体更新により従来の車体は消滅したが、車両自体は7700形として残存している。

### 東急玉川線（玉電）

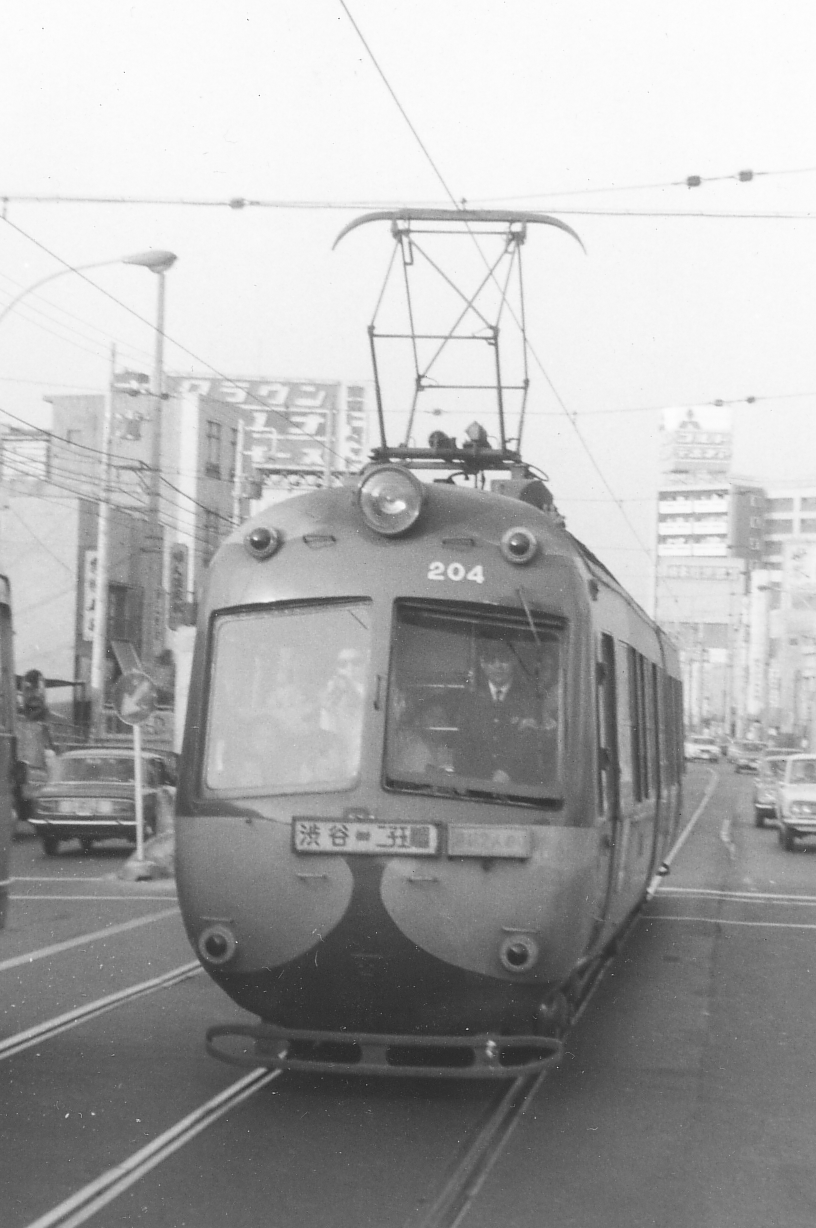
東急玉川線デハ200形

東京急行電鉄の路面電車路線の1つである玉川線には、5000系の技術を取り入れた超軽量高性能電車のデハ200形が1955年に投入されている。前面は湘南顔の流れを汲む2枚窓で、丸みの大きいスタイルである。低床車体の連接車で、平行カルダン駆動方式が採用されている。その外観から「ペコちゃん」とも通称された。玉川線廃止の1969年に運用を終了した。

### 東武日光軌道線
国際的観光地である日光には路面電車が存在したが、戦後に東武鉄道へ吸収された。東武が日光軌道線向けに導入した路面電車車両のうち、1953年に登場した100形は前面2枚窓で、片側が2段窓ながら湘南顔に通じるスタイルであった。1954年に登場した200形は2車体連接車であるが、前面スタイルなどは100形と共通していた。
1968年の日光軌道線廃止後は100形が岡山電気軌道へ譲渡され、3000形となった。

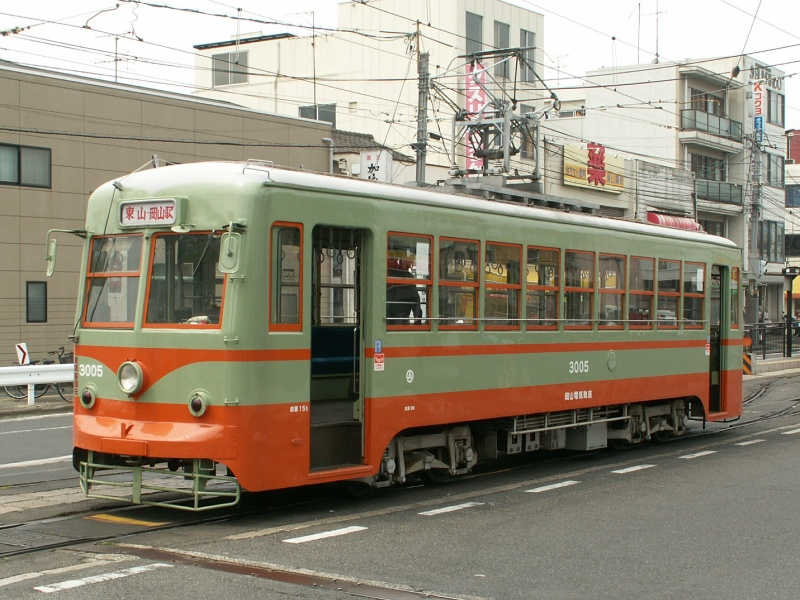
岡山電気軌道3000形の東武塗装復刻車
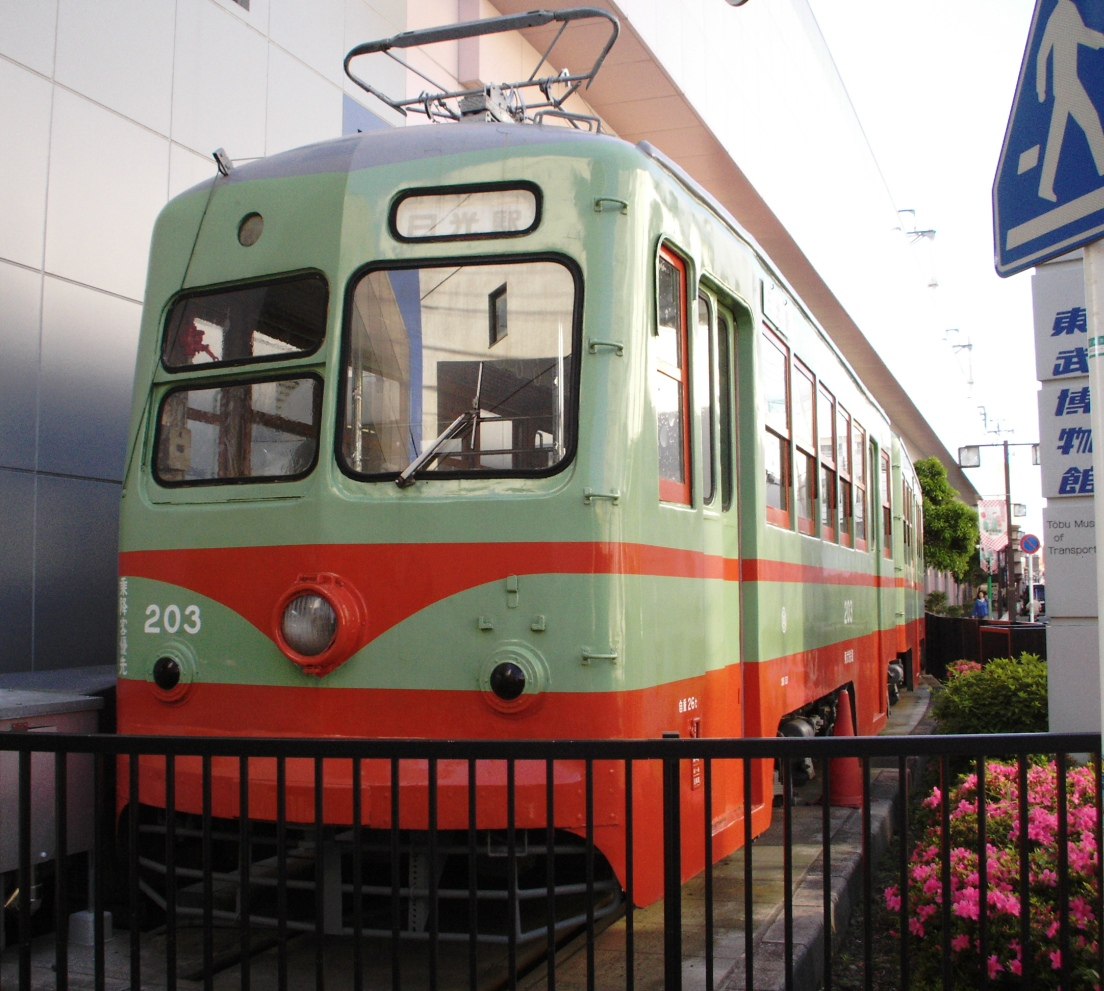
東武日光軌道線200形203（東武博物館）

### とさでん交通
高知県の土佐電気鉄道では1957年に600形が投入された。東京都電7000形をモデルとした設計で、前面は2枚窓である。2014年にはとさでん交通へ承継された。

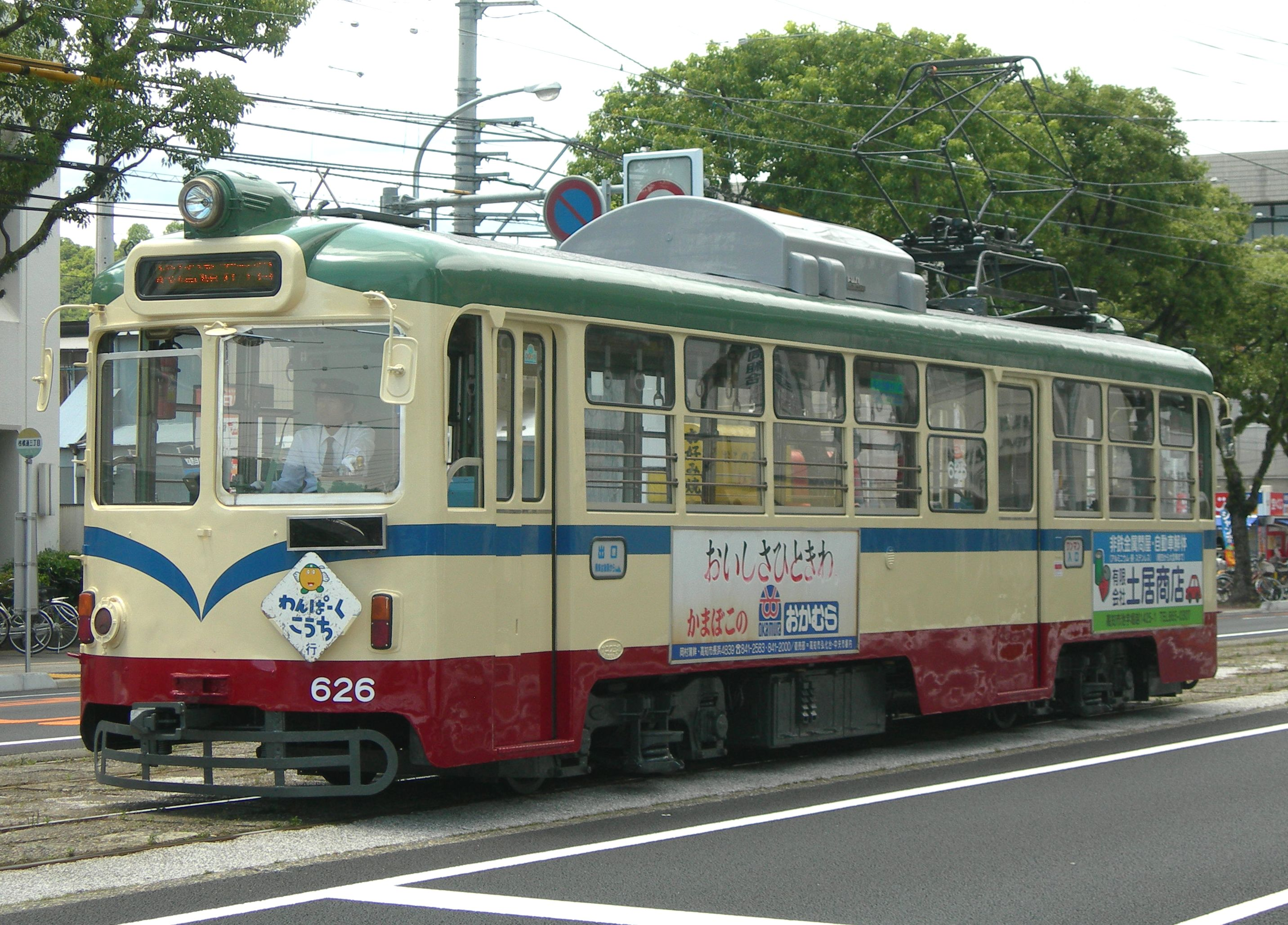
土佐電気鉄道600形
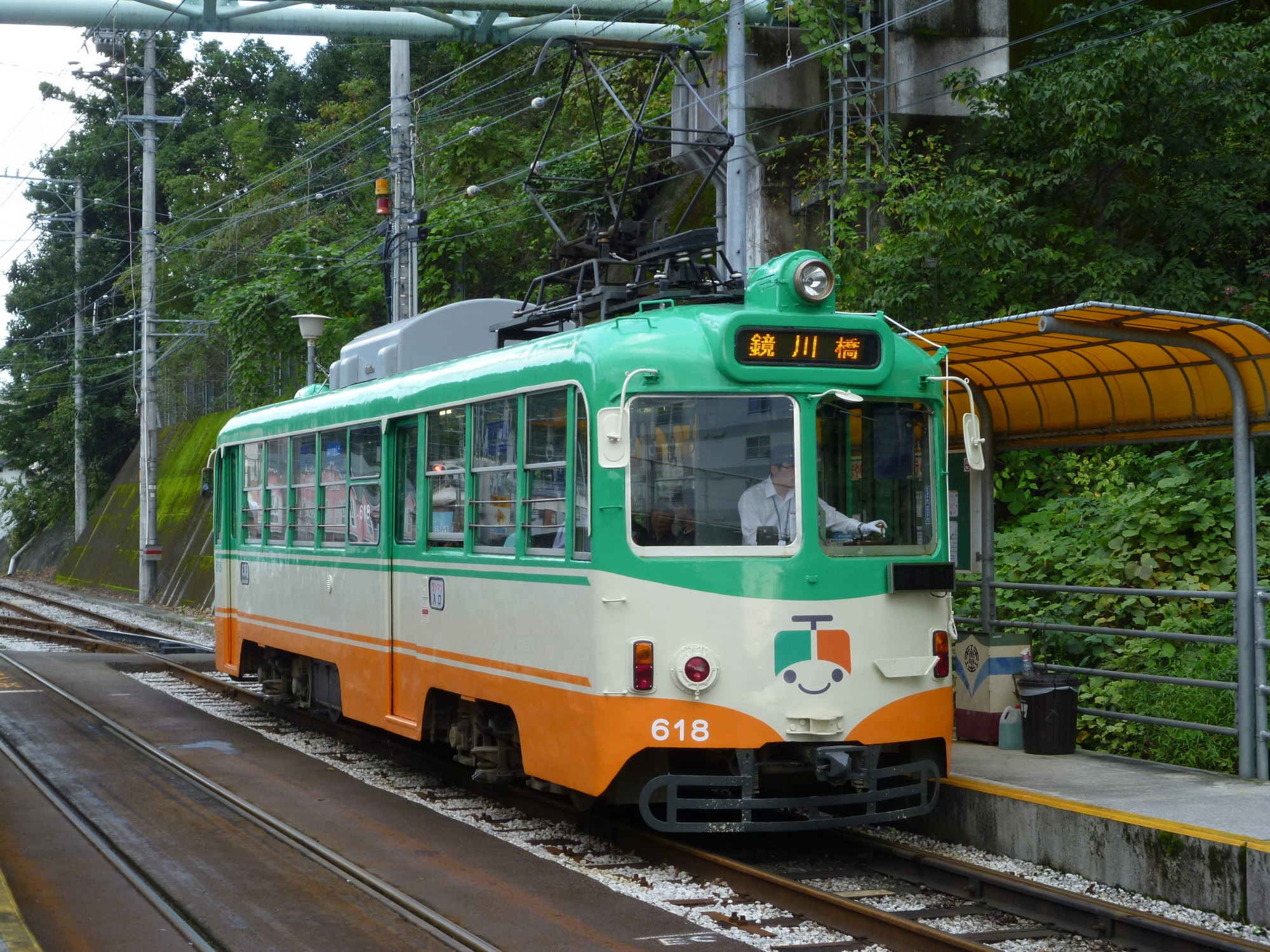
とさでん交通承継後の600形